# アルノルト・ベックリン
アルノルト・ベックリン（Arnold Böcklin, 1827年10月16日 - 1901年1月16日）は、19世紀のスイス出身の象徴主義の画家。
19世紀末のヨーロッパの美術界はフランス印象派の全盛期であったが、戸外にキャンバスを持ち出し、外光の下で身近な風景を描き出した印象派の画家たちとは対照的に、文学、神話、聖書などを題材に、想像の世界を画面に表そうとする象徴主義の画家たちも同時代に活動していた。ベックリンはこうした象徴主義・世紀末芸術の代表的画家の1人である。

## 経歴
ベックリンは1827年にスイスのバーゼルで生まれたが、青年期以降はヨーロッパ各地を転々とし、生涯の大部分をドイツおよびイタリアで過ごしている。1845年から1847年までドイツのデュッセルドルフで学んだ後、1850年から1857年までローマに滞在。1860年から1862年にかけてはドイツのヴァイマルの美術学校で教えていたこともある。その後、ミュンヘン、フィレンツェ、チューリヒなどに滞在、晩年はフィレンツェ郊外のフィエーゾレに住んだ。1874年から1885年までのフィレンツェ時代は円熟期で、『死の島』をはじめとする代表作がこの時期に生まれている。
『死の島』は暗い空の下、墓地のある小さな孤島をめざし、白い棺を乗せた小舟が静かに進んでいくさまを描いた神秘的な作品である。彼自身、このモチーフに魅せられていたようで、その生涯にこの題材で5点の作品を残している（うち4点が現存）。この作品に見られるように、写実的で緻密な描法と、画面にただよう神秘的・幻想的な雰囲気がベックリンの特色である。20世紀のシュルレアリスム絵画にも大きな影響を与えた。
第一次世界大戦後のドイツでは、非常に人気があり、一般家庭の多くの家に、複製画が飾られていた。中でも代表作の『死の島』は特に人気が高かったと言われ、複製画の他にポストカードの題材としても盛んに使用された。また『死の島』を真似て描く画家も現れた。
アドルフ・ヒトラーも彼の作品を好み、収集していた（代表作である『死の島』の第3作を始め、11点所有していたと言われる）。

## 代表作
- 『ヴァイオリンを弾く死神のいる自画像』（1872年）ベルリン美術館
- 『聖なる森』（1882年） バーゼル美術館
- 『波間のたわむれ』（1883年）ミュンヘン、ノイエ・ピナコテーク
- 『死の島』（この絵は1880年から1886年の間に5点が描かれている。）バーゼル美術館（1880年、111x155cm）、ベルリン美術館（1883年、ナツィオナール・ガレリー、プロイセン文化財国立美術館、アドルフ・ヒトラーが所有していたもの）、ニューヨーク・メトロポリタン美術館（1880年）、ライプツィヒ造形美術館（1886年）がそれぞれ所蔵（加えて、1945年以来所在不明（焼失？）のもの（1884年）が存在した）。それぞれが、同一のモチーフのバリエーションで、作品のサイズも技法も異なる。バーゼル美術館には、これと対比的な『至福の島』（「生の島」とも、1888年）というナイーフのような趣の作品もある。また、ラフマニノフ(1909年)、レーガー(1903年)がこの絵に触発された交響詩を作曲していることでも知られる。『死の島』は、作家福永武彦の同名の小説のモチーフとしても使われている。彼は、「死の島」を言葉の音の上からも、原爆の投下を受けた「広島」のイメージに重ね合わせている。

## ギャラリー

### 死の島
- "第1バージョン"、1880年、 バーゼル市立美術館
- "第2バージョン"、1880年、メトロポリタン美術館
- "第3バージョン"、1883年、旧国立美術館
- "第4バージョン"、1884年、第二次世界大戦中に焼失
- "第5バージョン"、1886年、ライプツィヒ造形美術館
- 生の島、1888年、バーゼル市立美術館

### 絵画

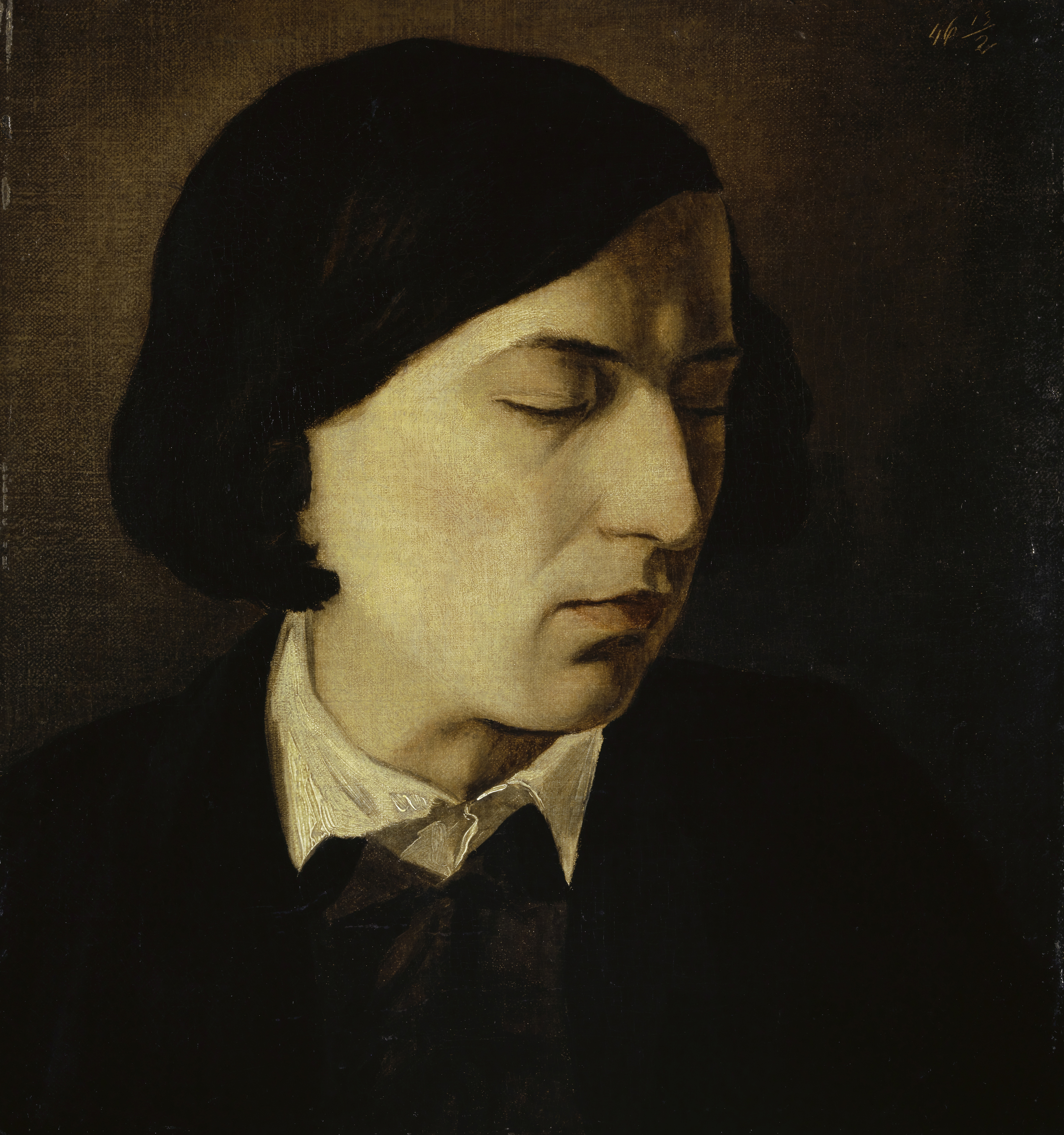
アレクサンダー・ミシェルスの肖像"、1846年
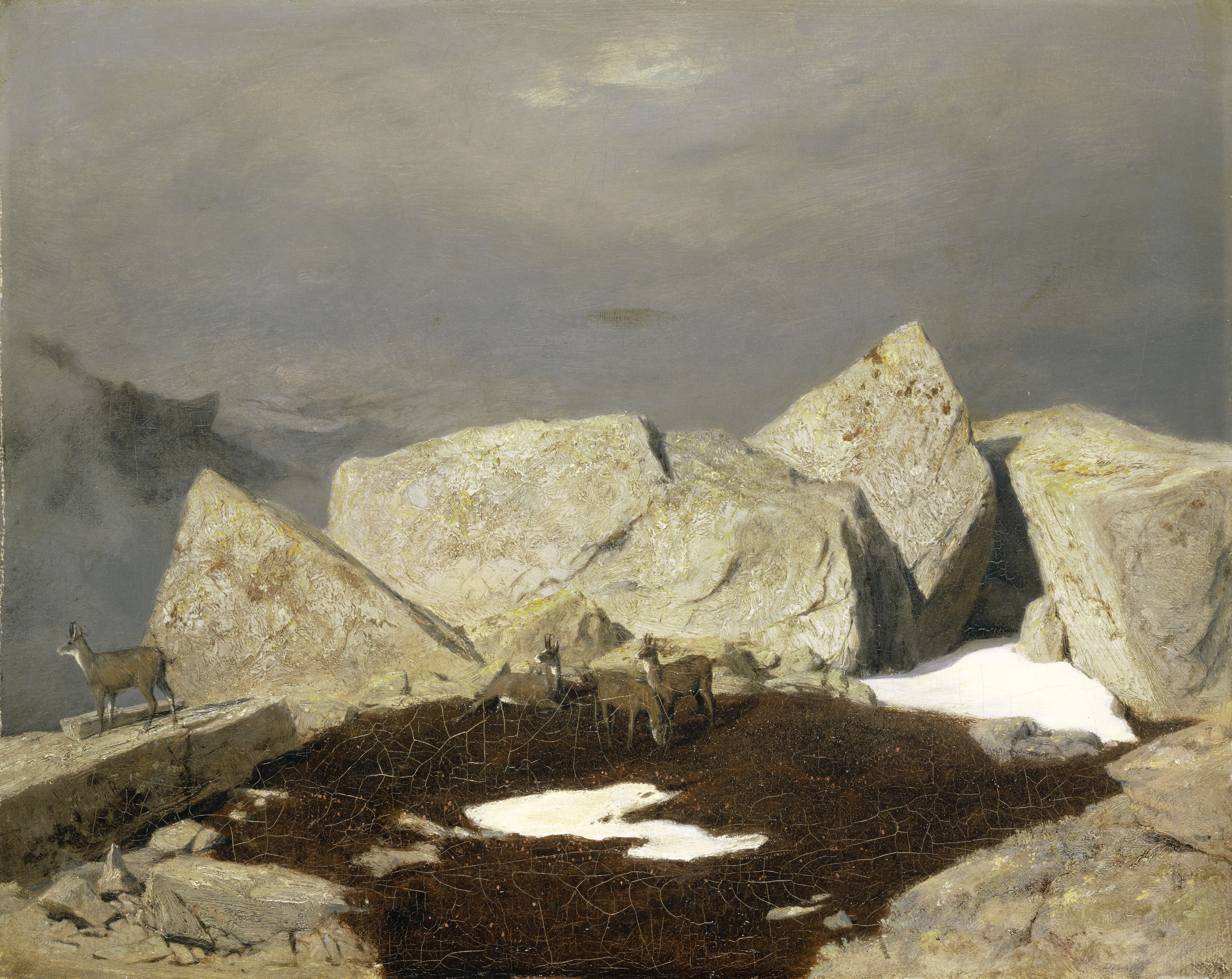
Hochgebirge mit Gemsen、1849-1850年、バーゼル市立美術館
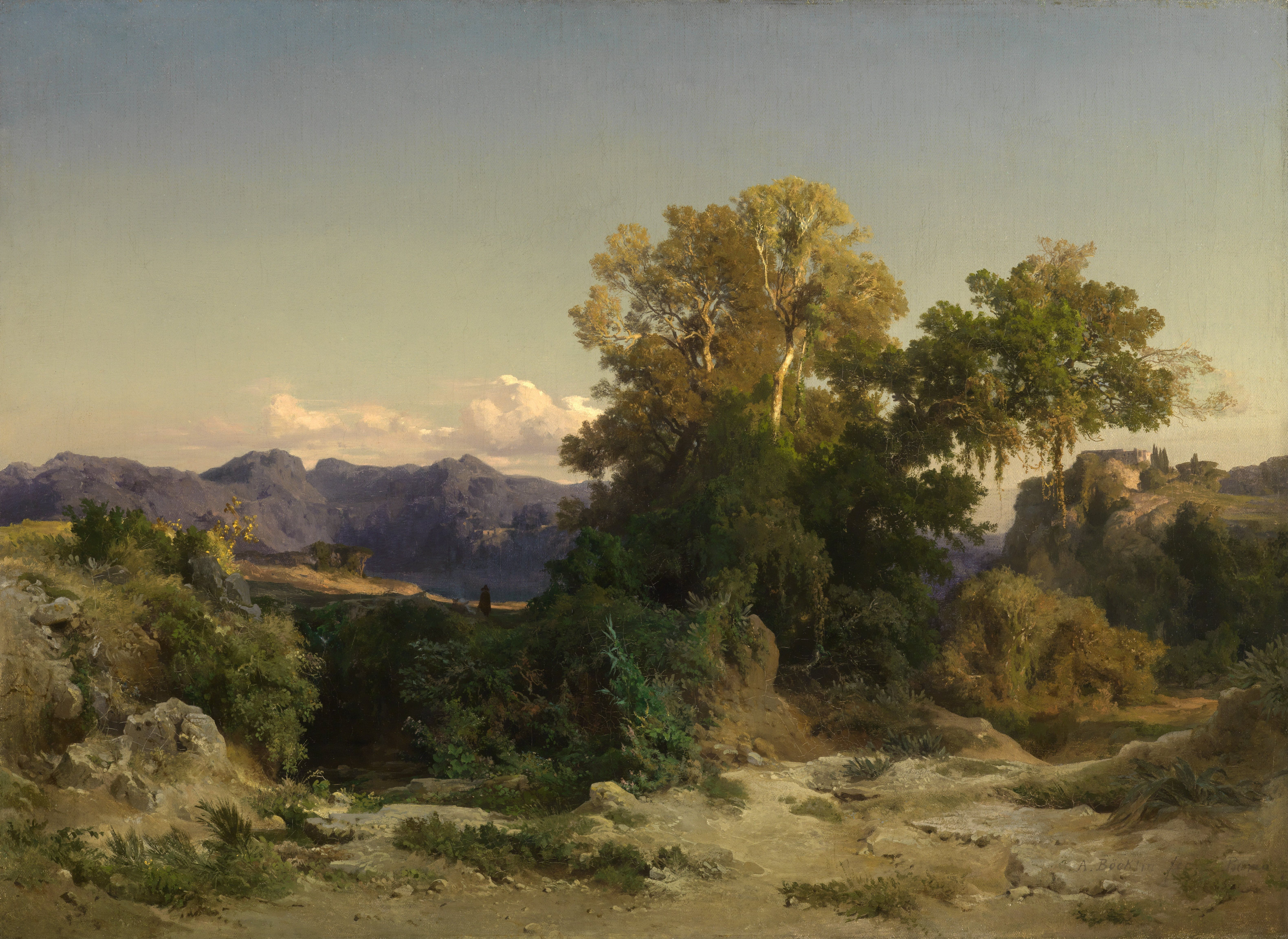
アルバニアの山で、1851年、チューリヒ美術館?
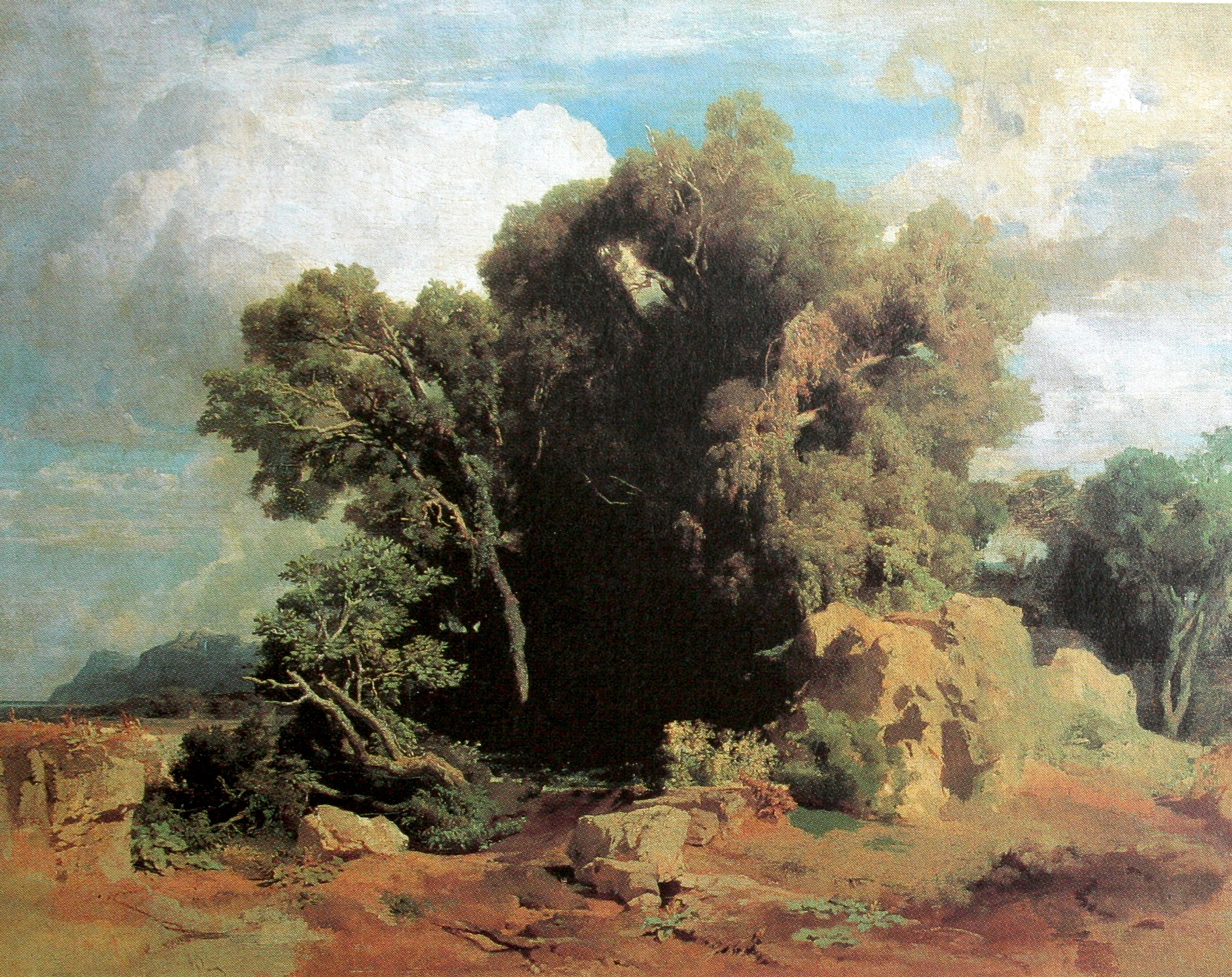
In den pontinischen Sümpfen、1851年、チューリヒ美術館?
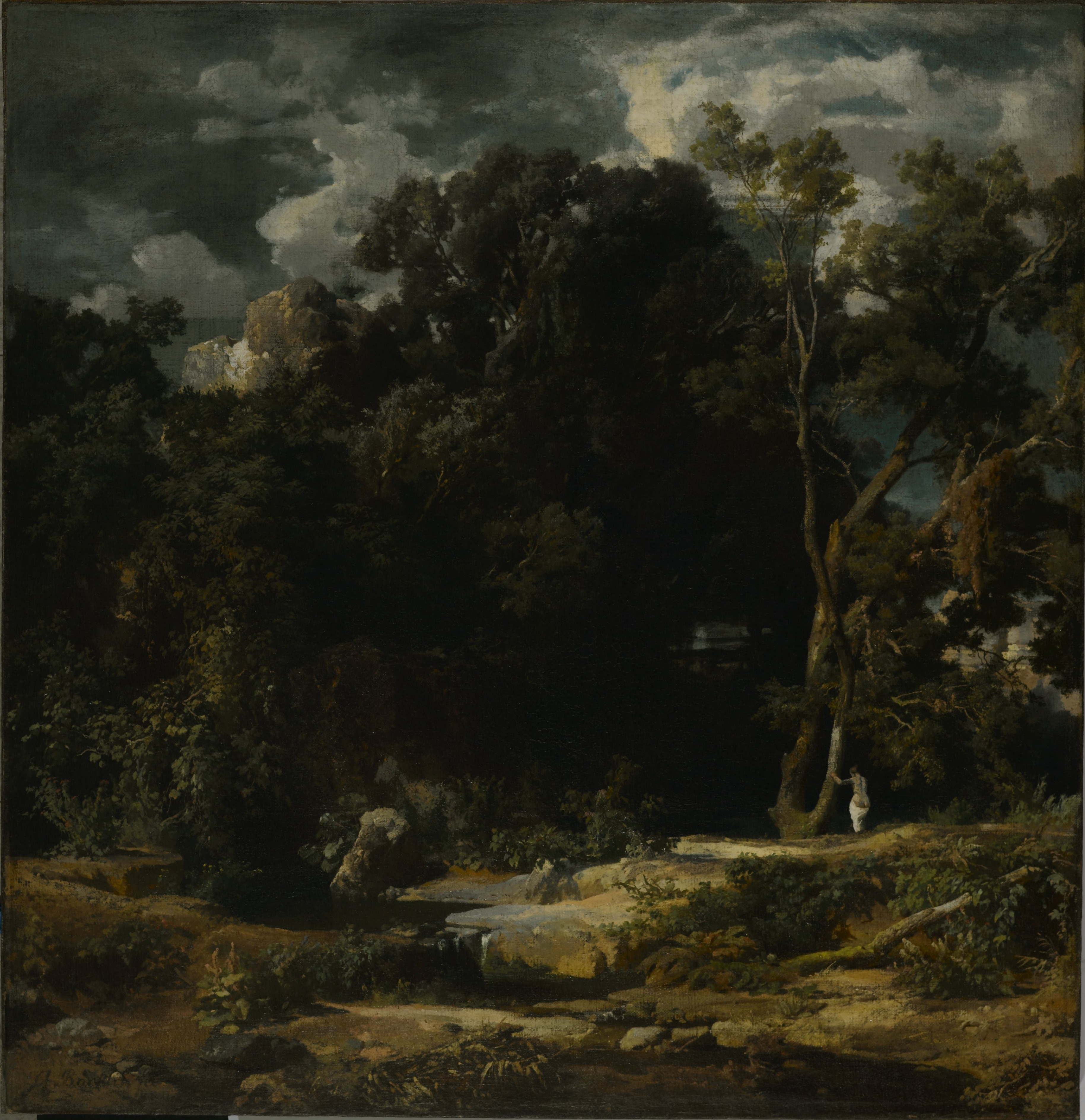
ローマの風景、1852年頃、ブルックリン美術館
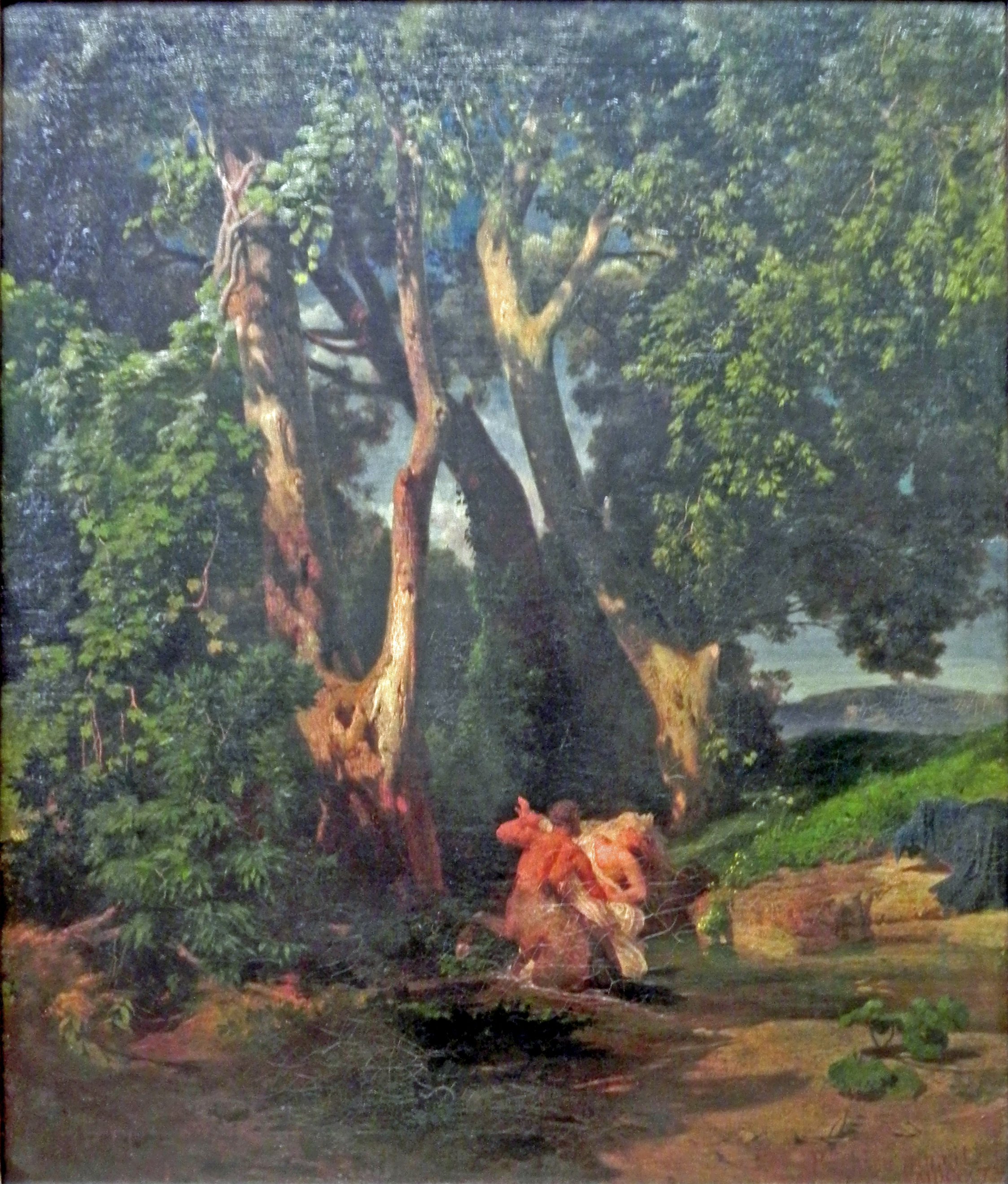
ケンタウルスとニンフ、1855年、旧国立美術館
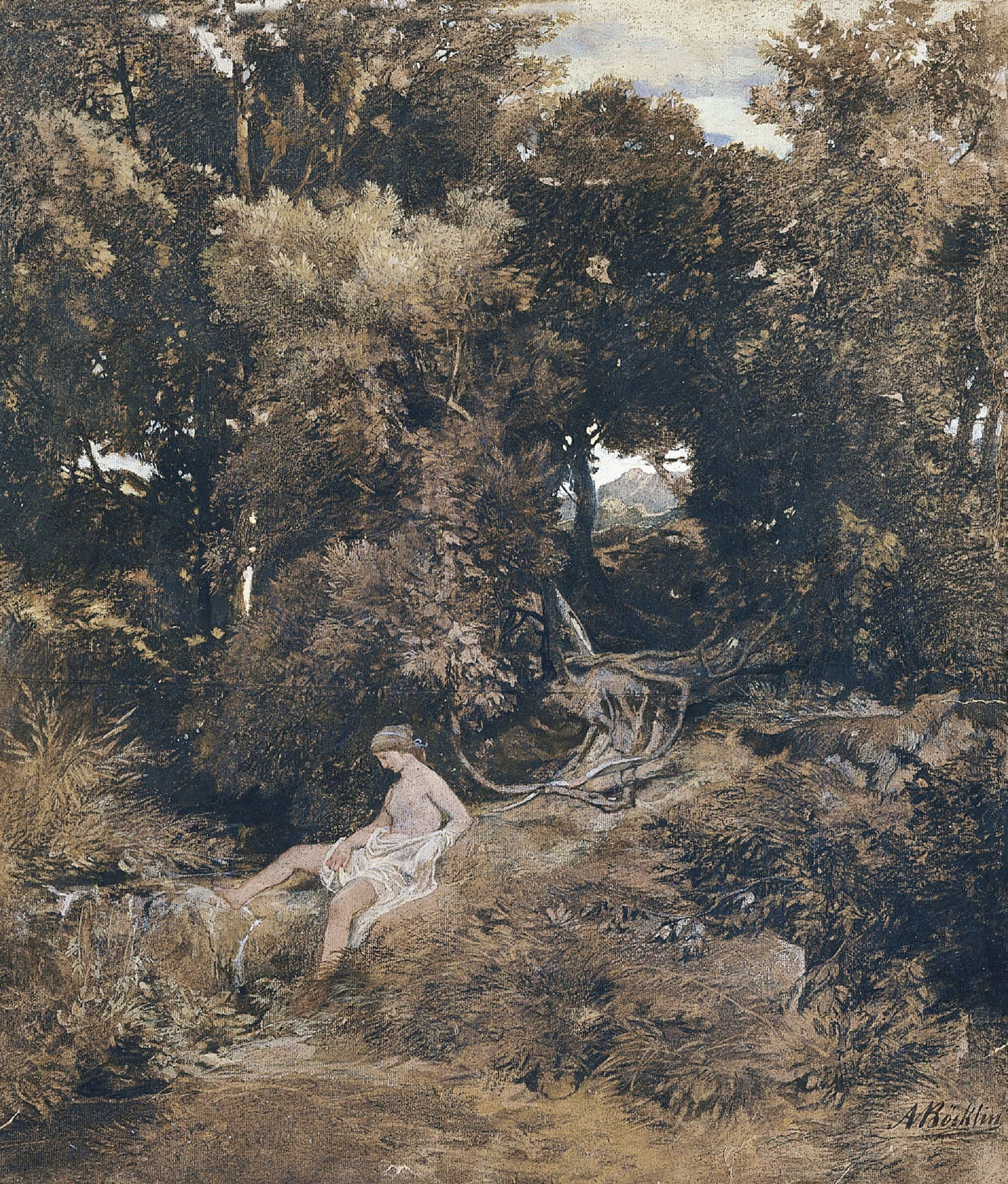
泉のニンフ、1855年、ティッセン＝ボルネミッサ美術館
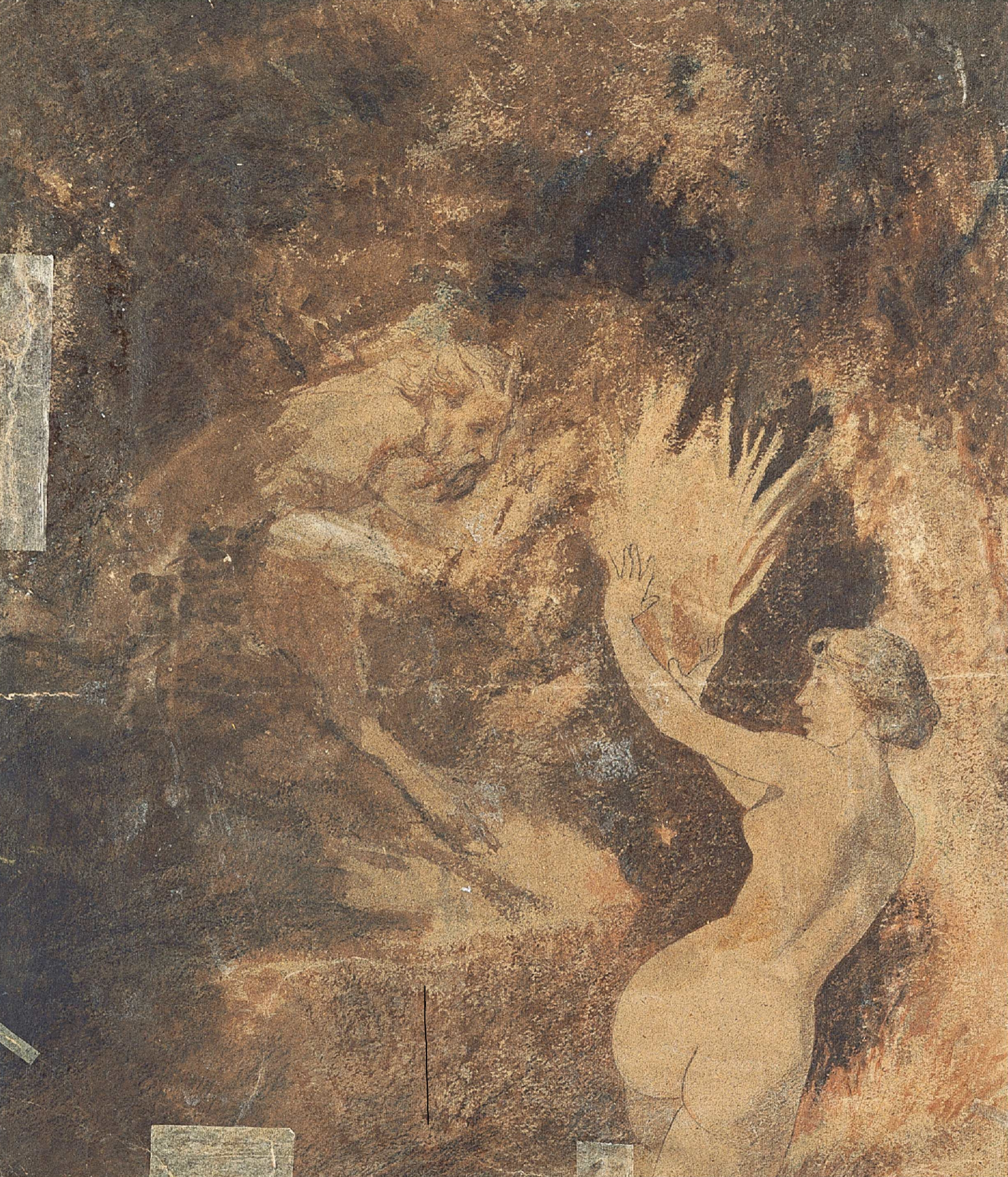
ニンフを追うパン、1855年、ティッセン＝ボルネミッサ美術館
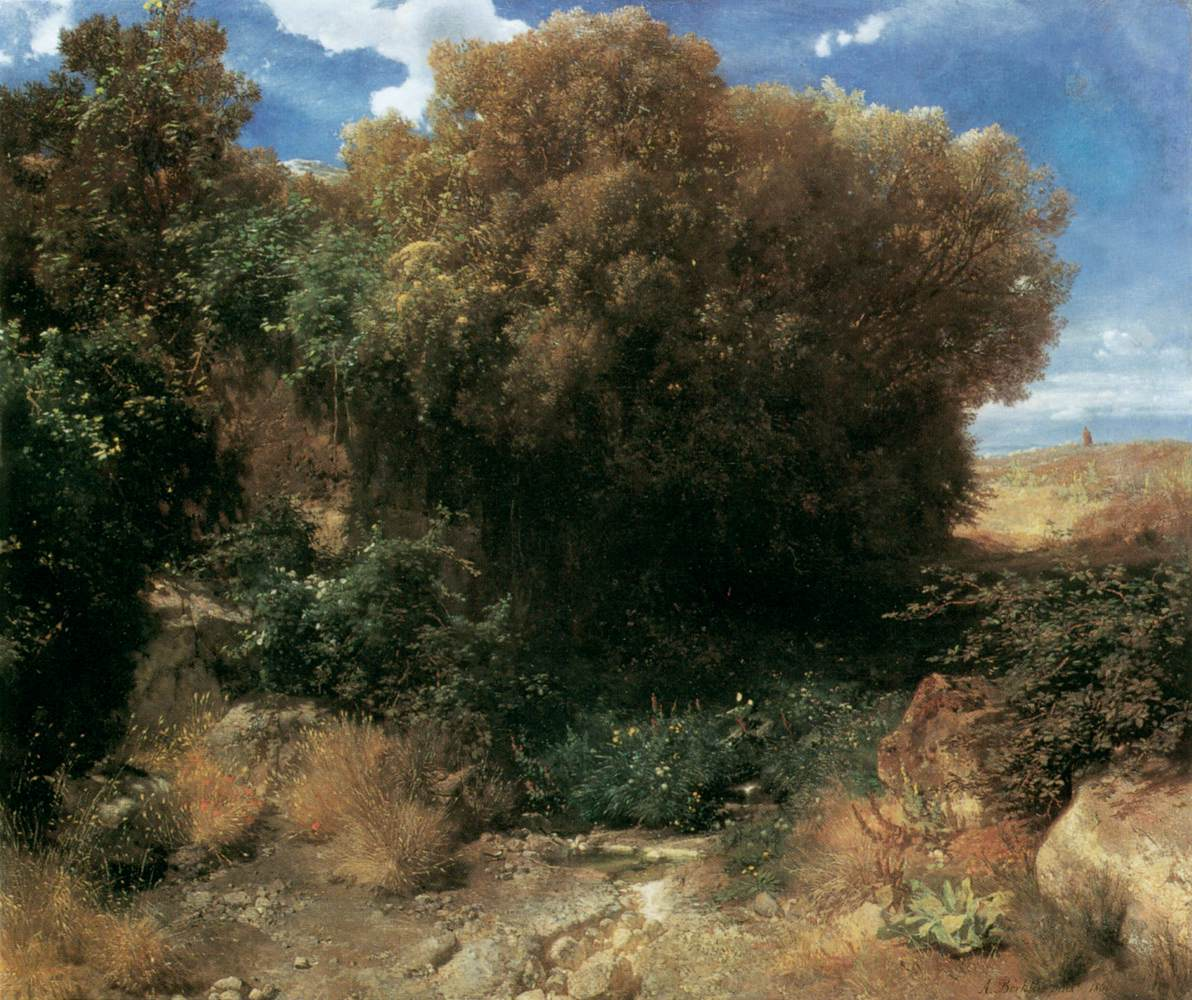
カンパーニャの風景、1857-1858年、旧国立美術館
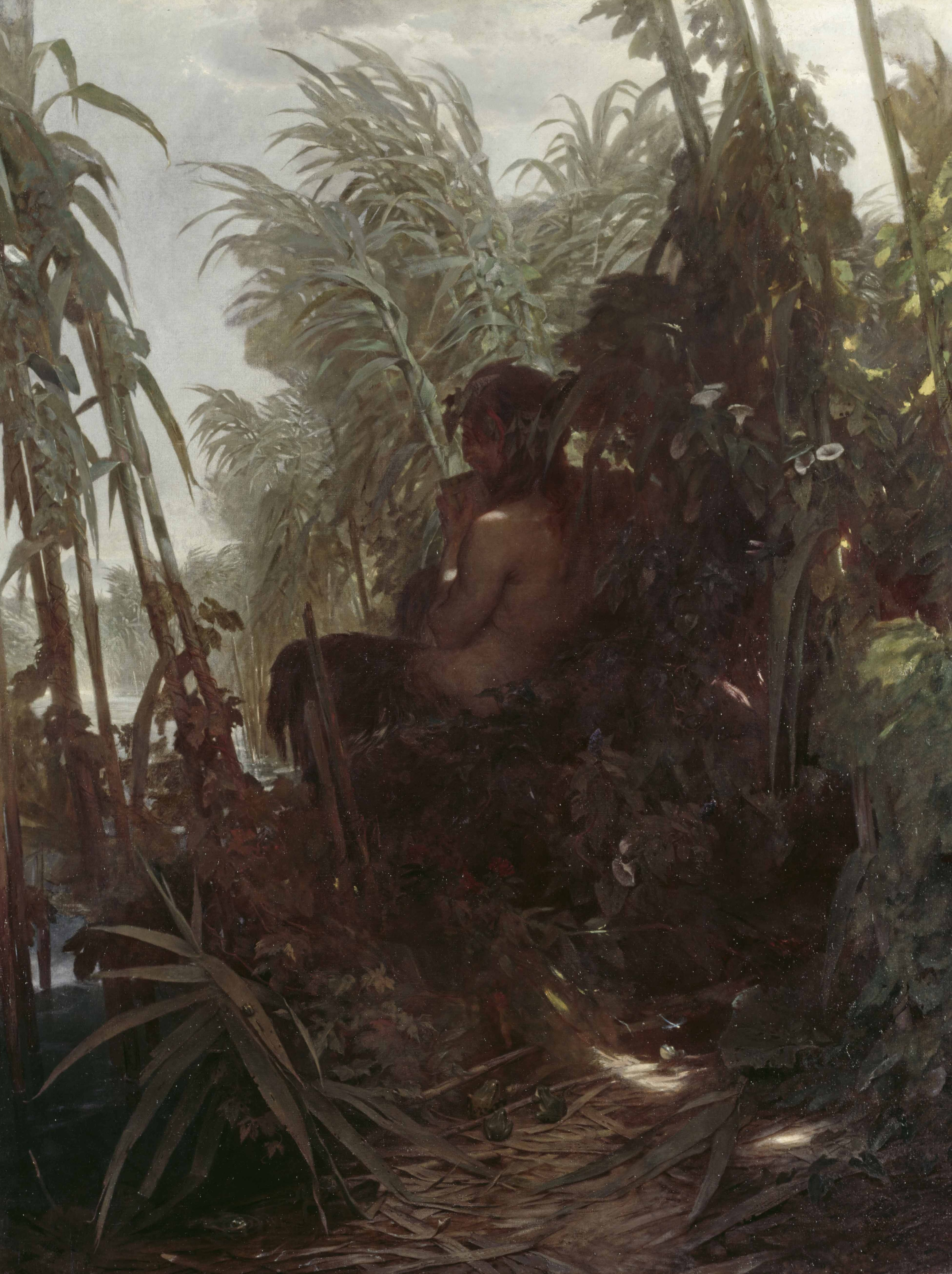
葦の中のパン、1858年、ノイエ・ピナコテーク
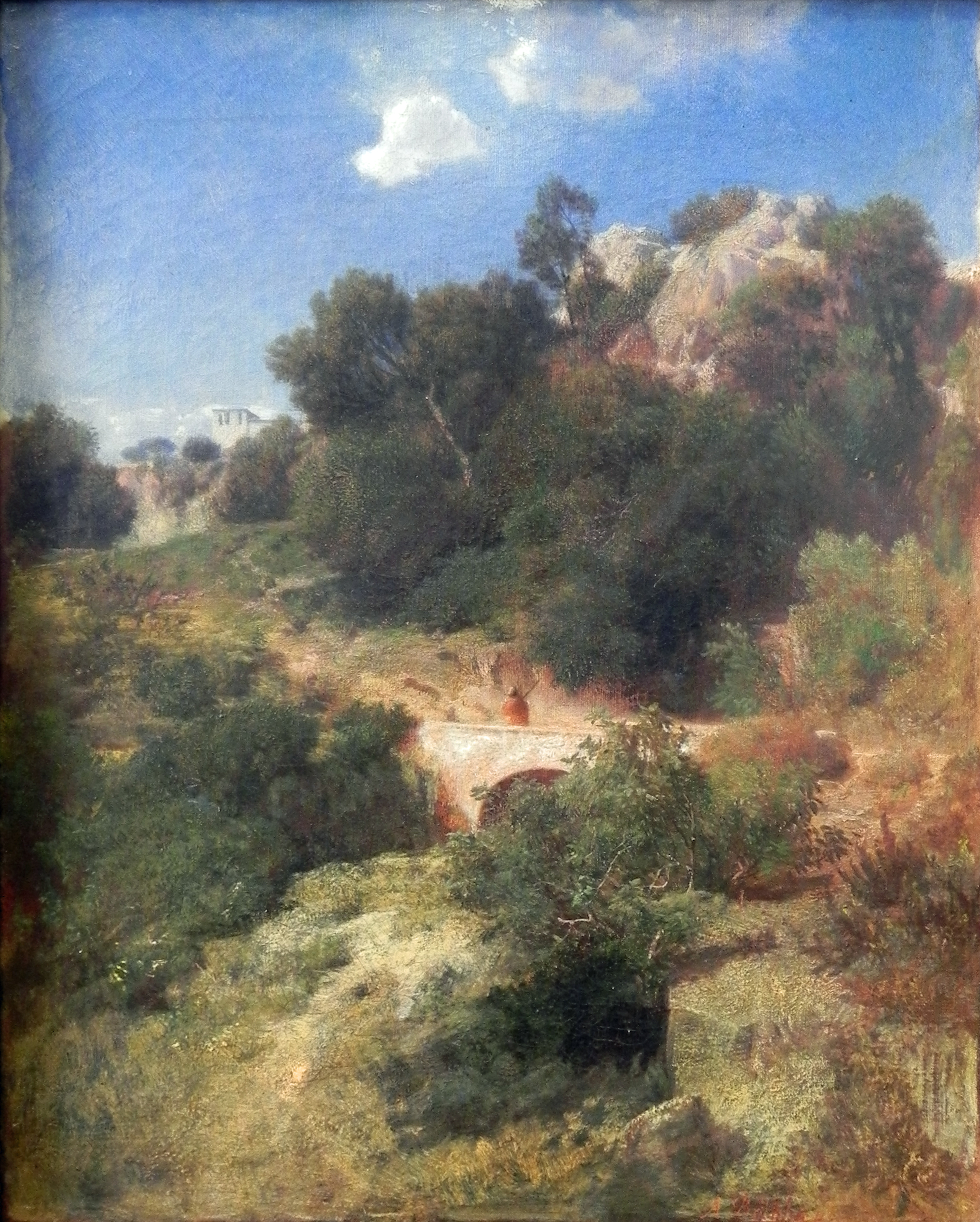
イタリアの風景、1858年頃、旧国立美術館
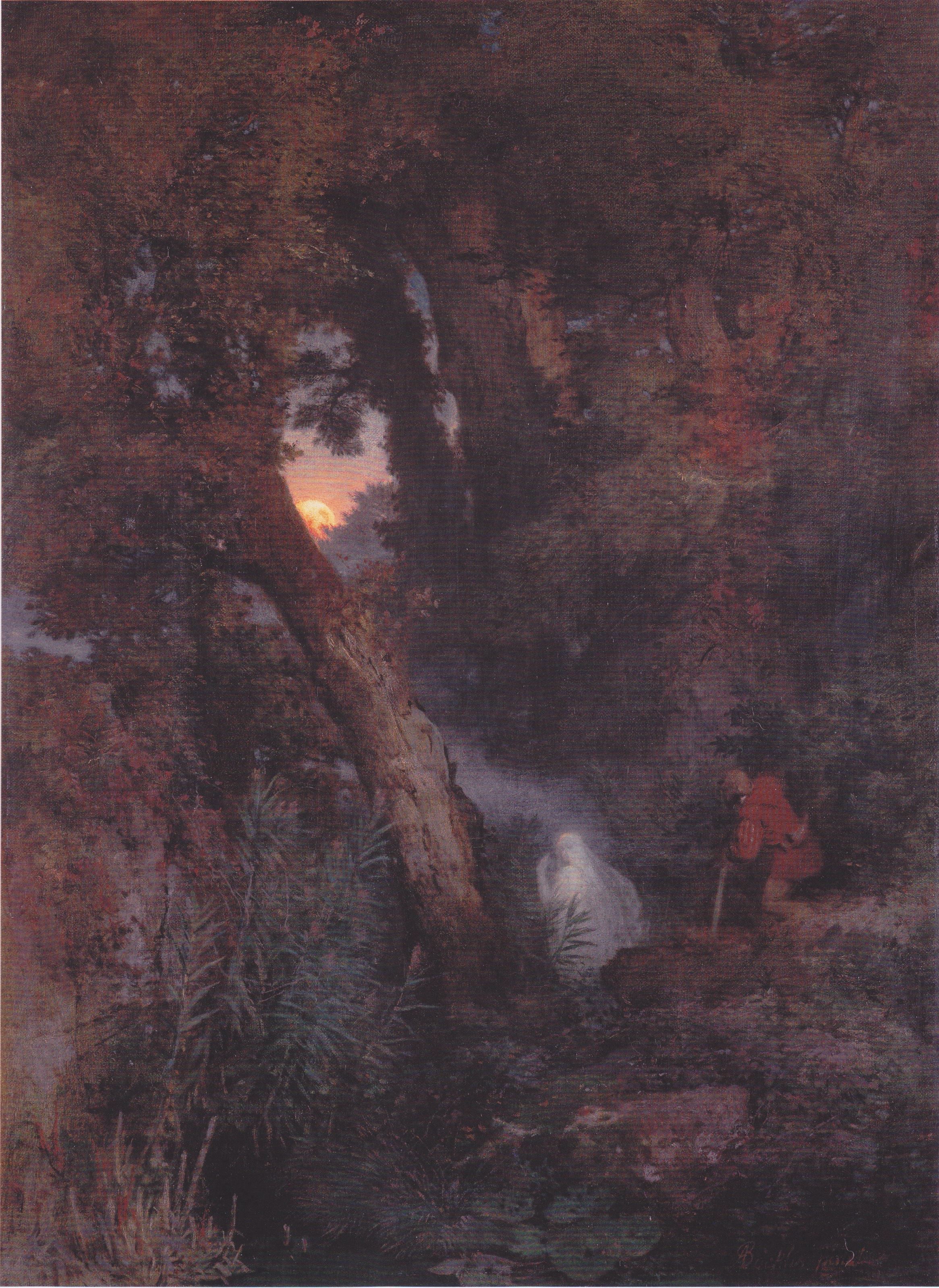
鬼火 、1862年?、ゲオルク・シェーファー美術館
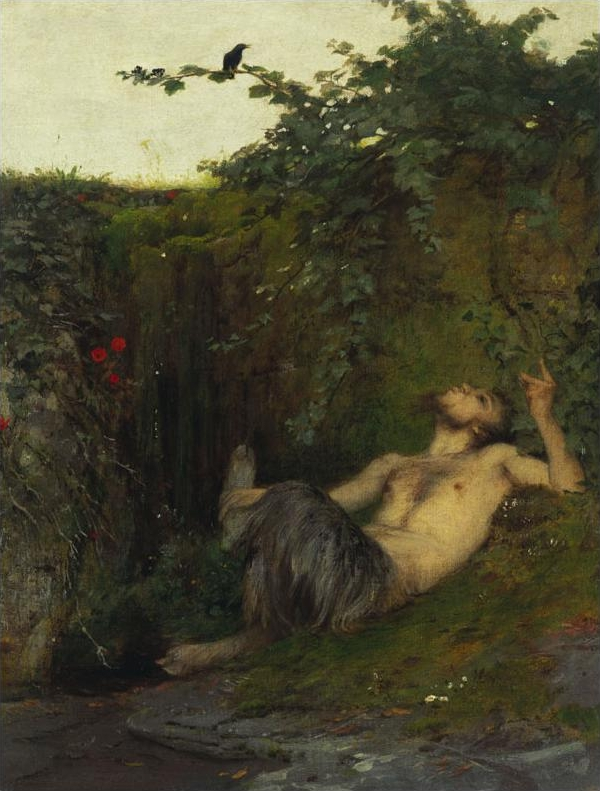
Faun einer Amsel zupfeifend、1863年
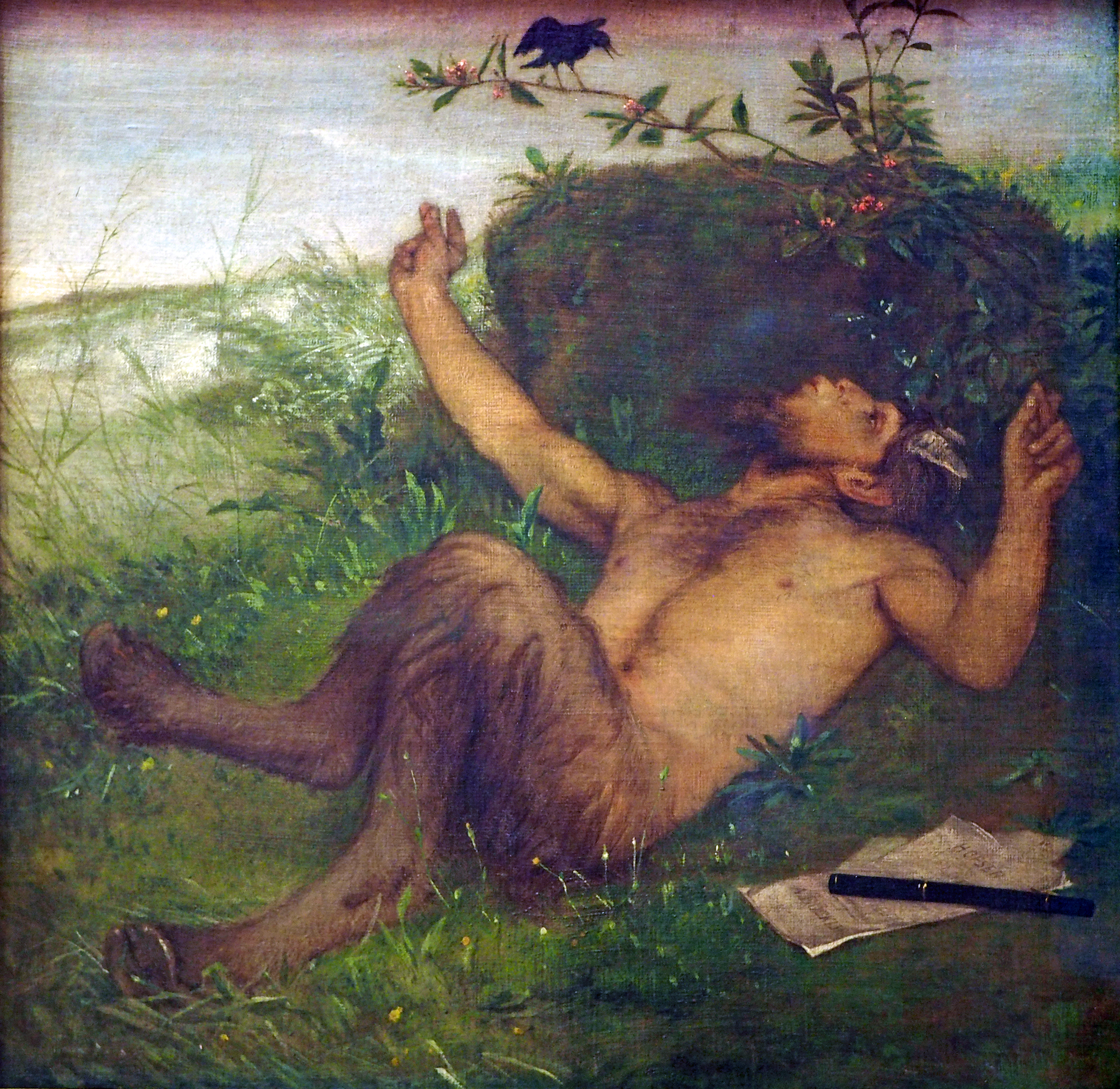
Faun, einer Amsel zupfeifend, 1864-1865年、Lower Saxony State Museum
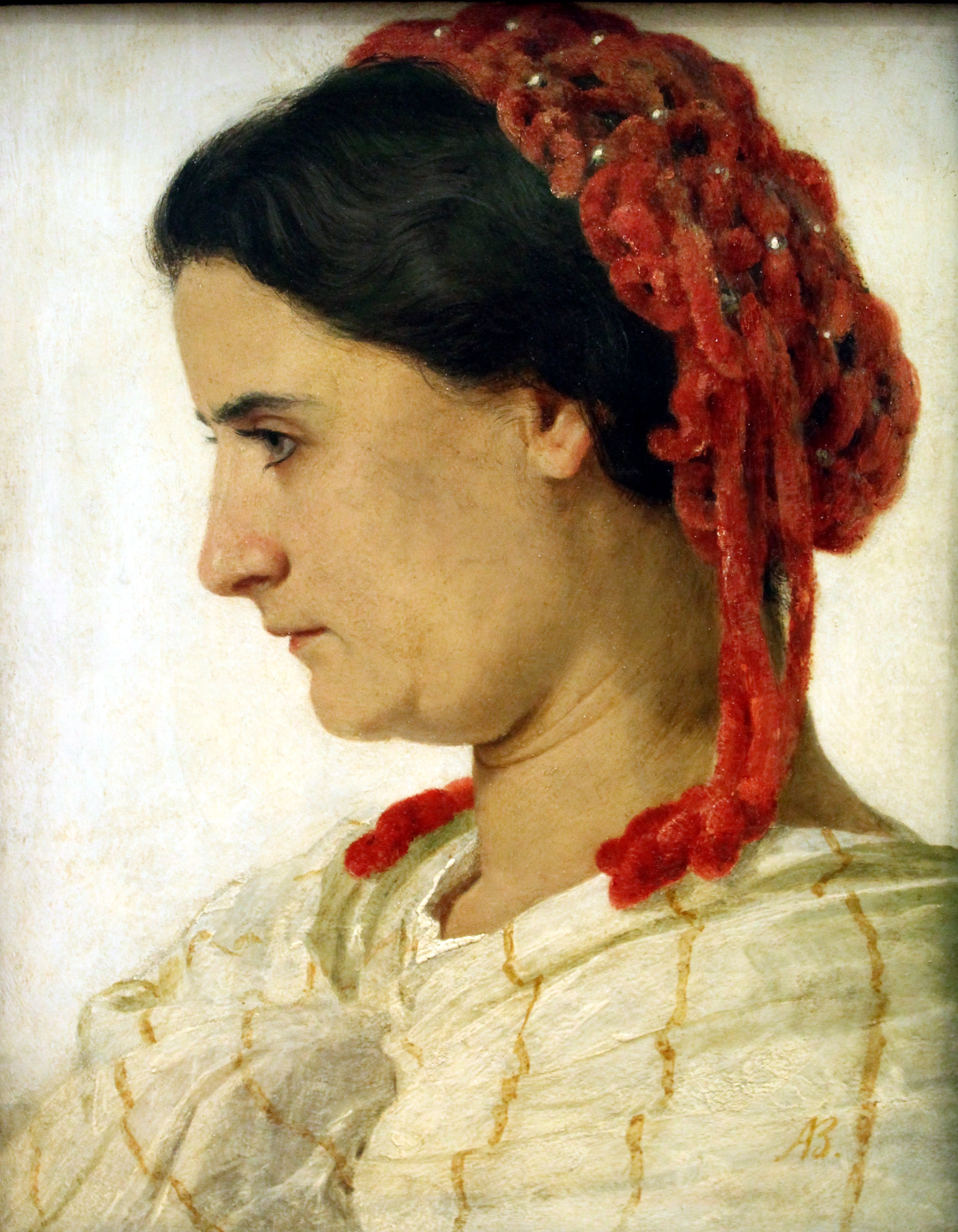
アンジェラ・ベックリンの肖像、1863年、旧国立美術館
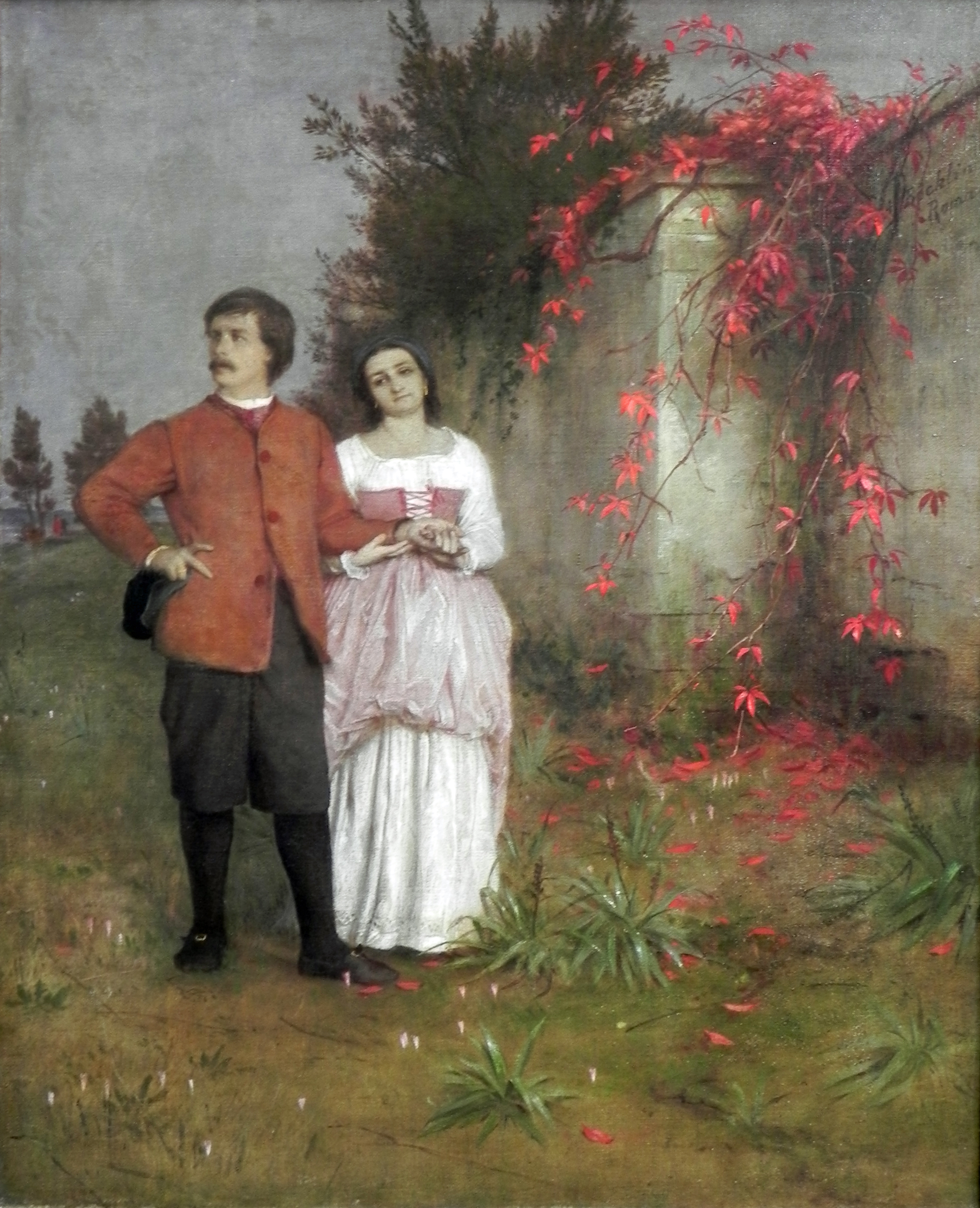
芸術家とその妻、1863-1864年、旧国立美術館
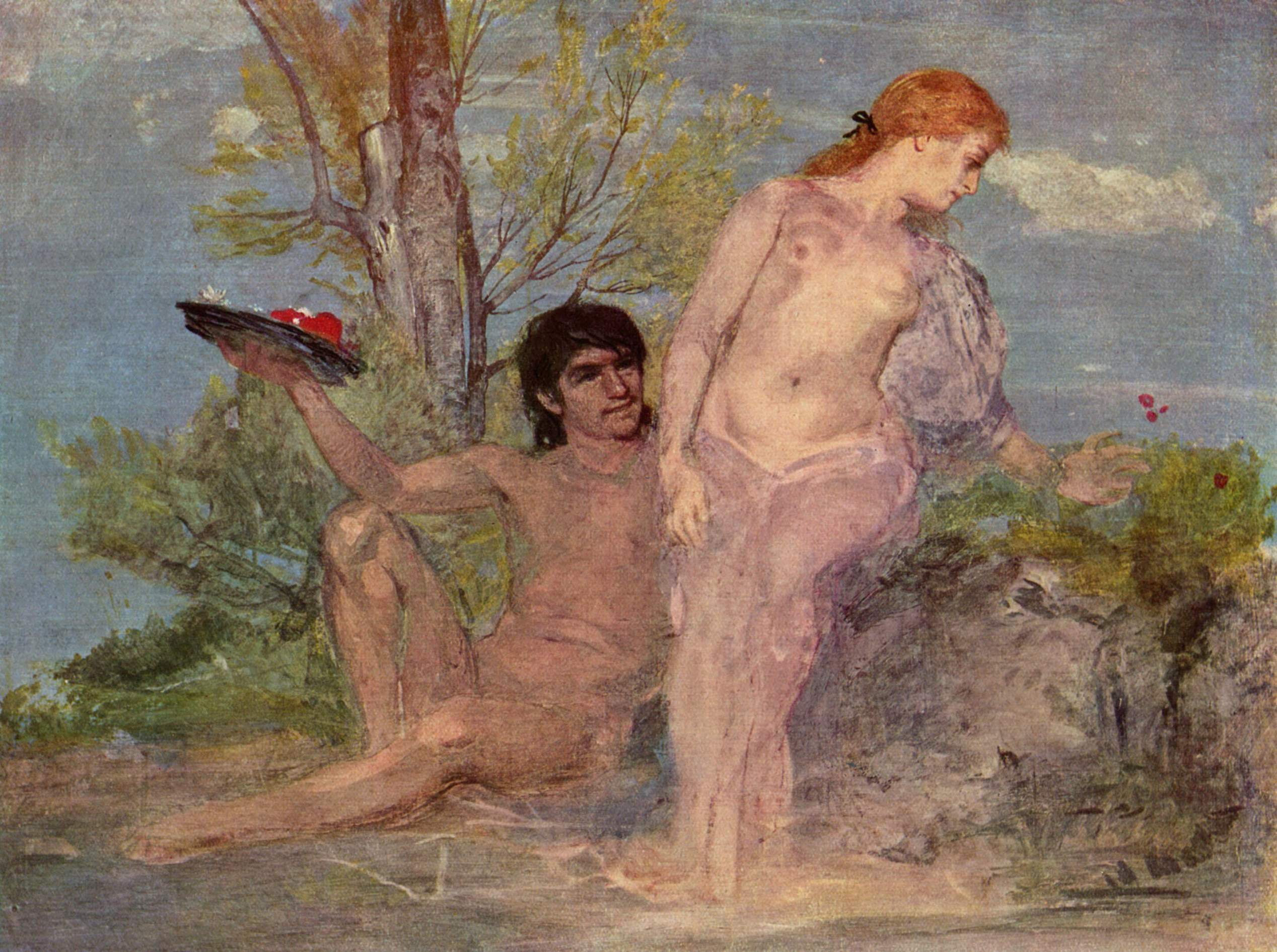
恋人、1866年、チューリヒ美術館
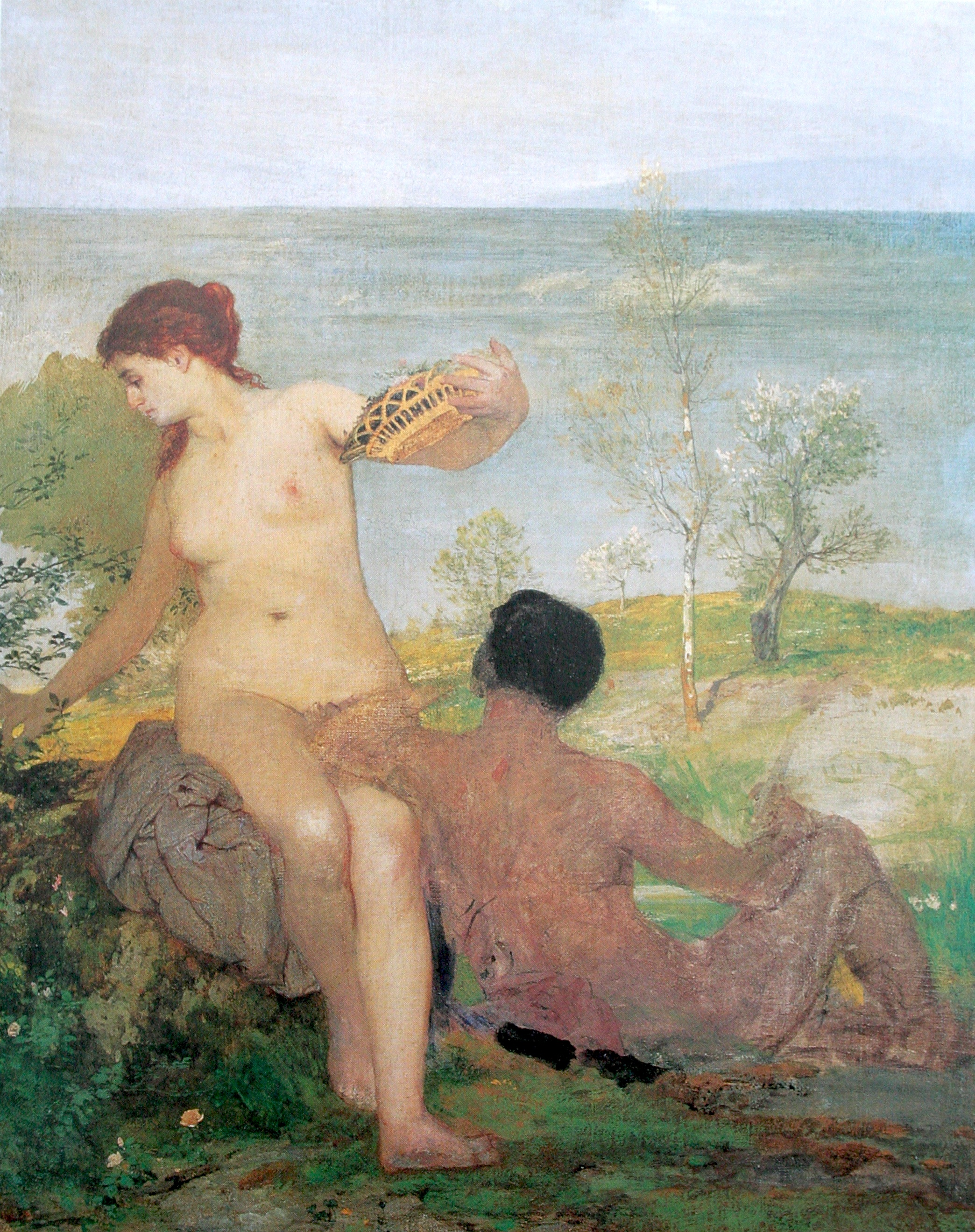
花を摘む少年と少女、1866年、チューリヒ美術館?
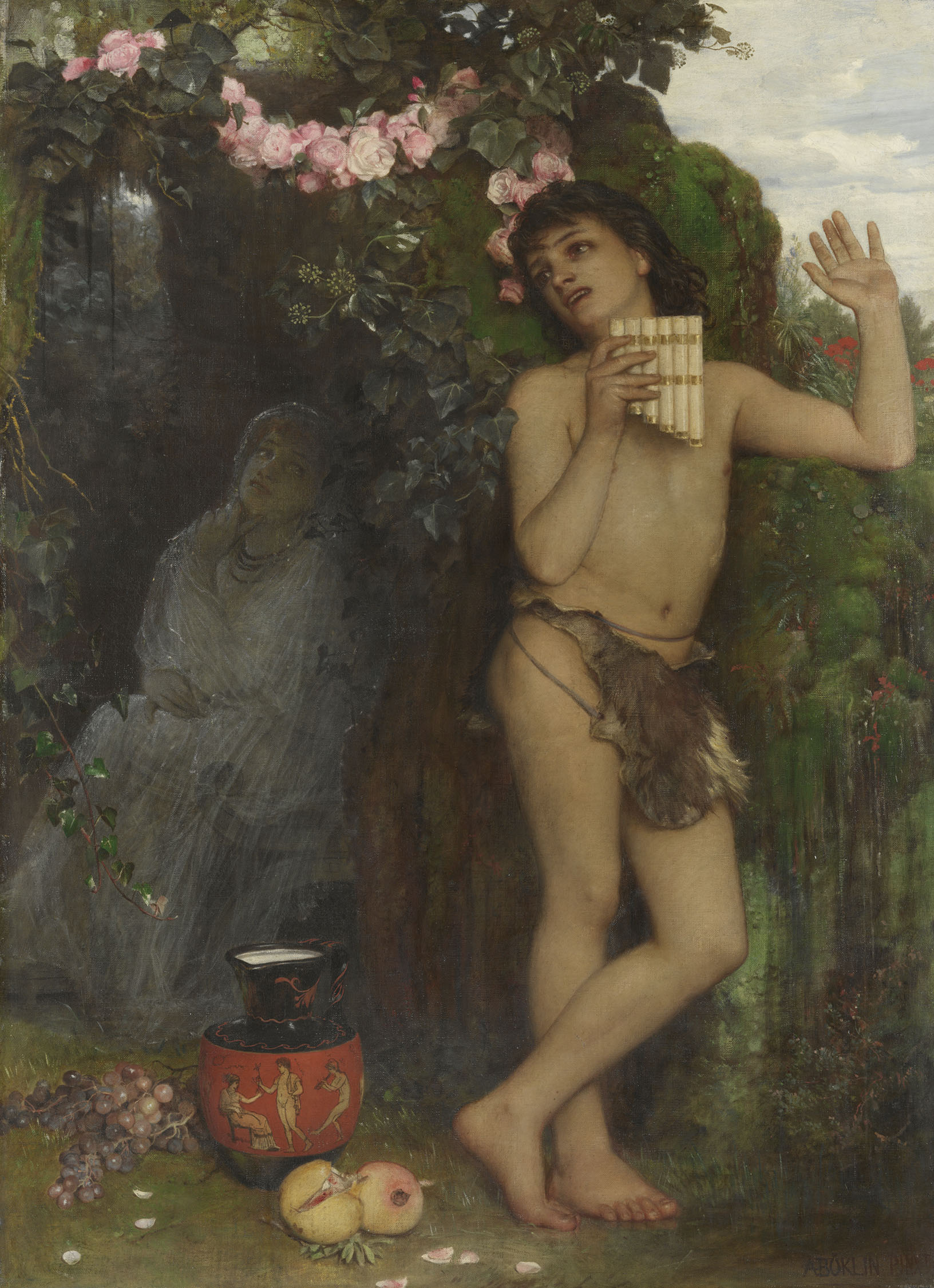
羊飼いの行い、1866年
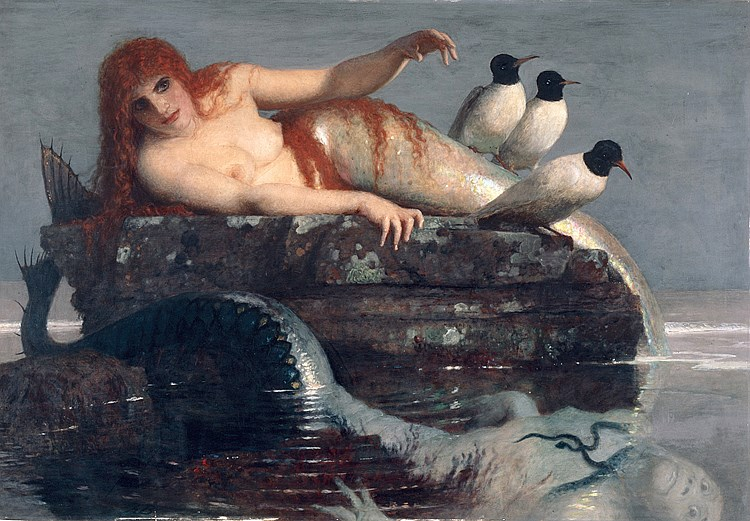
凪、1866-67年
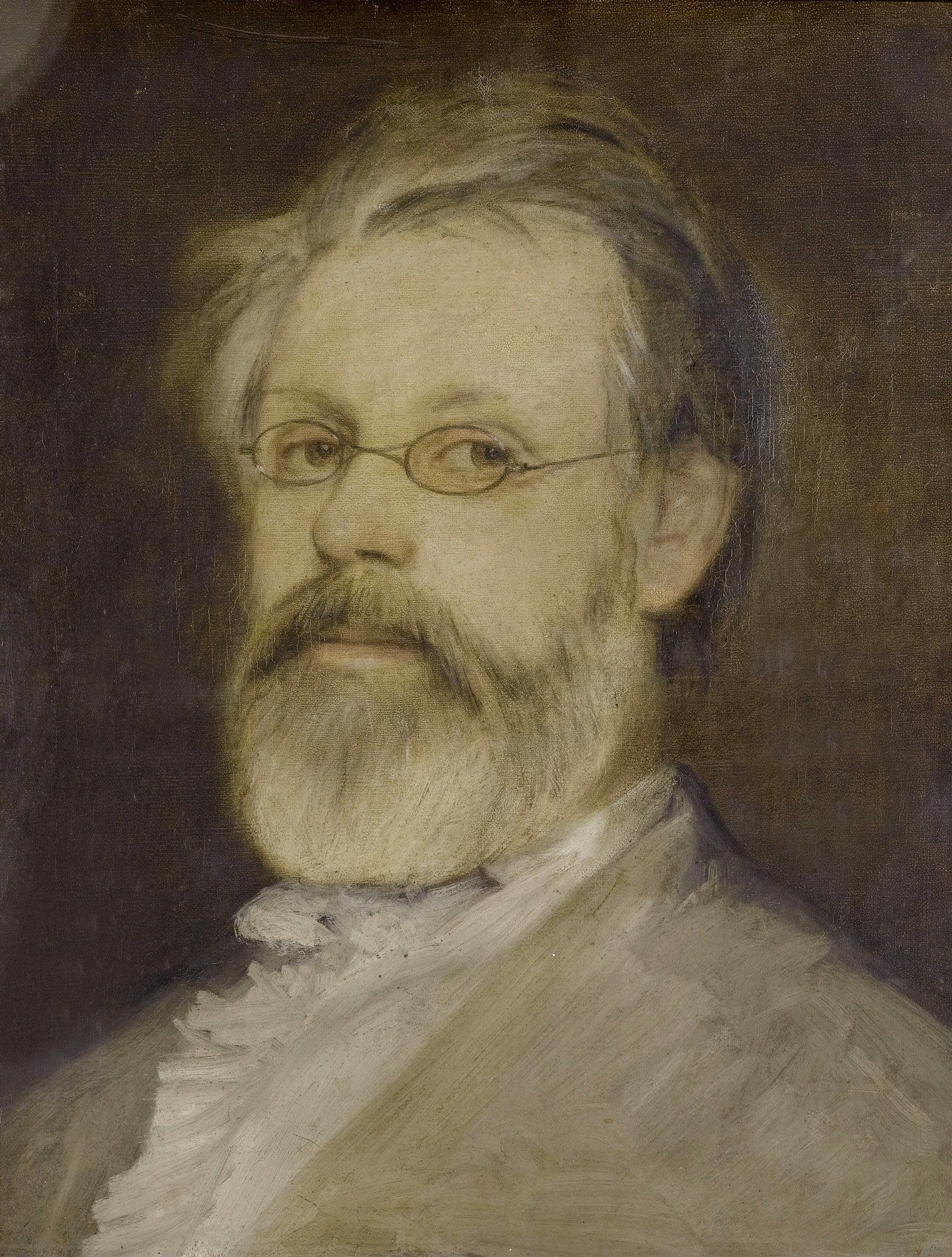
彫刻家フリードリッヒ・ウェーバーの肖像、1869年
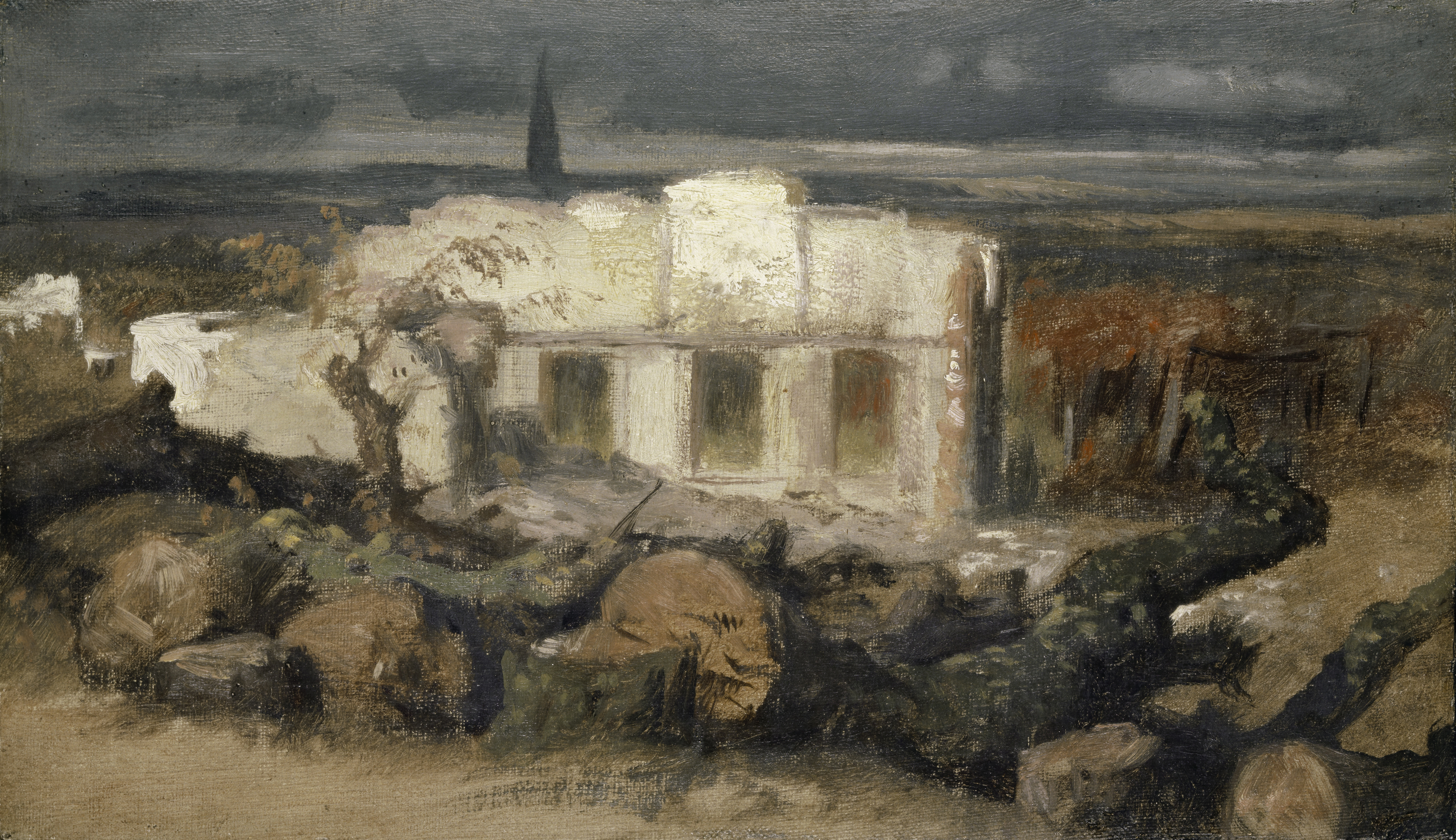
ケールの廃屋、1870年、バーゼル市立美術館
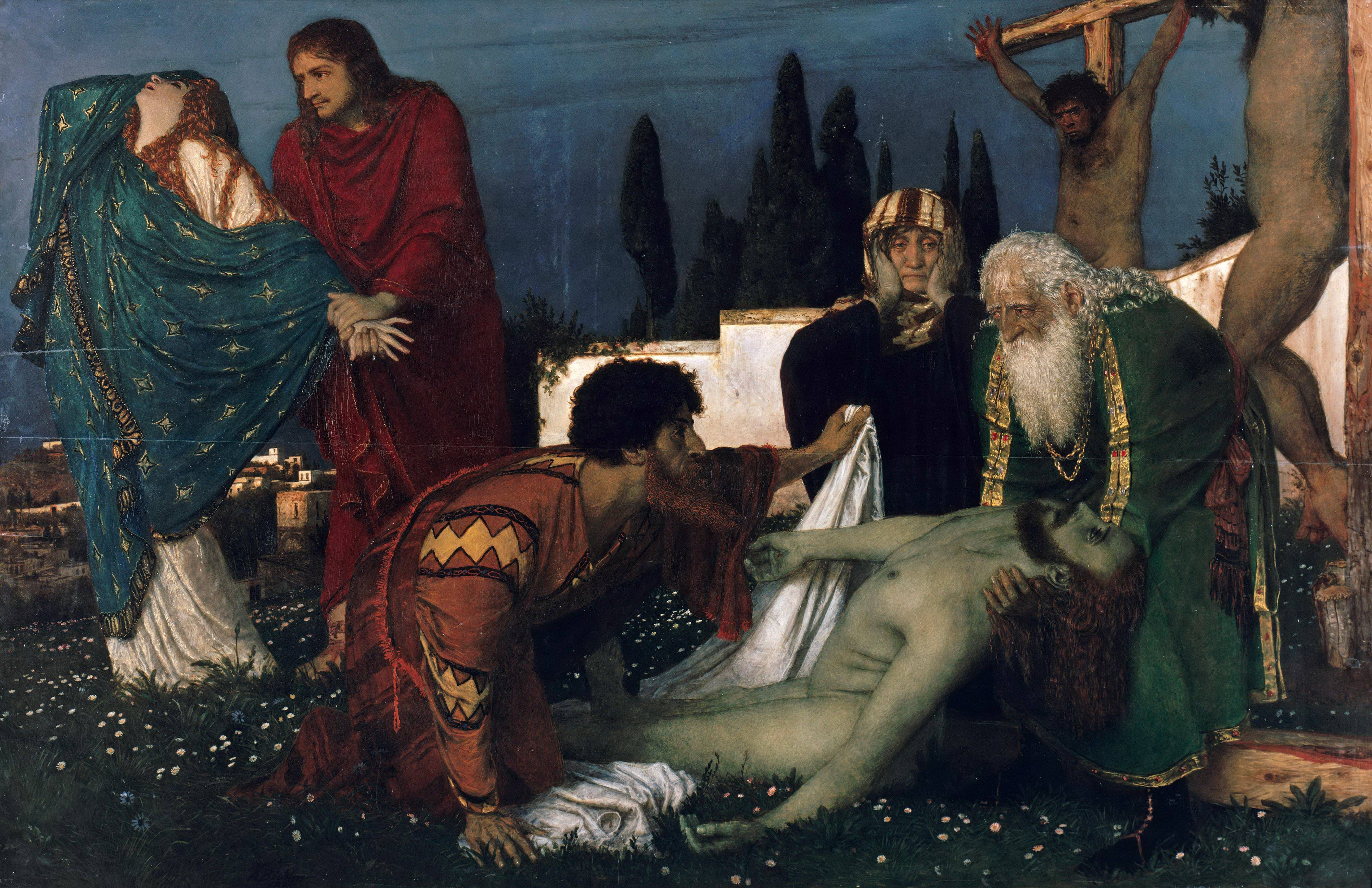
堆積、1871-1874年、旧国立美術館
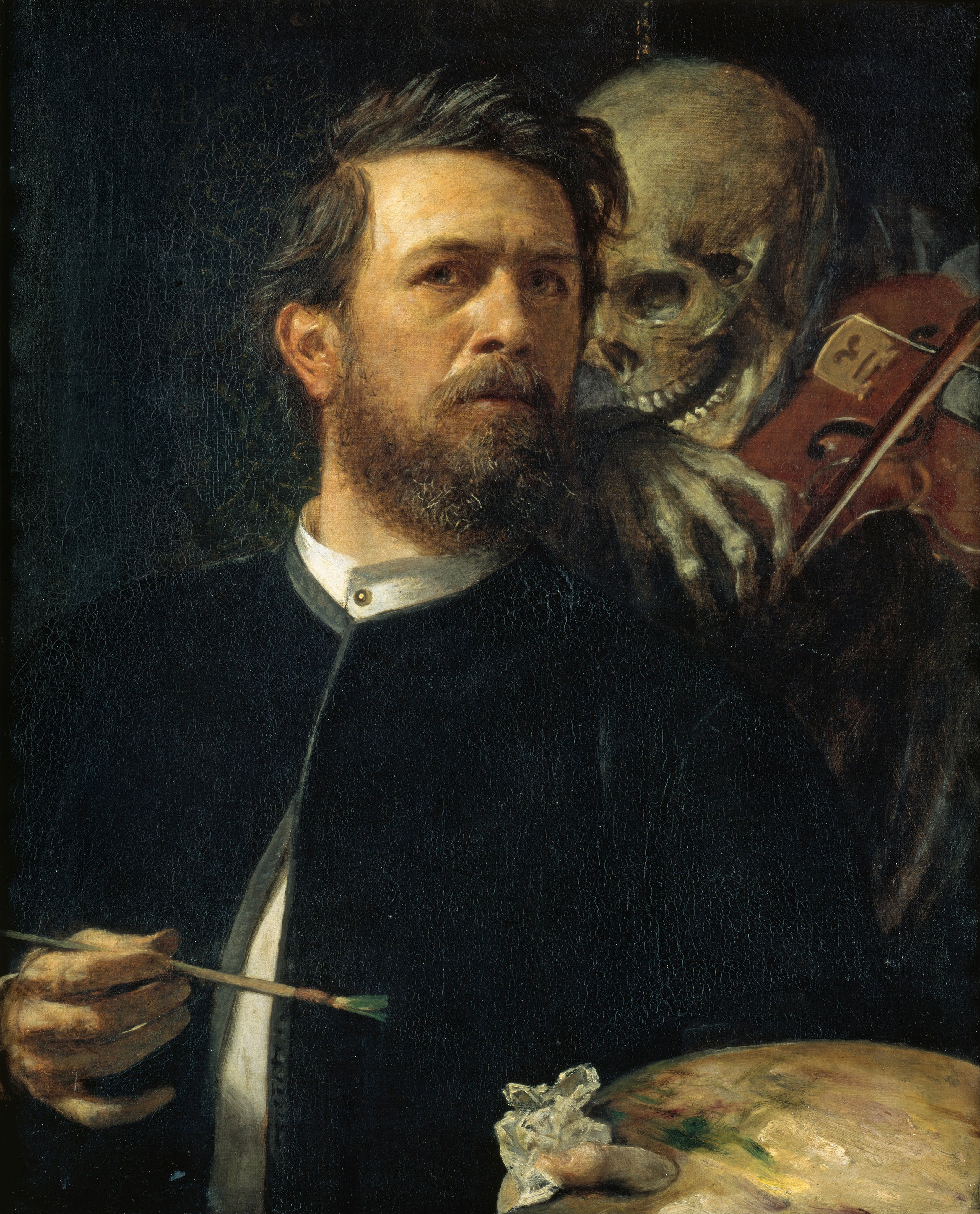
ヴァイオリンを弾く死神のいる自画像、1872年、旧国立美術館
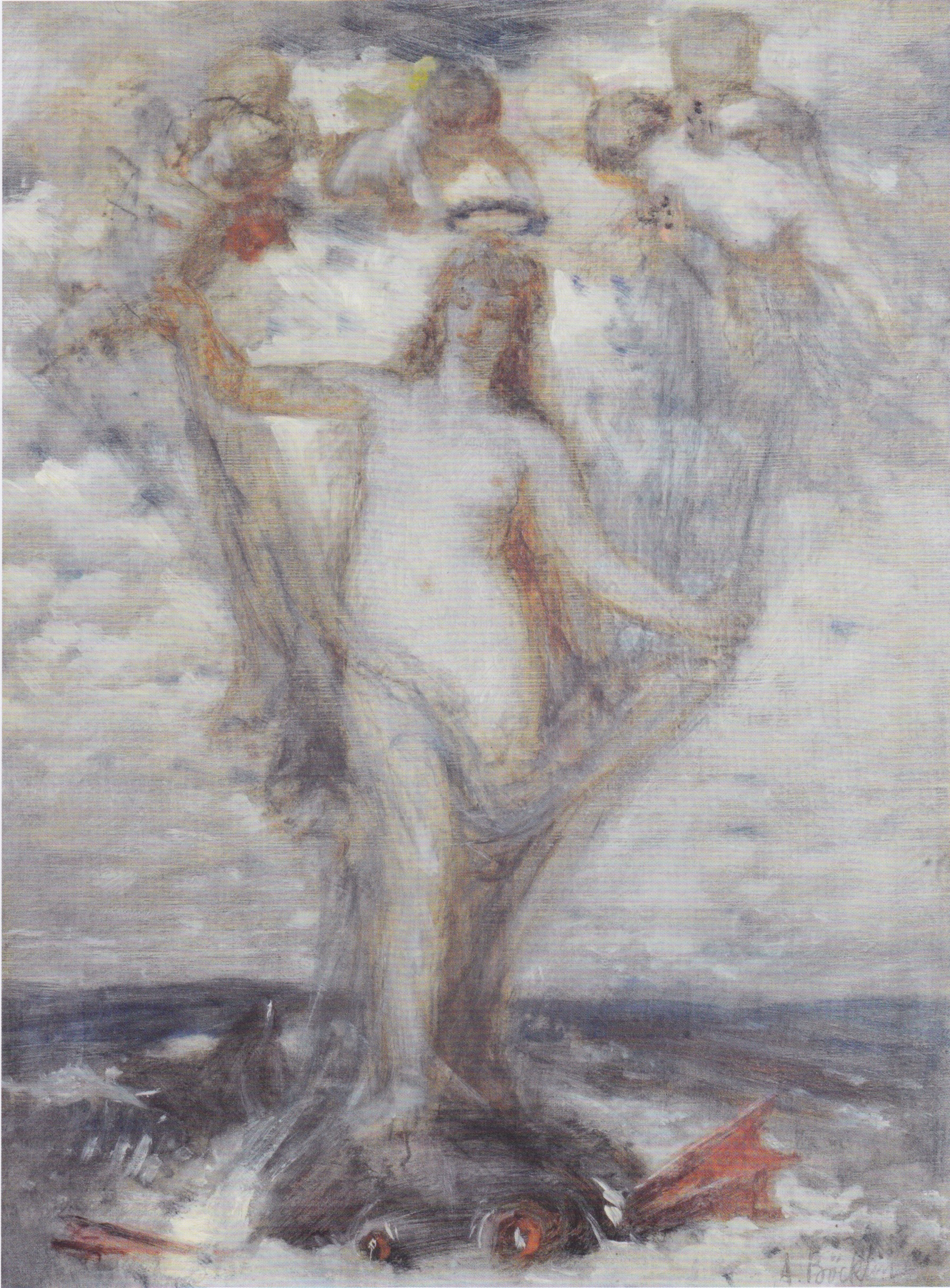
海から生まれるヴィーナス、1872年、Museum Kunsthaus Heylshof
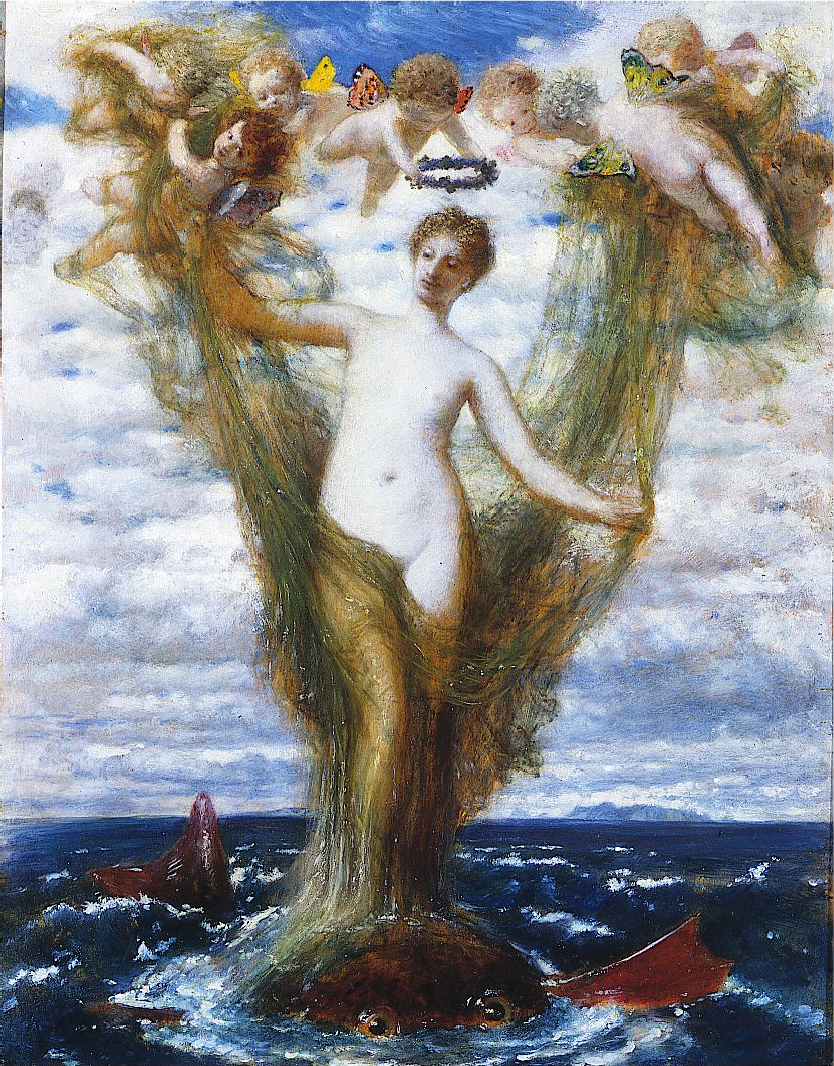
ヴィーナスの誕生、1872年、セントルイス美術館
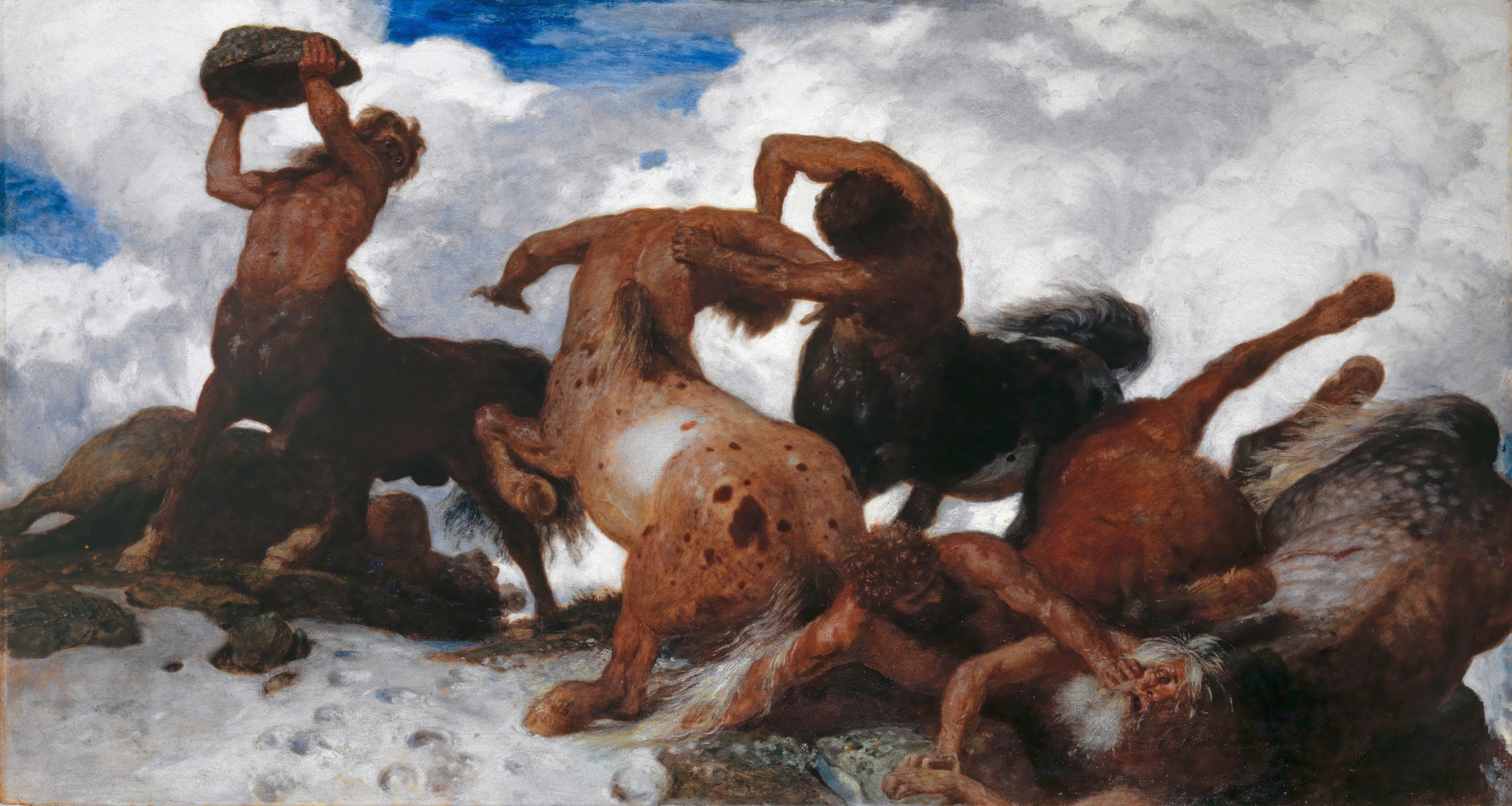
ケンタウロスの戦い、1872-1873年、バーゼル市立美術館
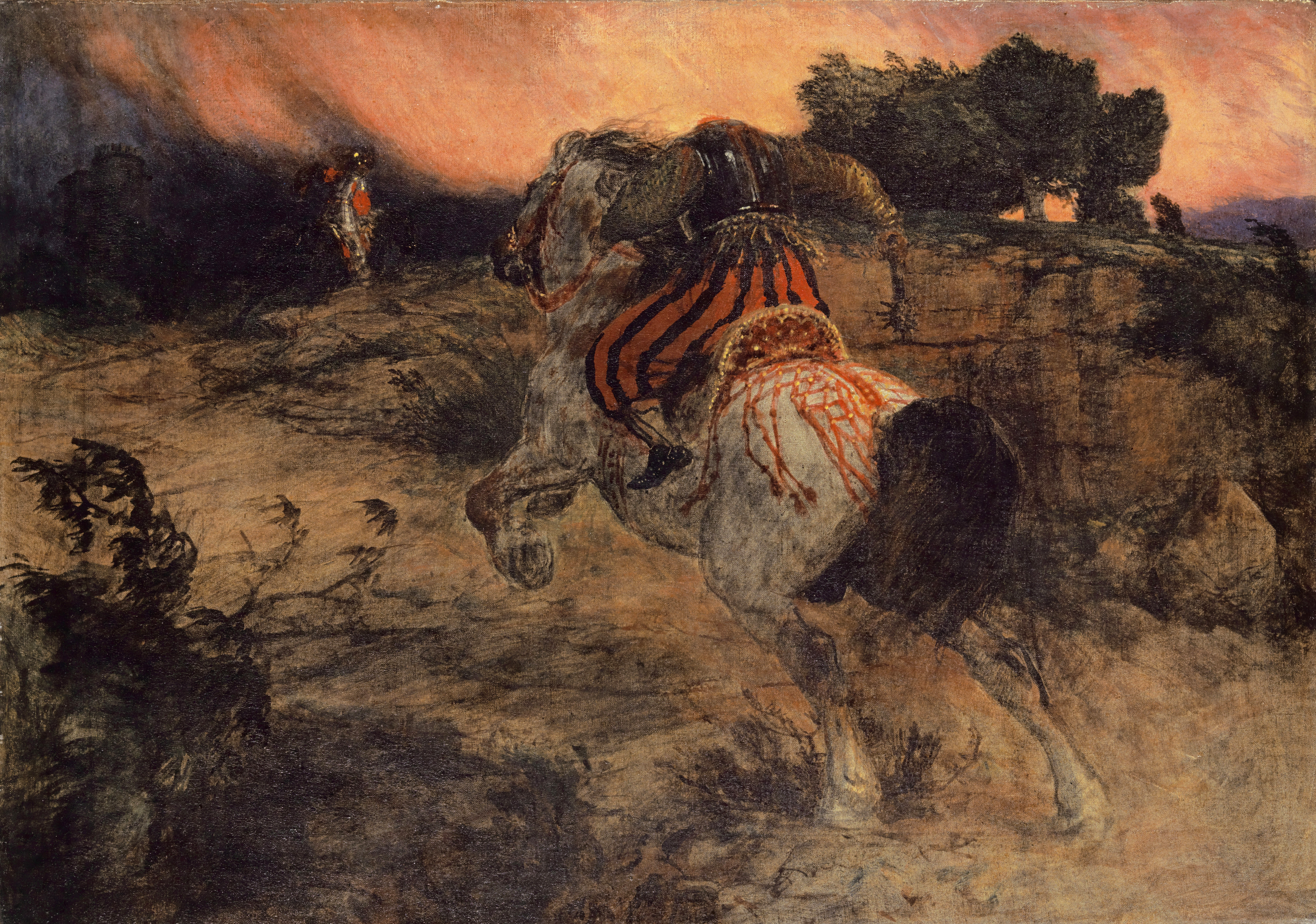
Astolf reitet mit dem Haupte Orills davon、1873年、バーゼル市立美術館
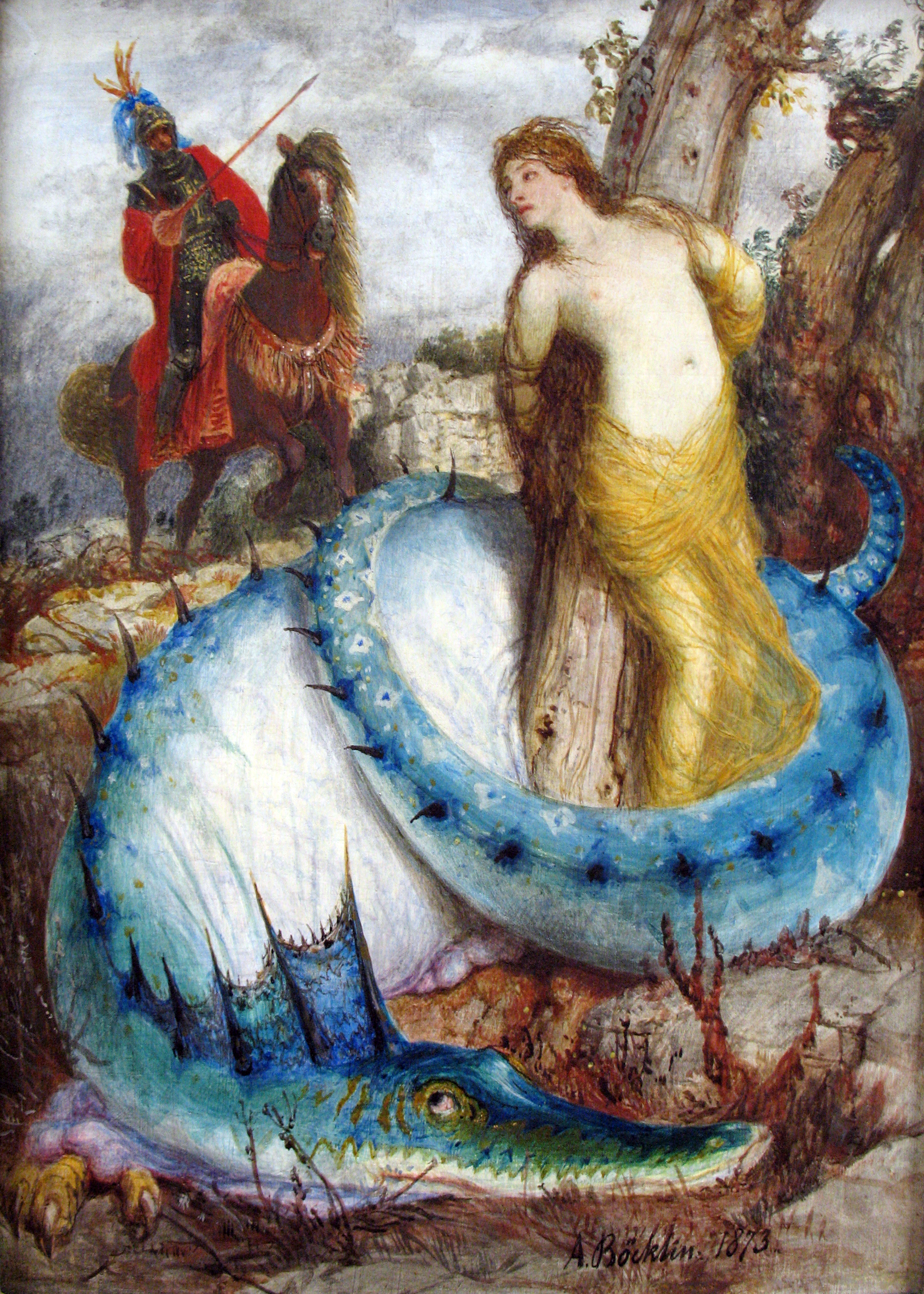
ルッジェーロとアンジェリカ、1873年、旧国立美術館
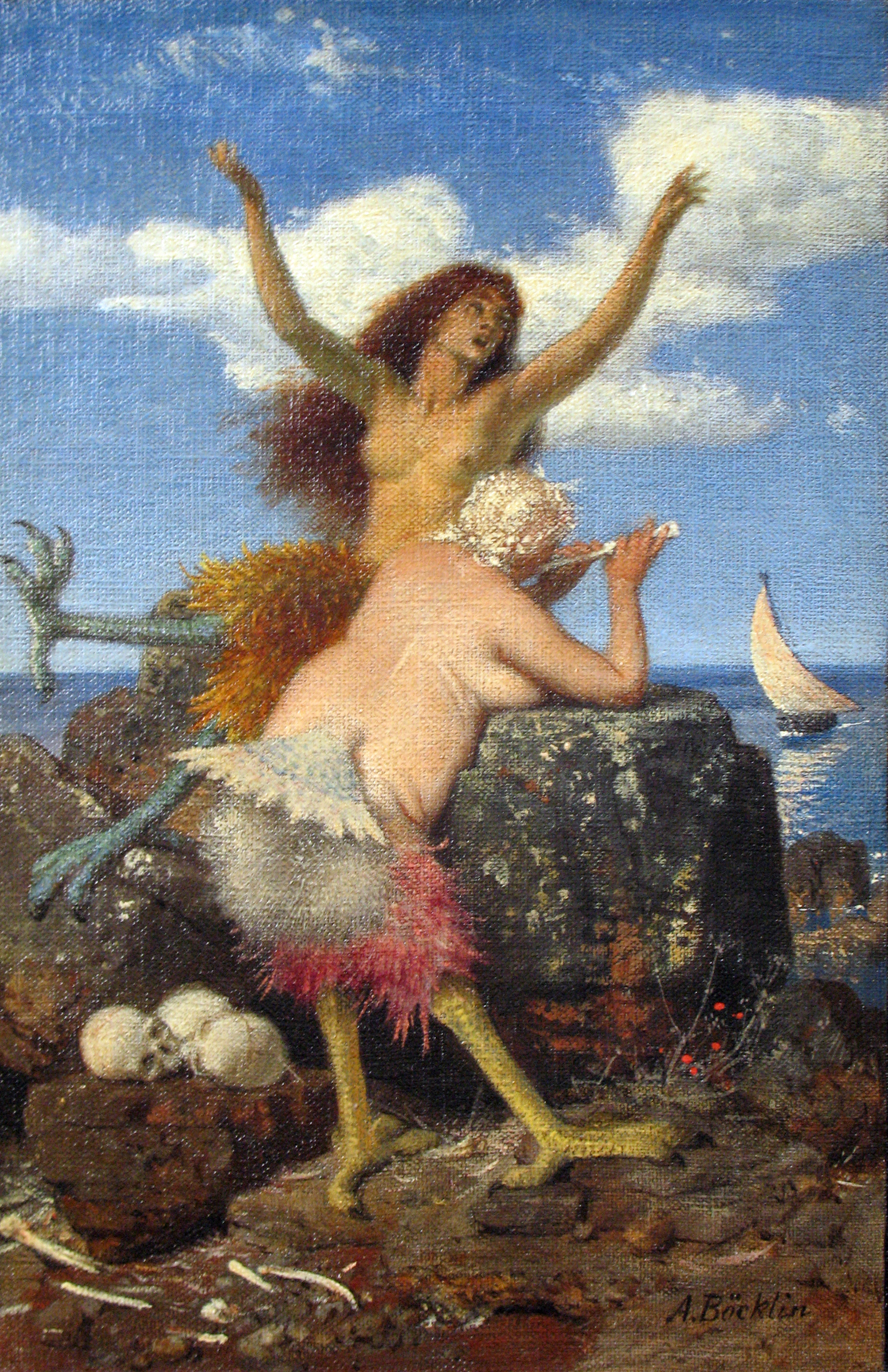
セイレーン、1875年、旧国立美術館
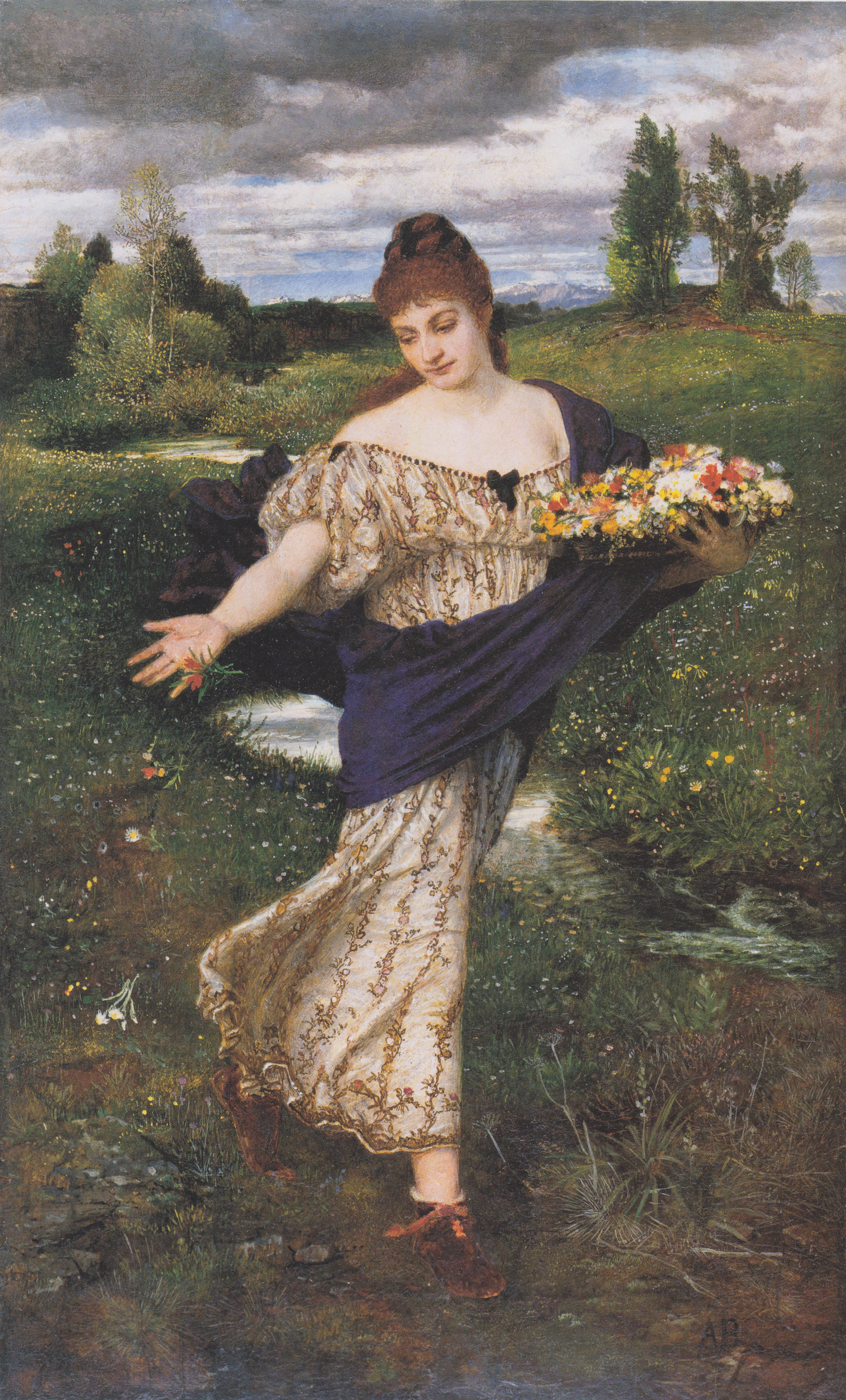
Flora, Blumen streuend、1875年、フォルクヴァンク美術館
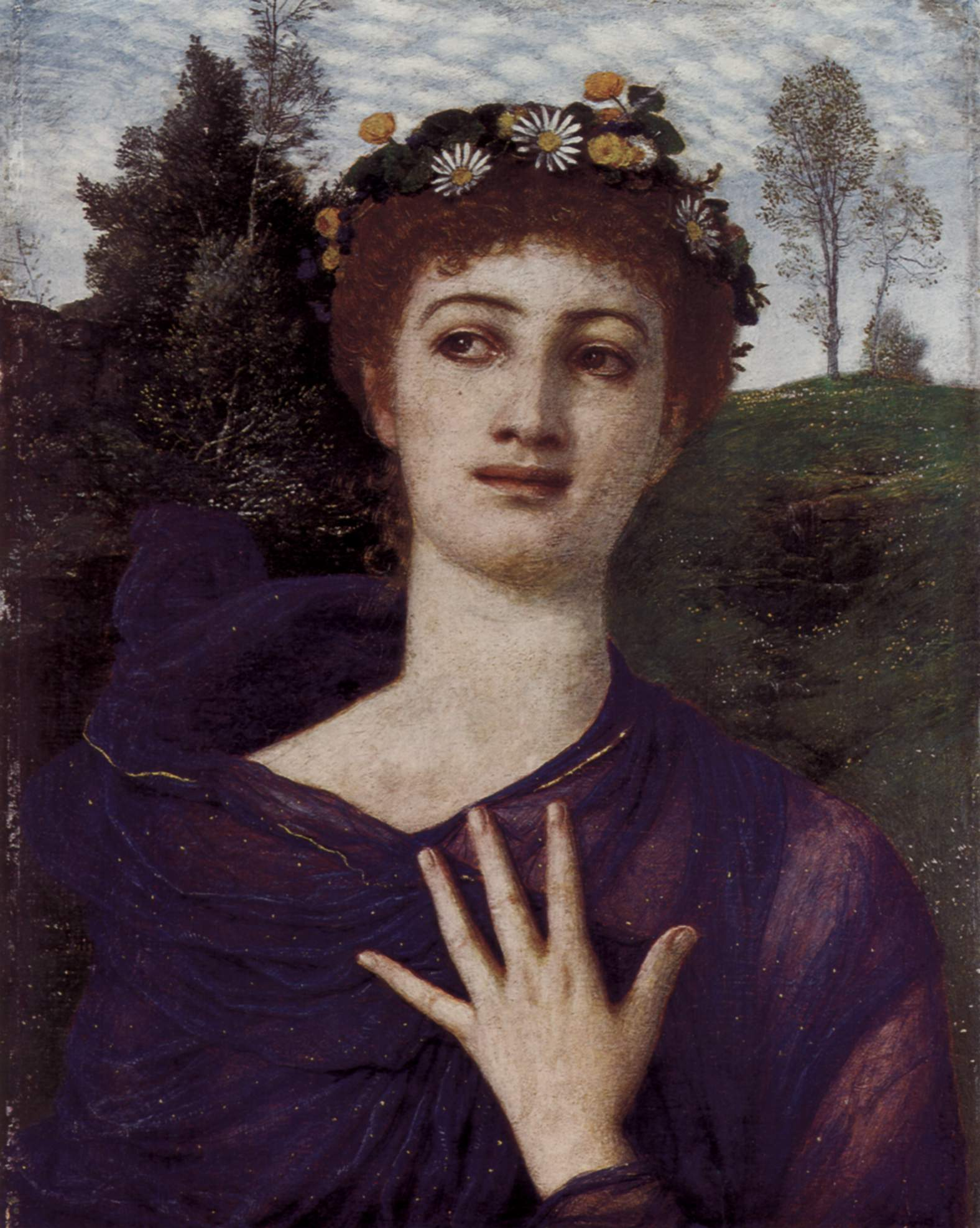
春、1875年、ライプツィヒ造形美術館
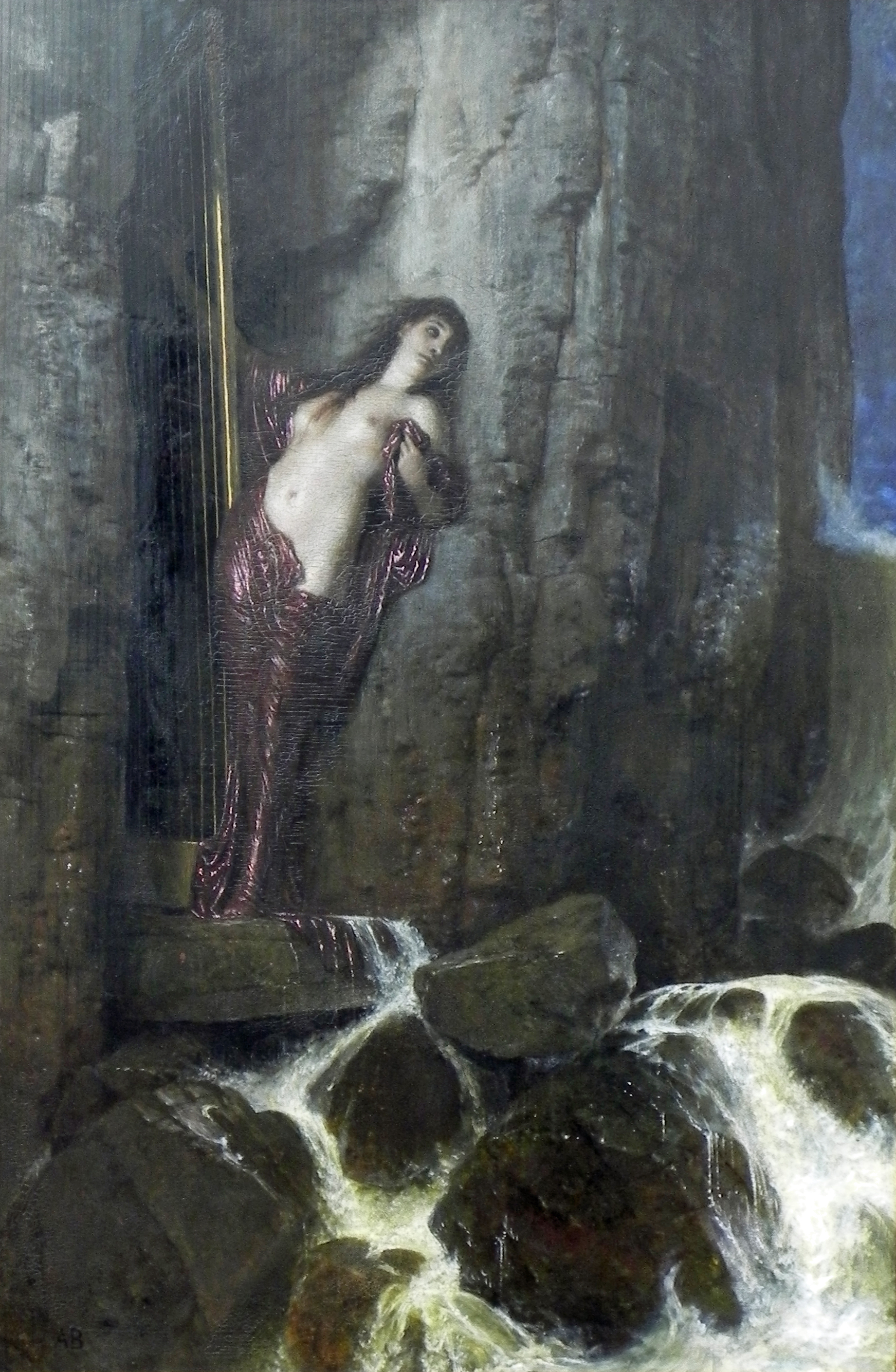
寄せ波、1879年、旧国立美術館
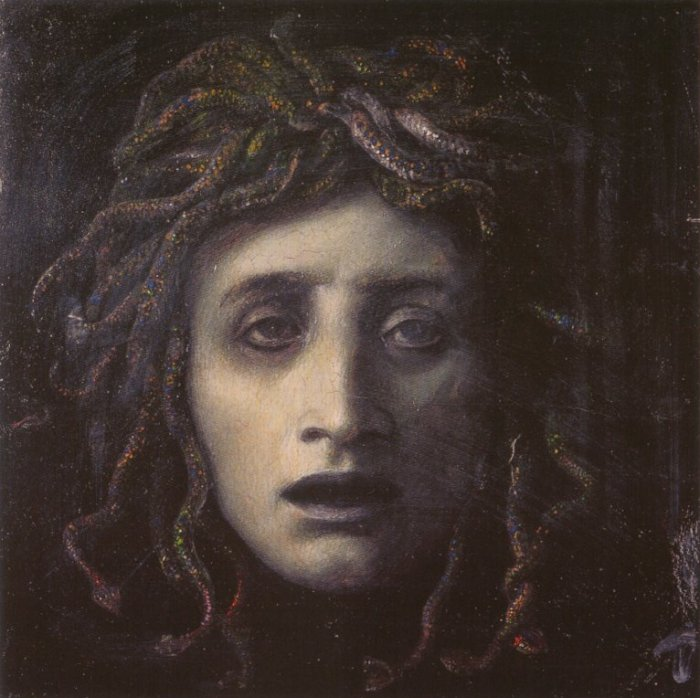
メドゥーサ、1878年頃
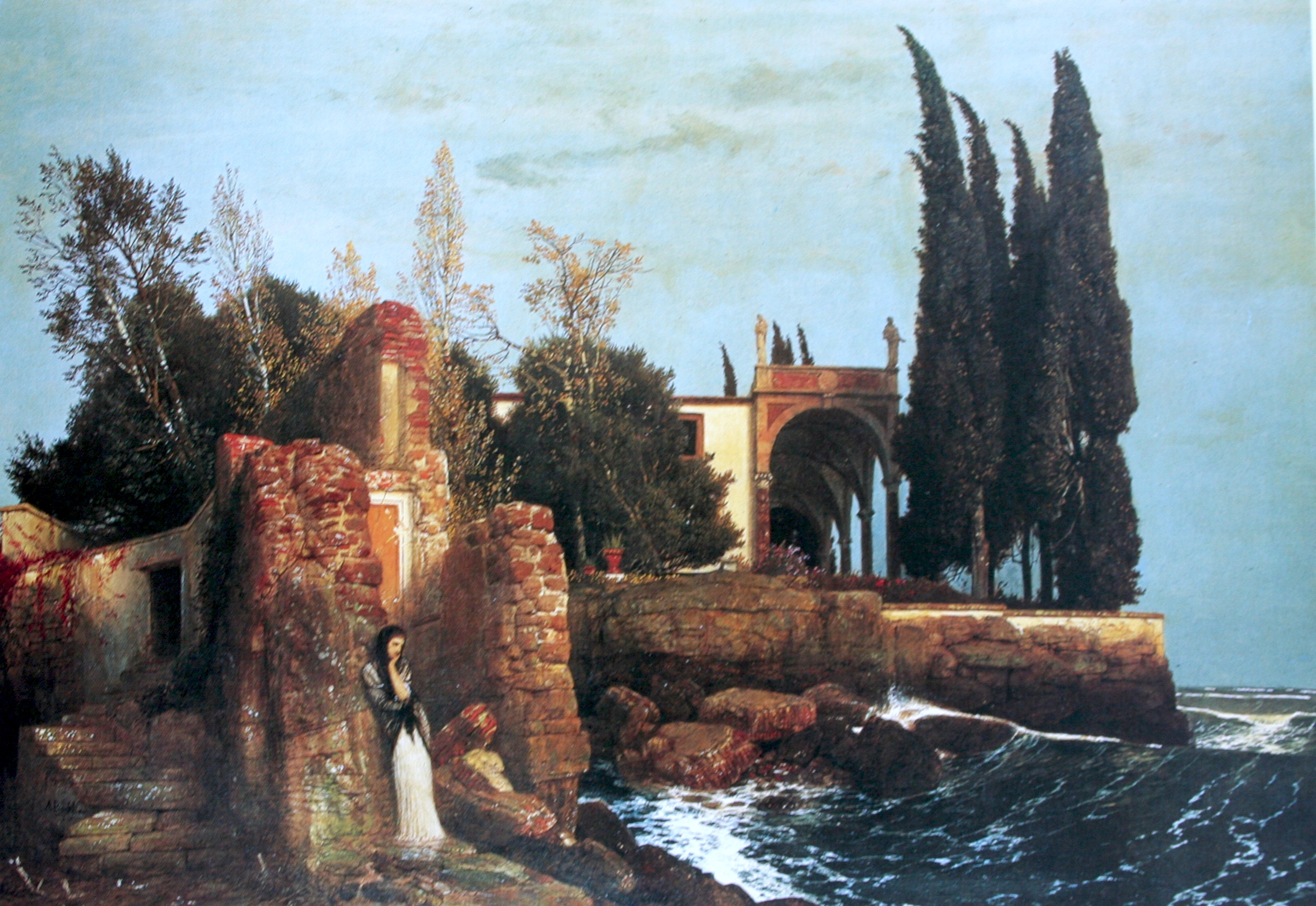
海辺のヴィラ, 1878年
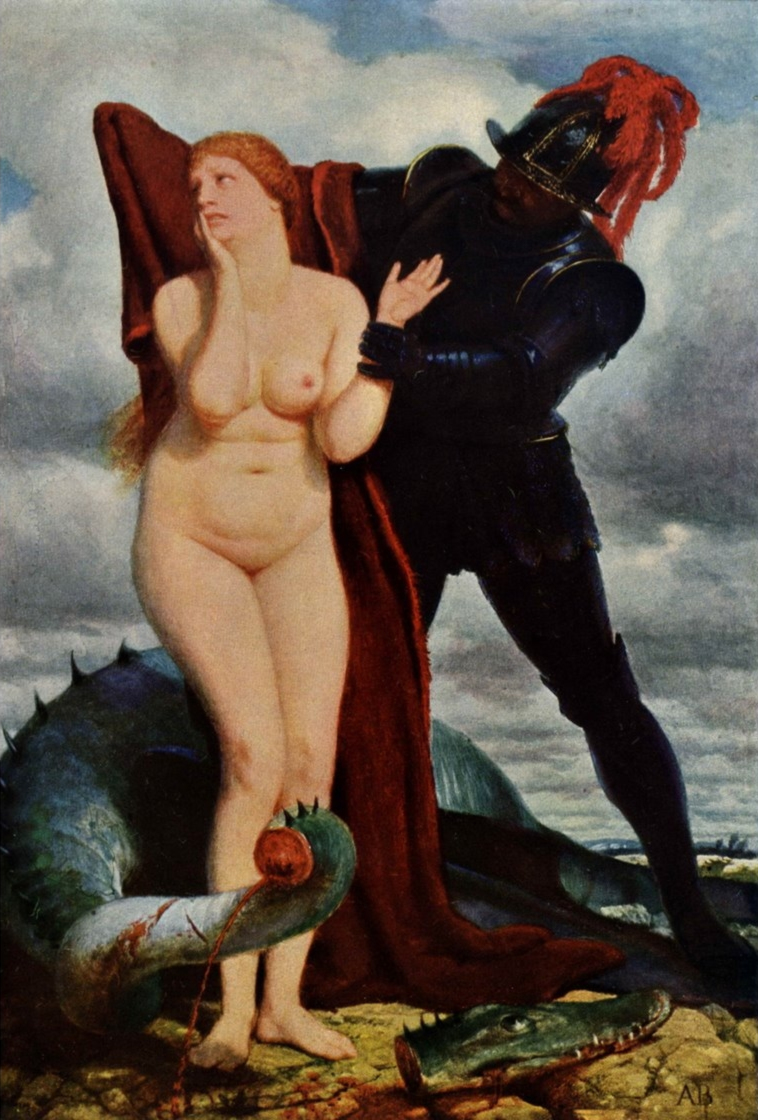
アンジェリカを竜から解放するルッジェーロ、1879-1880年
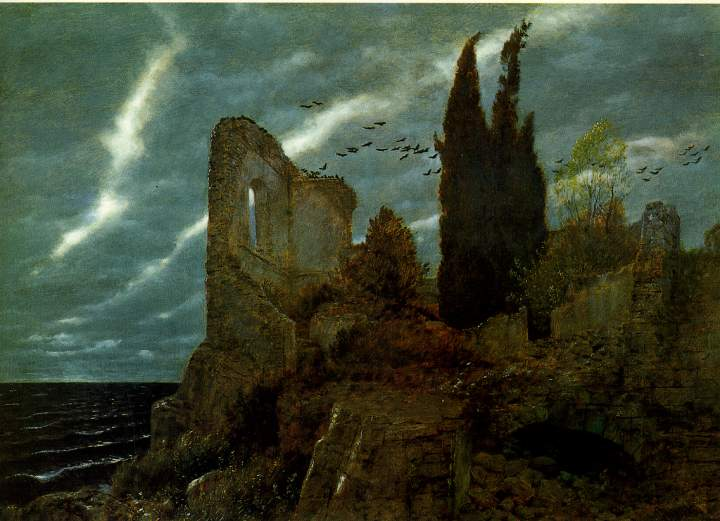
海辺の廃墟、1880年、アールガウ美術館
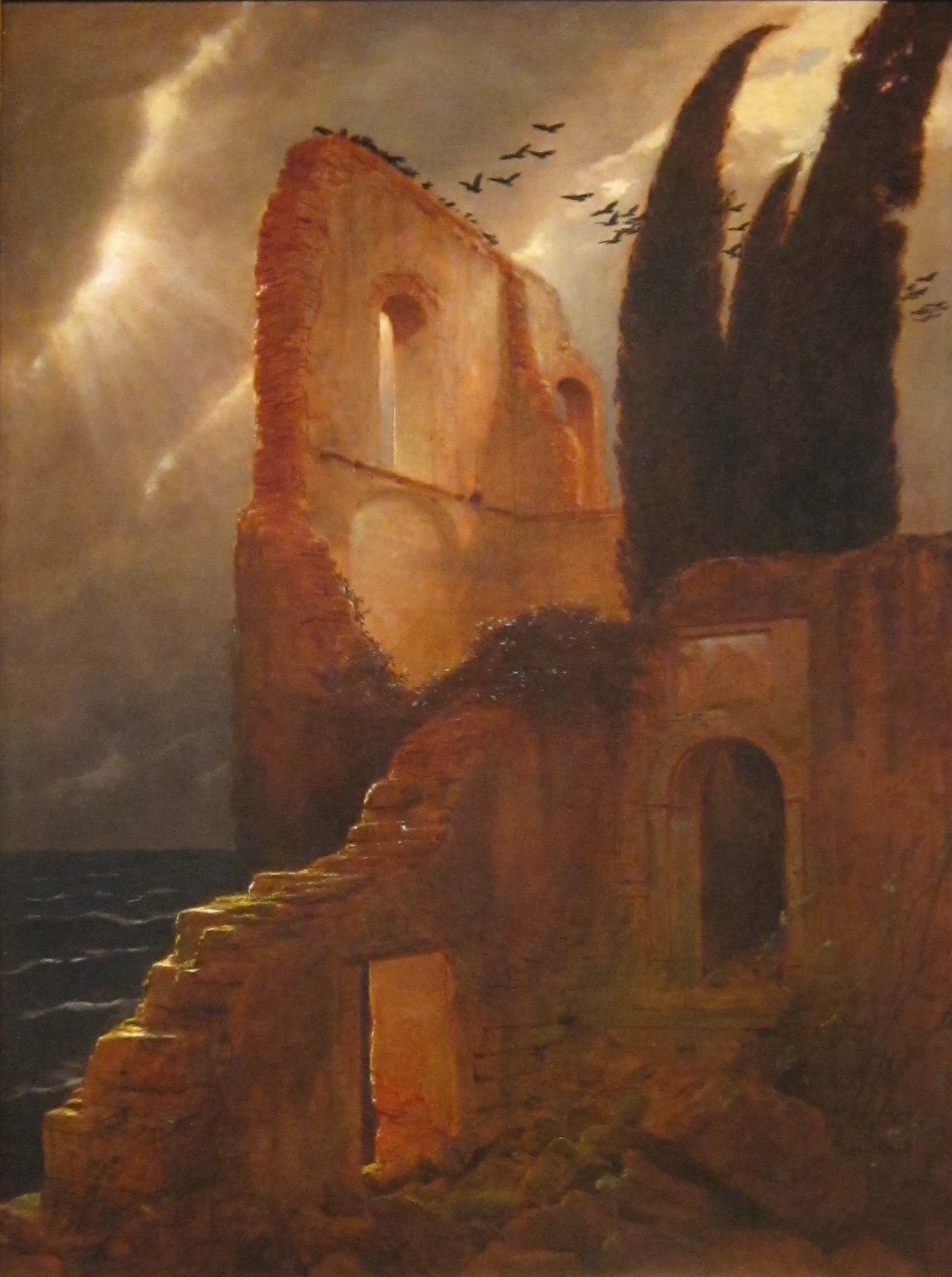
海辺の廃墟、1881年、クリーブランド美術館
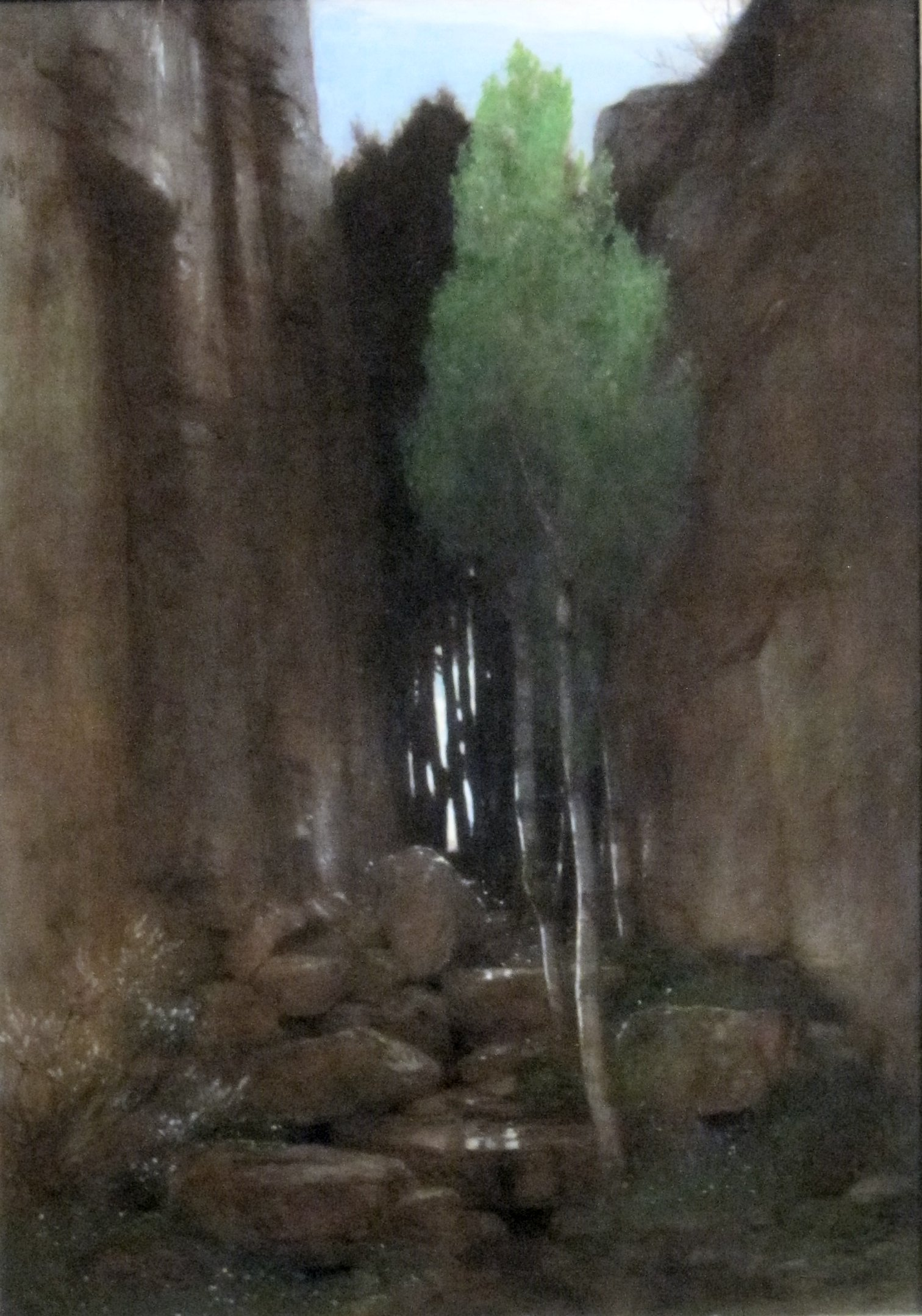
pring in a Narrow Gorge、1881年
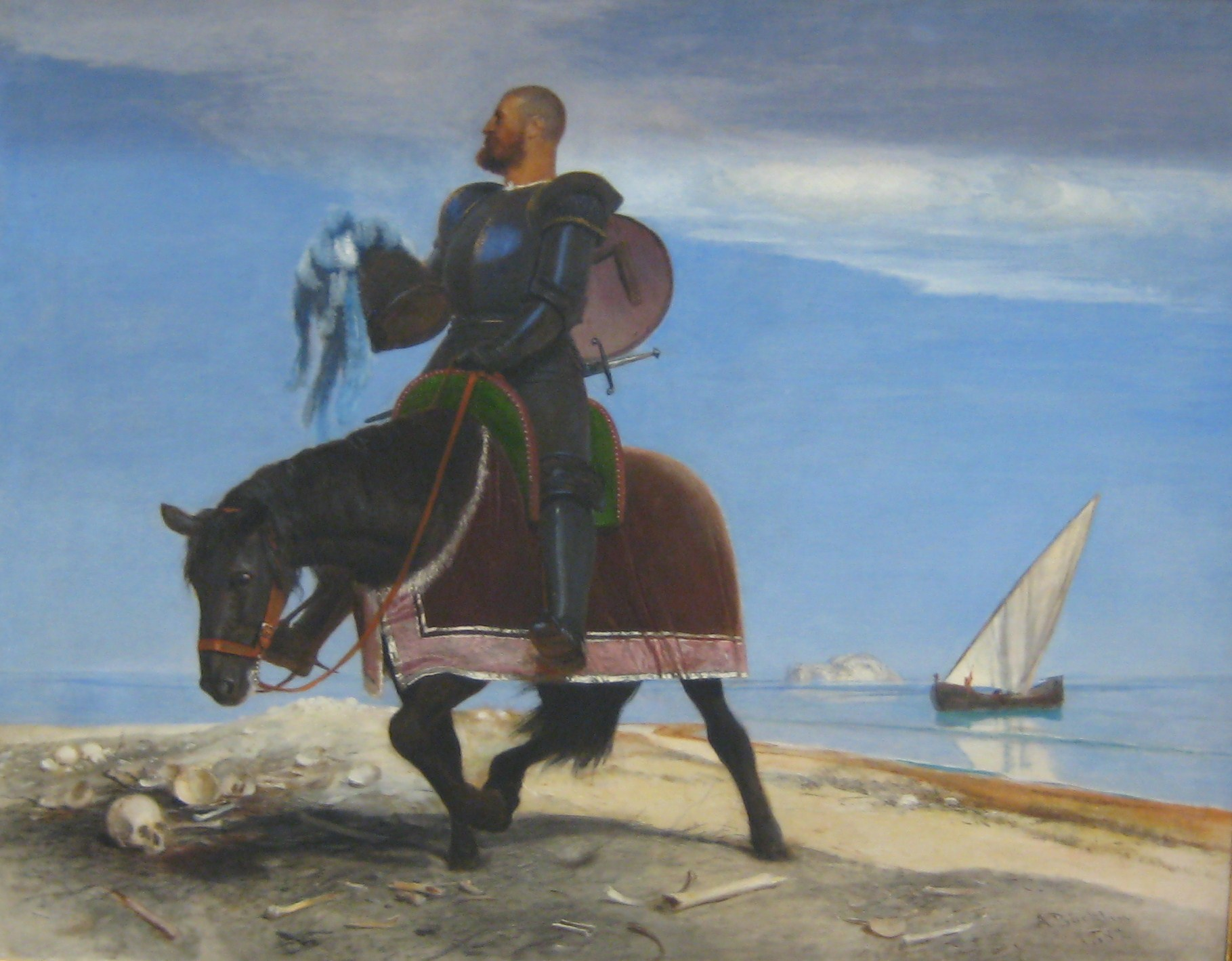
冒険家、1882年、ブレーメン美術館
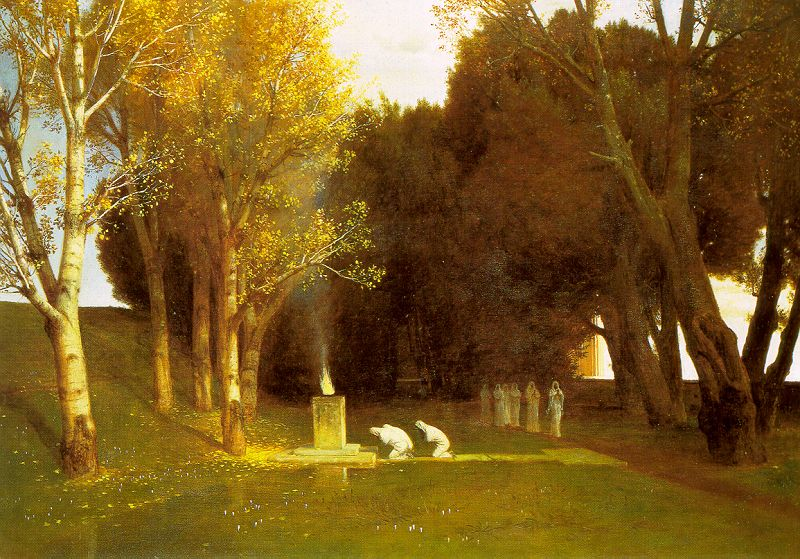
聖なる森、1882年、バーゼル市立美術館
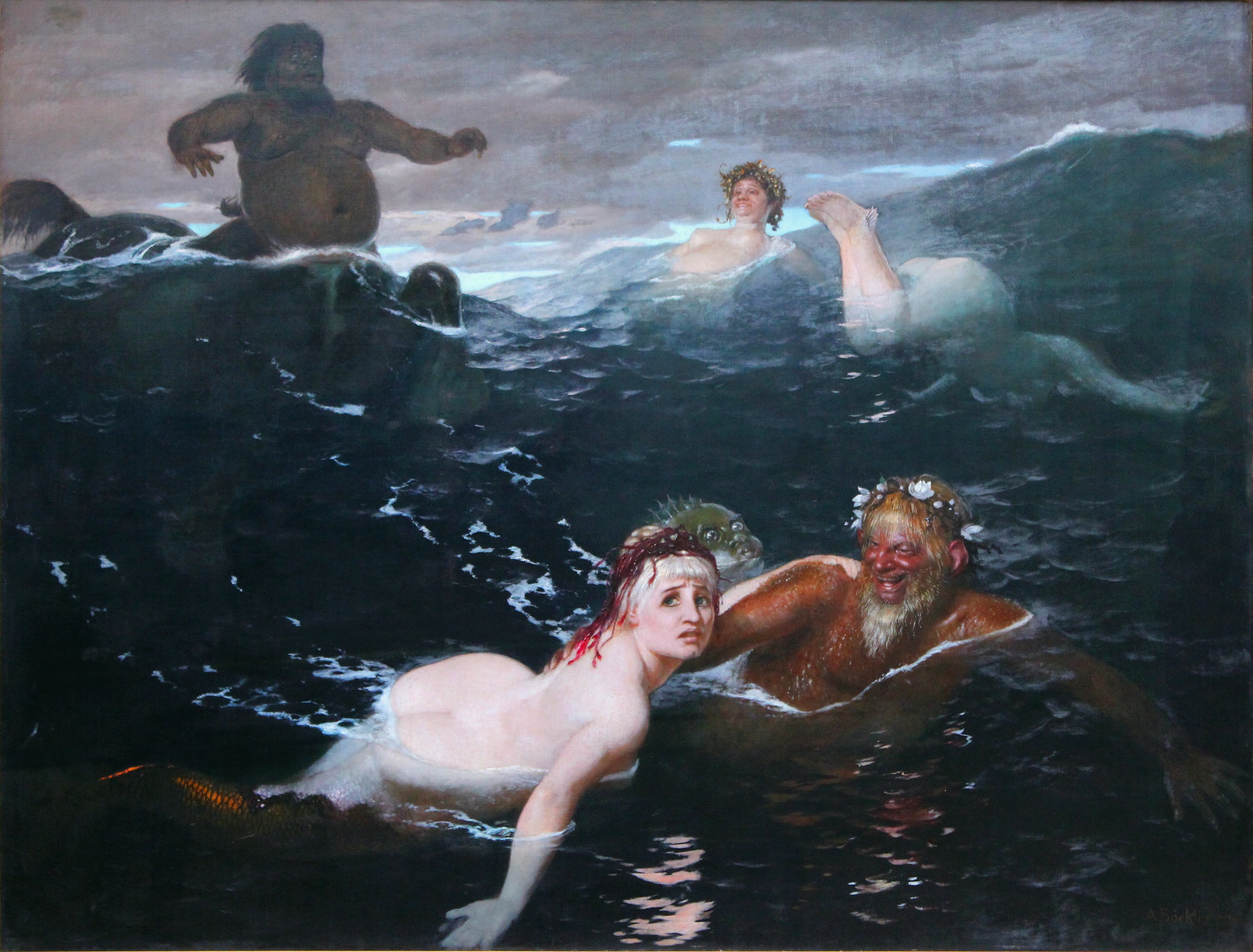
波間のたわむれ、1883年、ノイエ・ピナコテーク
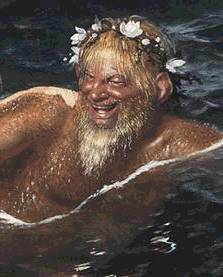
波間のたわむれ（部分）、1883年、ノイエ・ピナコテーク
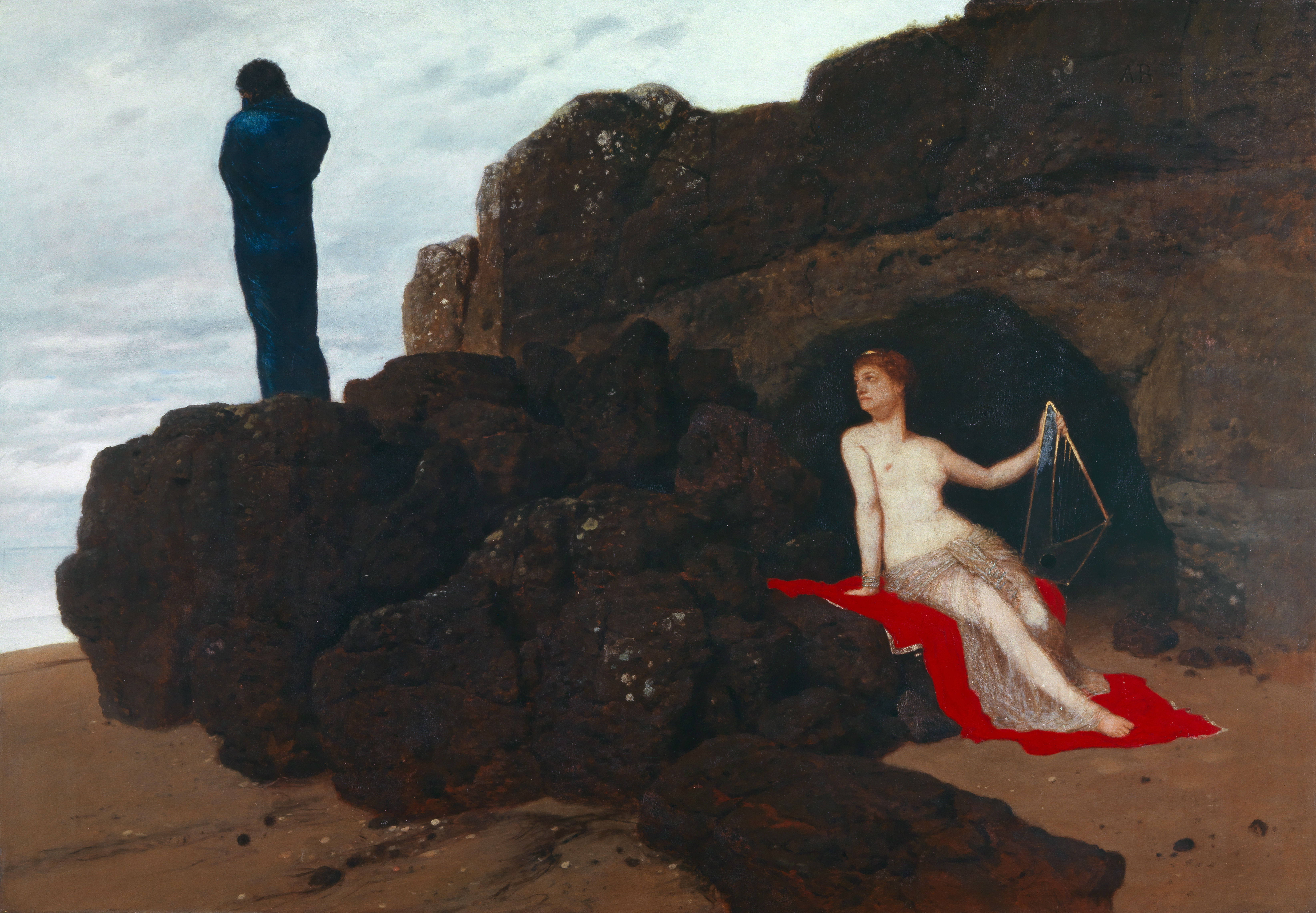
オデュッセウスとカリプソ、1883年、バーゼル市立美術館
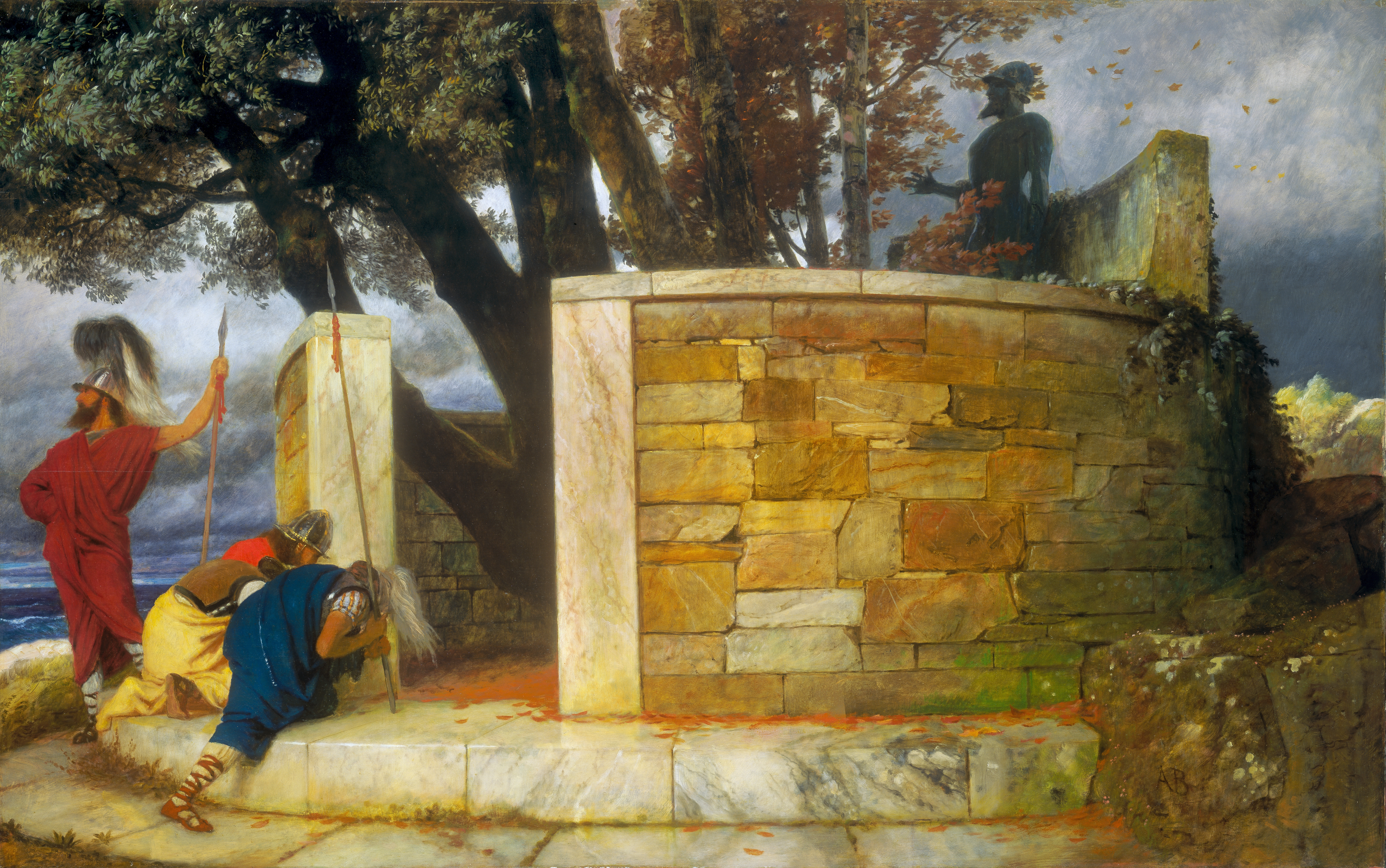
ヘラクレスの聖域、1884年、ナショナル・ギャラリー
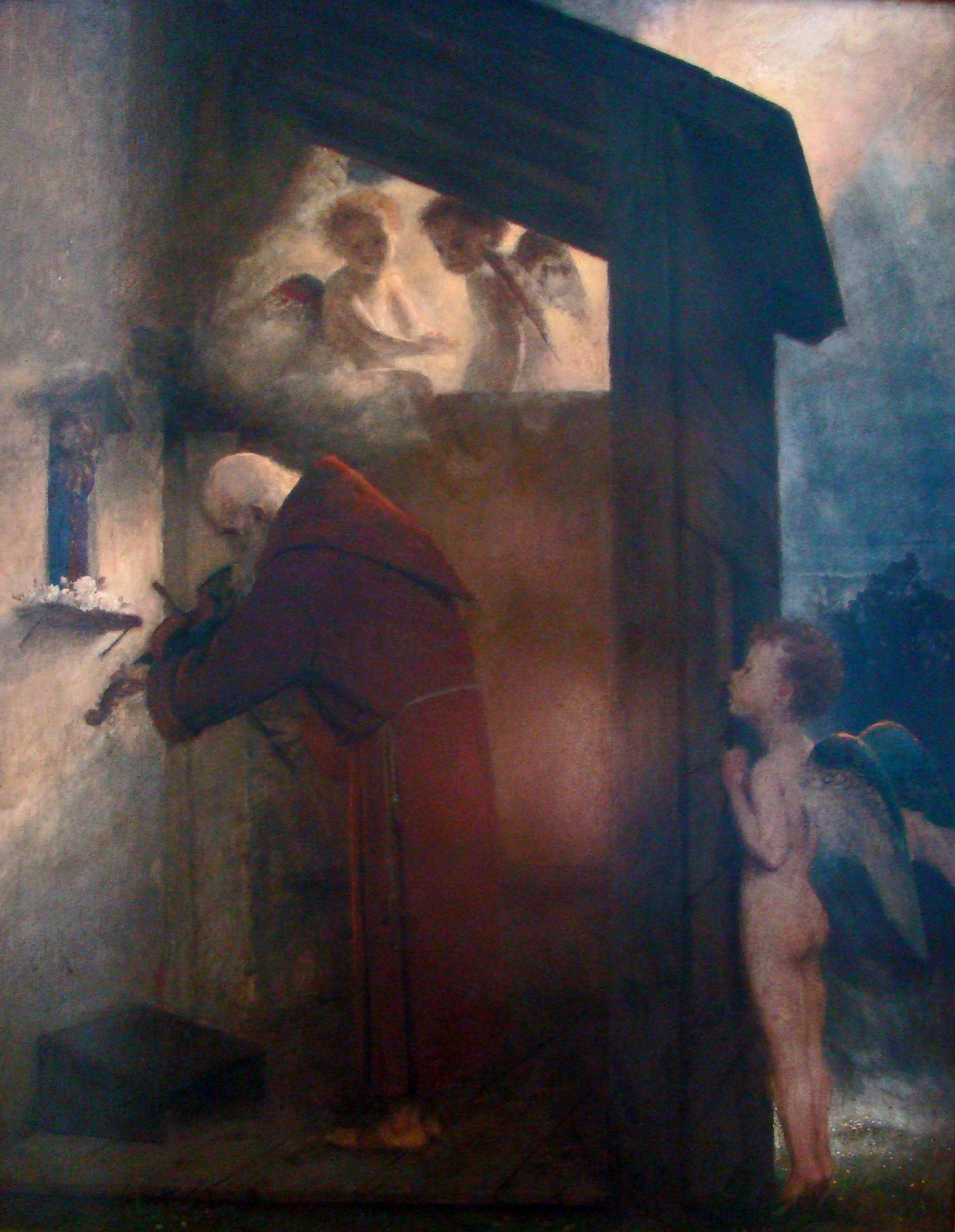
隠者、1884年、旧国立美術館
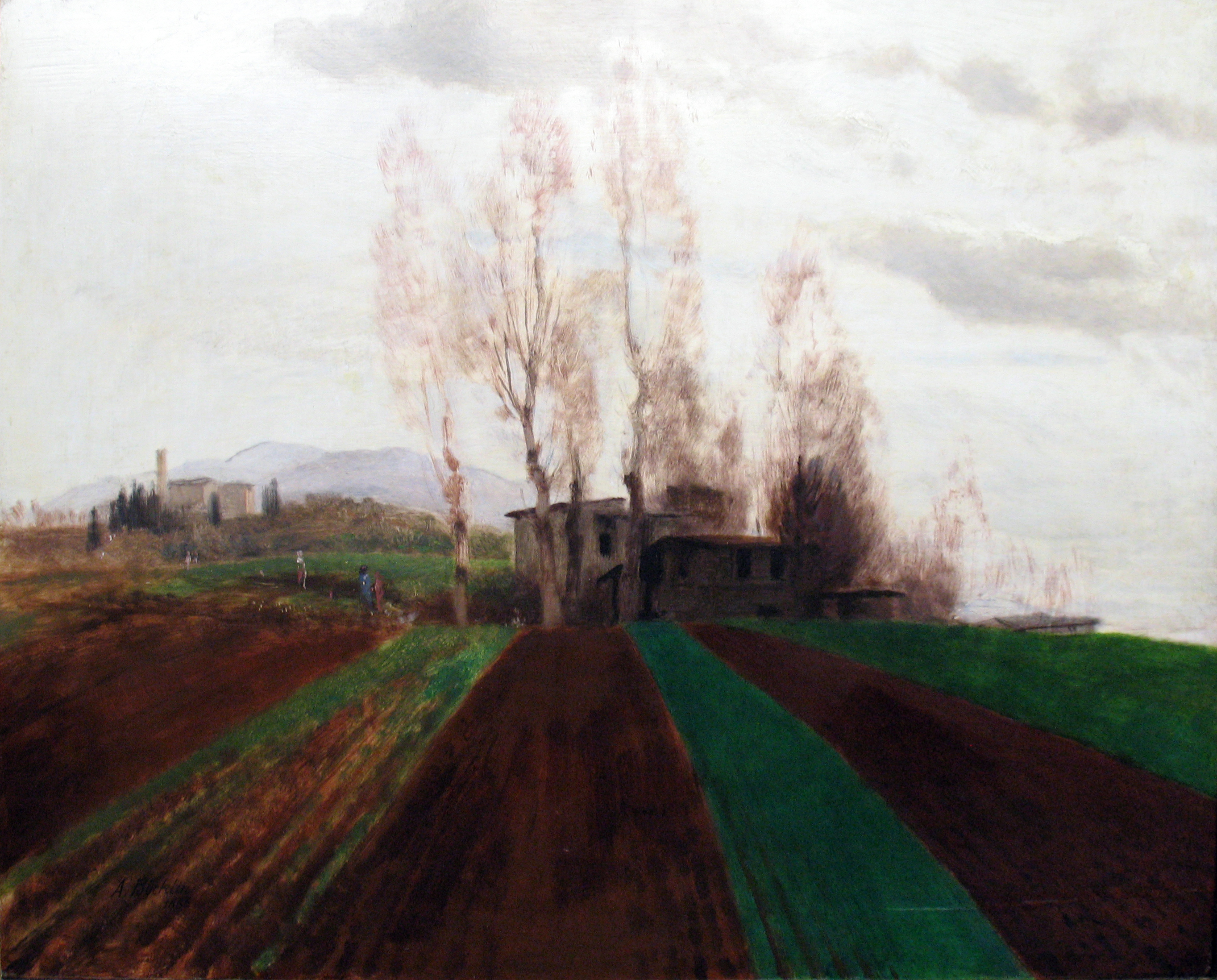
早春の農地、1884年、旧国立美術館
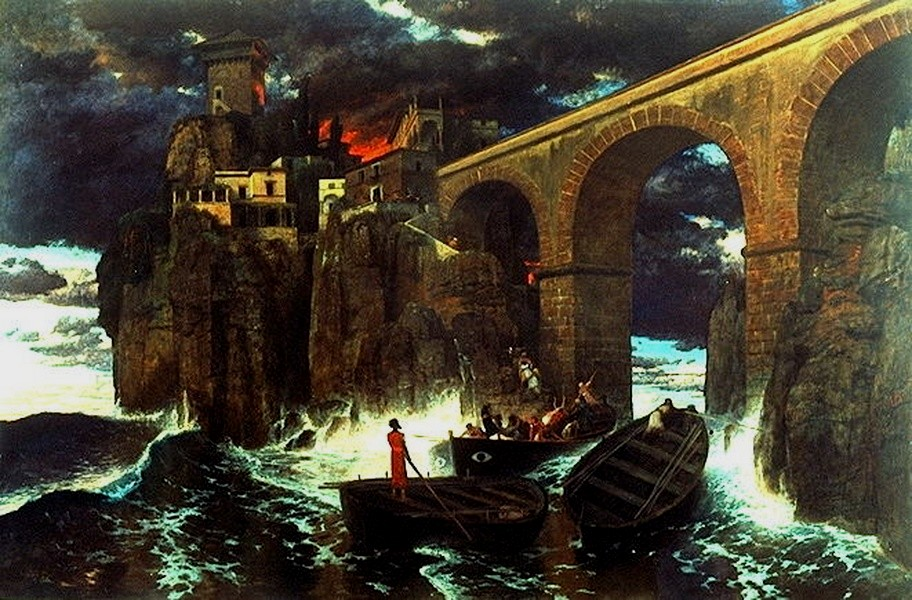
海賊の攻撃、1886年、ヴァルラフ・リヒャルツ美術館
戯れる人魚たち、1886年、バーゼル市立美術館
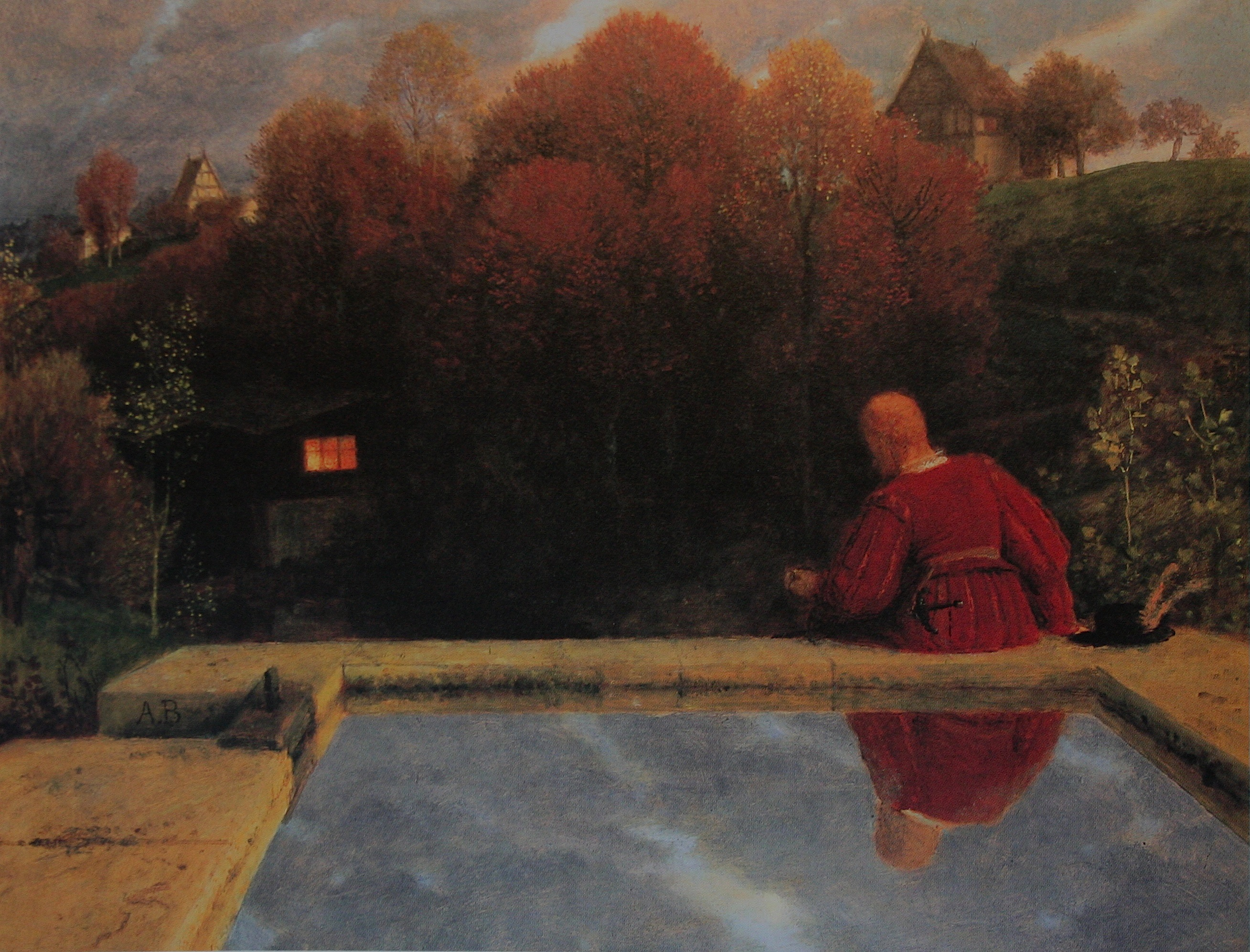
帰宅、1887年
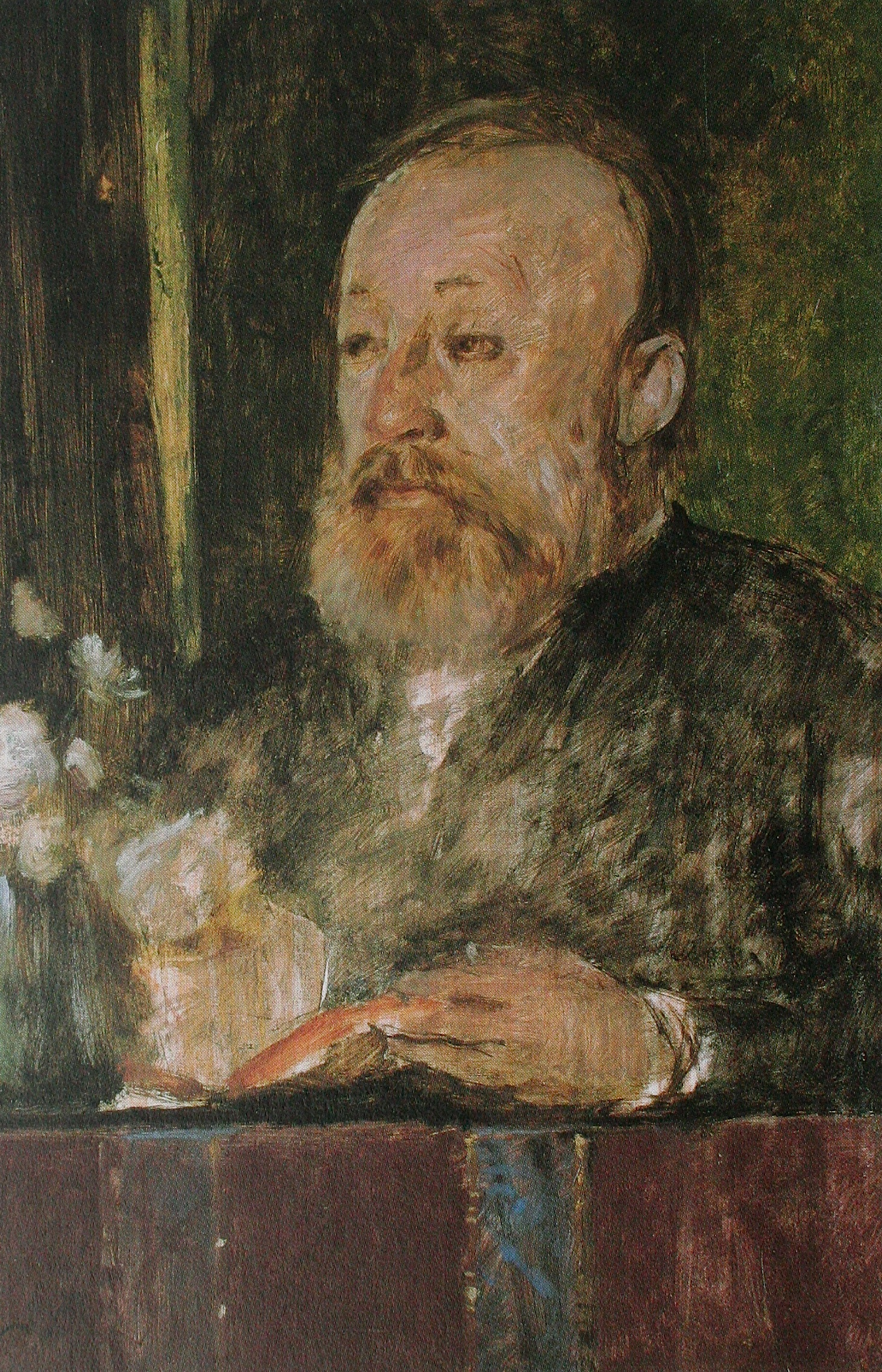
ゴットフリート・ケラー、1889年頃、チューリヒ美術館
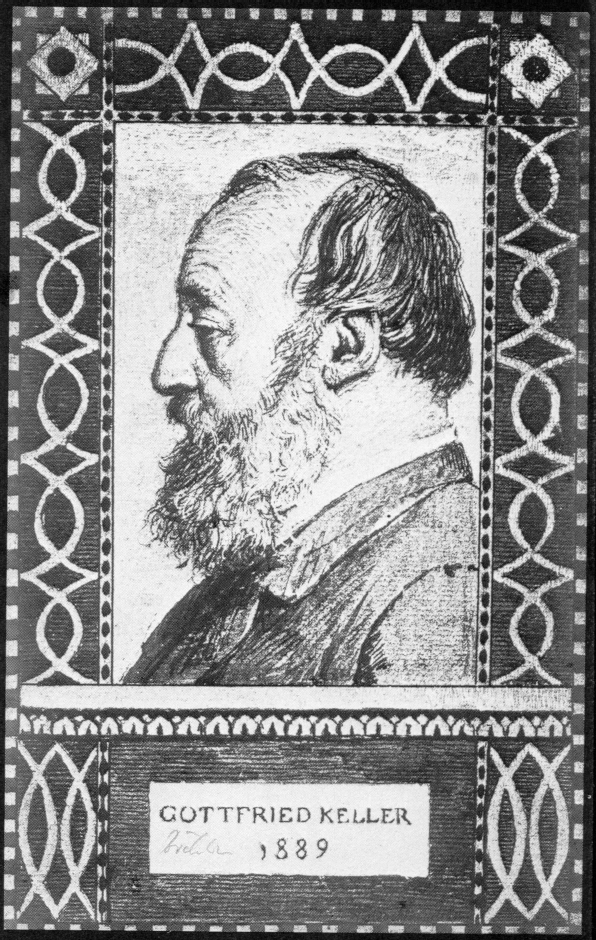
70歳のゴットフリート・ケラー、1889年
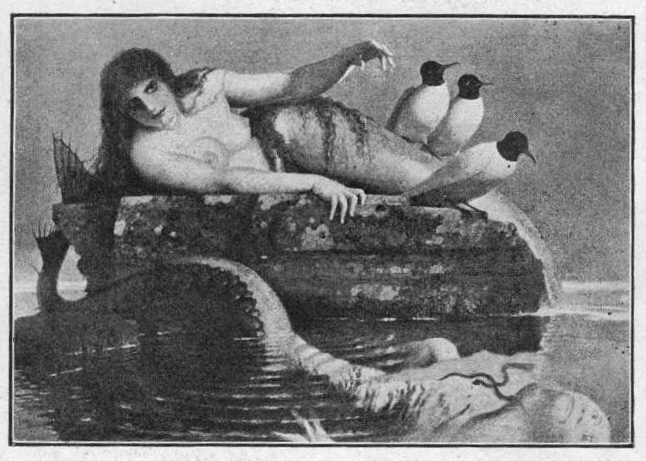
穏やかな海、1889年頃迄
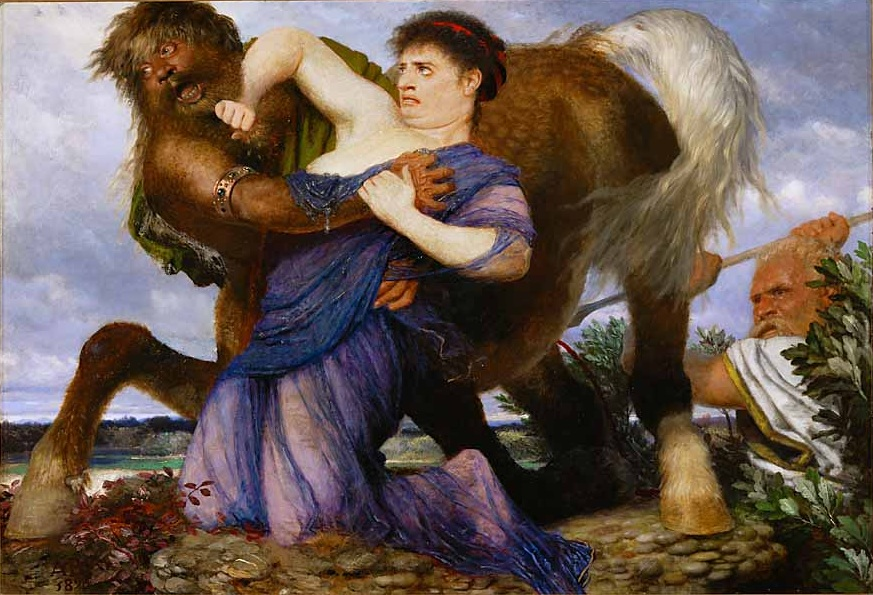
ネッソスとディアネイラ、1898年
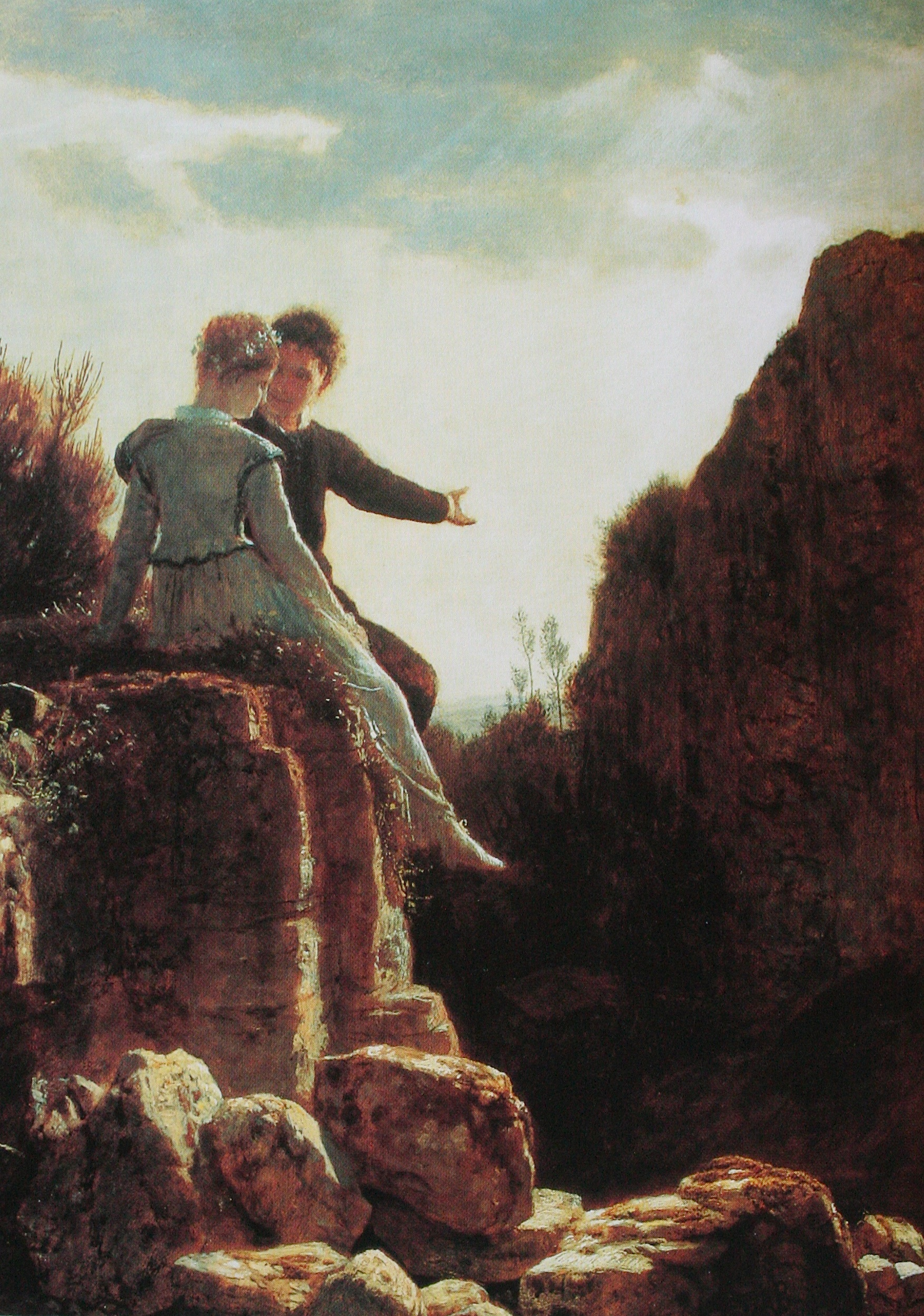
新婚旅行、1890年頃、シュテーデル美術館
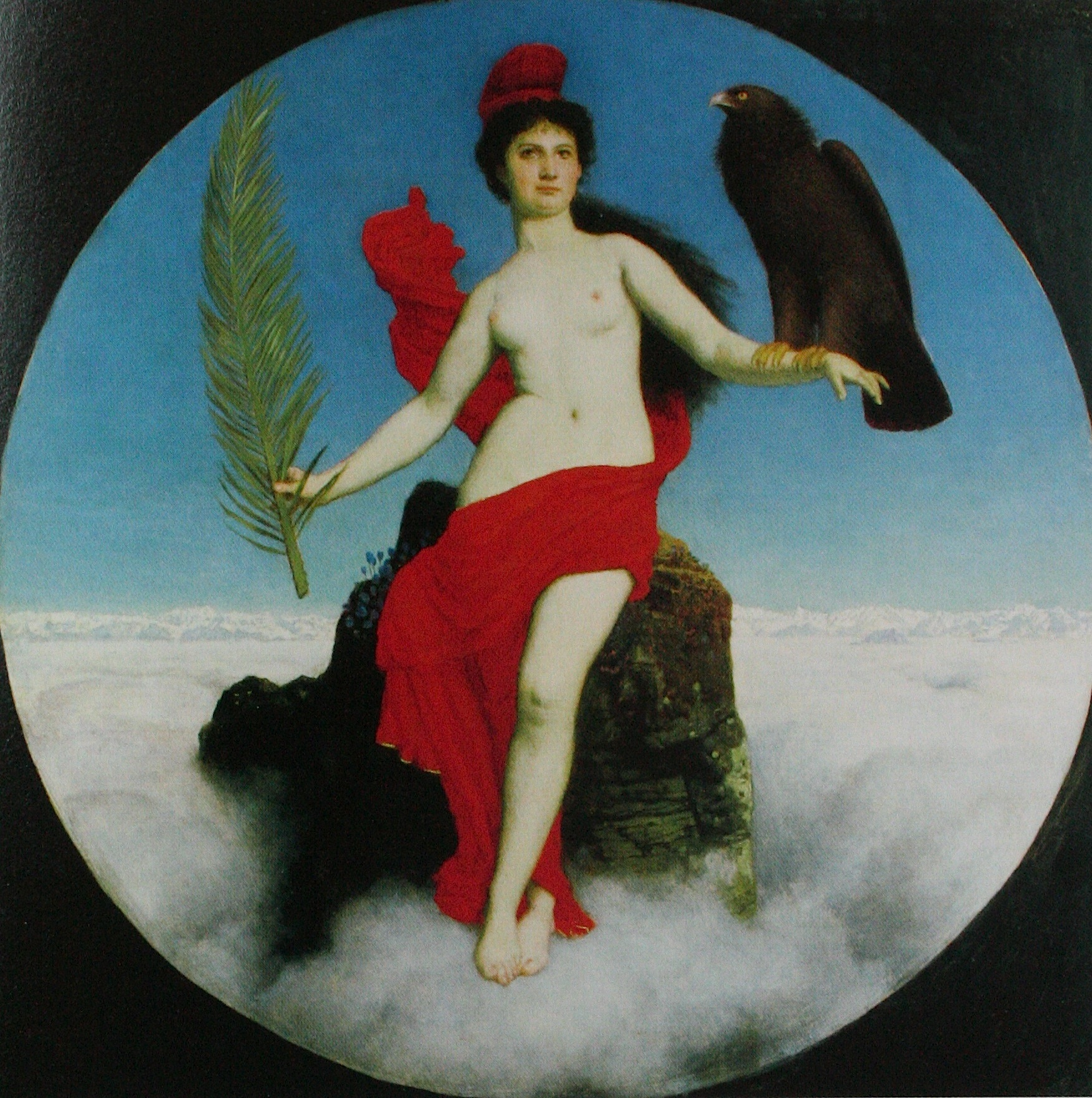
自由、1891年
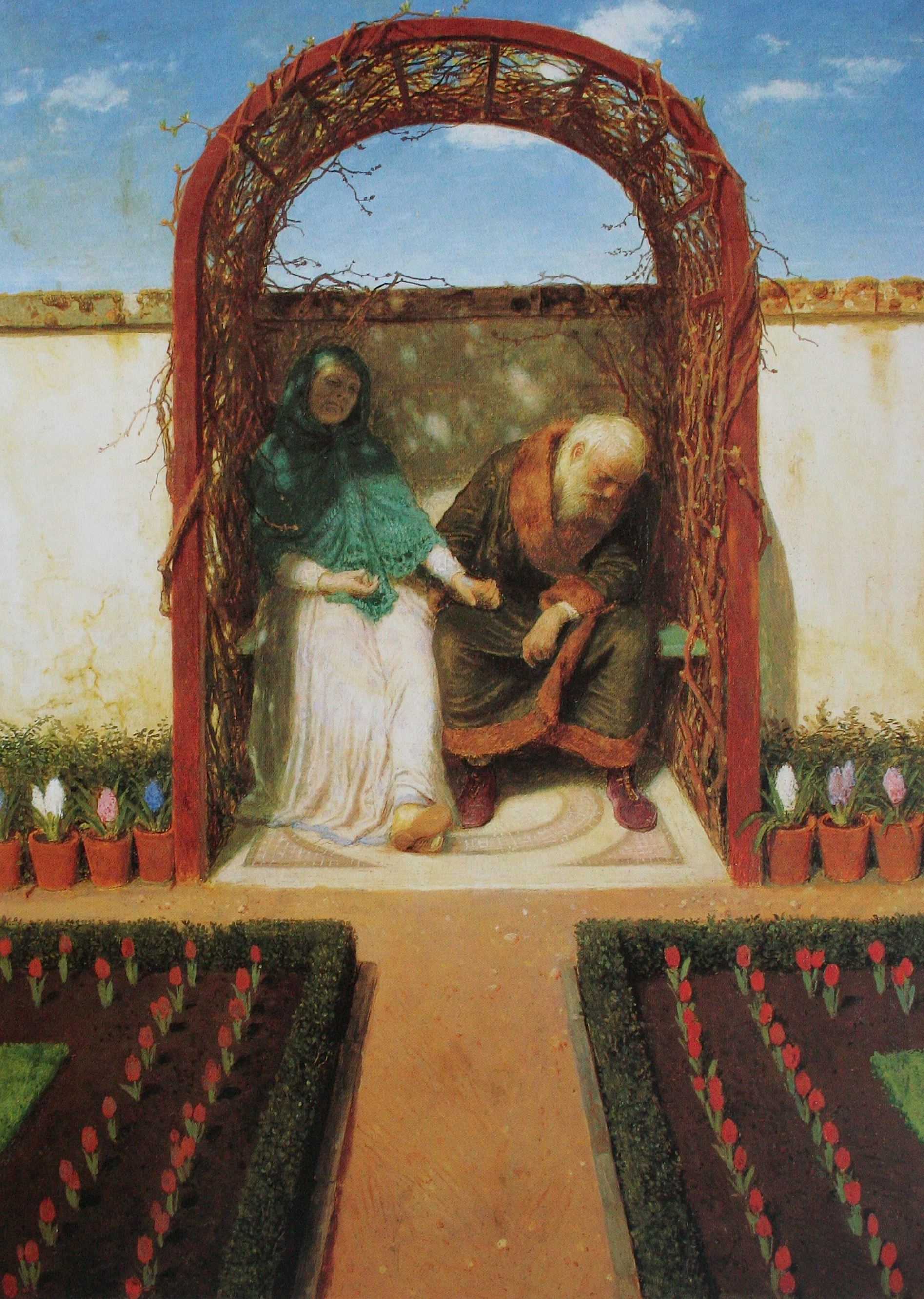
東屋にて、1891年、チューリヒ美術館?
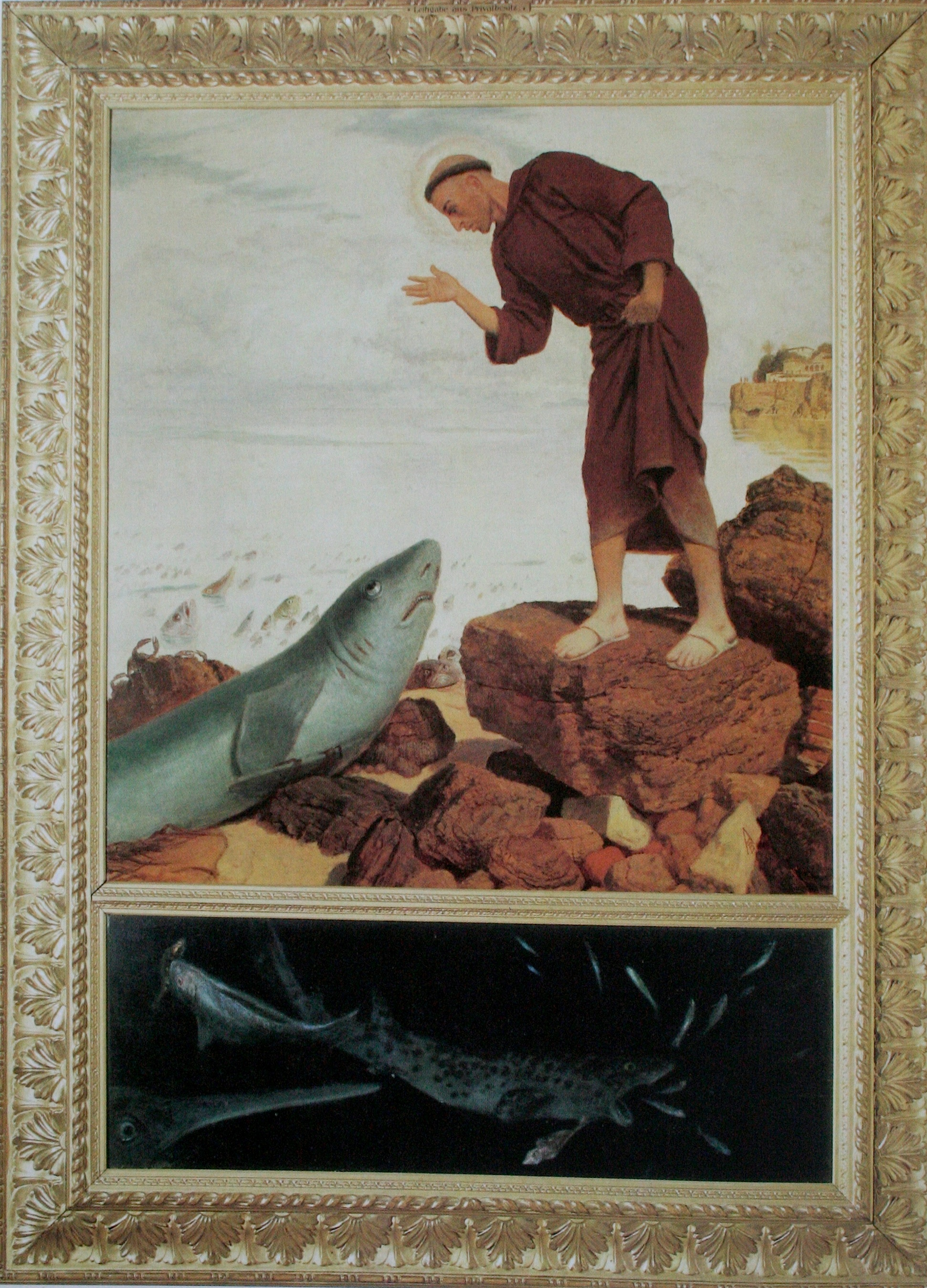
魚に説教する聖アントニウス、1892年、チューリヒ美術館
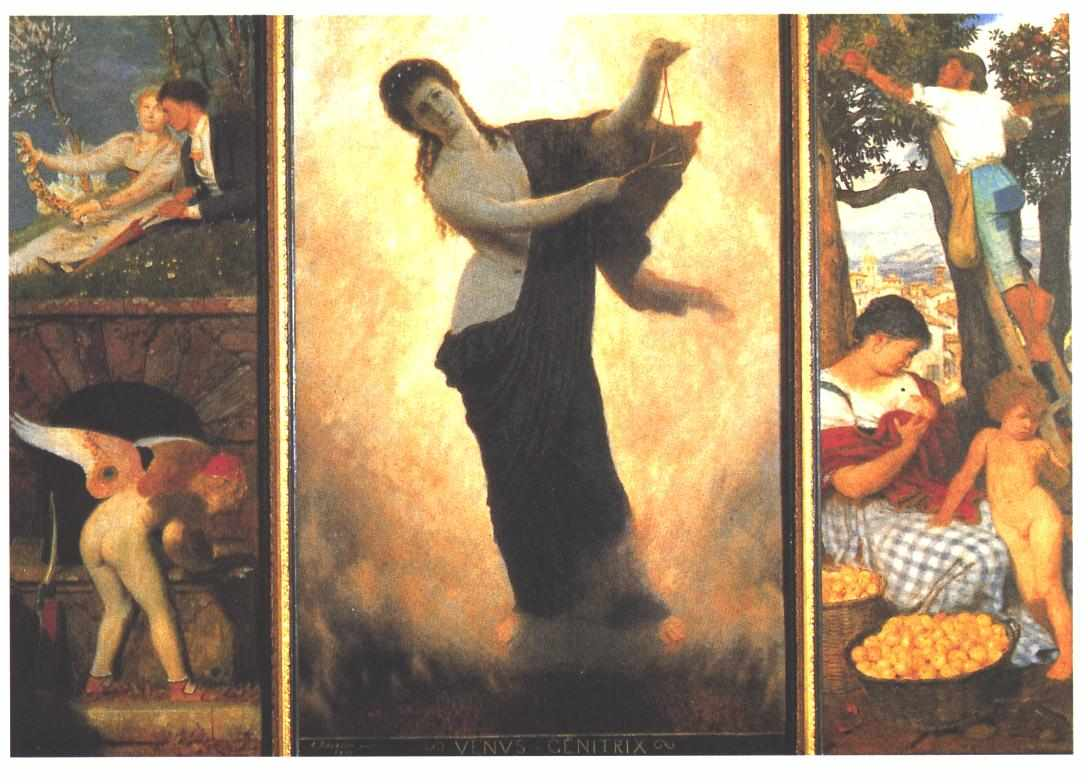
Venus Genetrix, 1895年
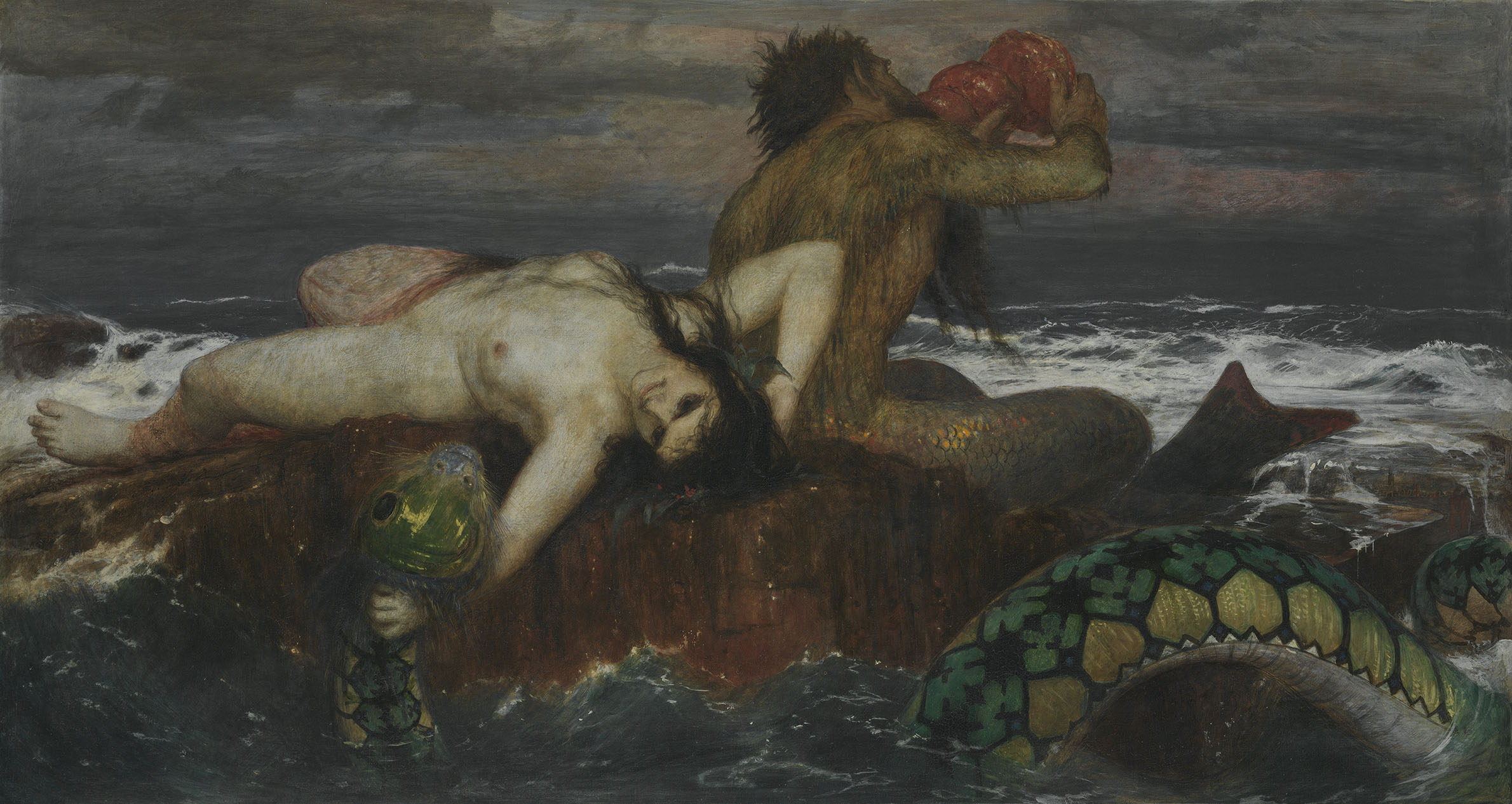
トリトンとネレイス、1895年、Schackgalerie
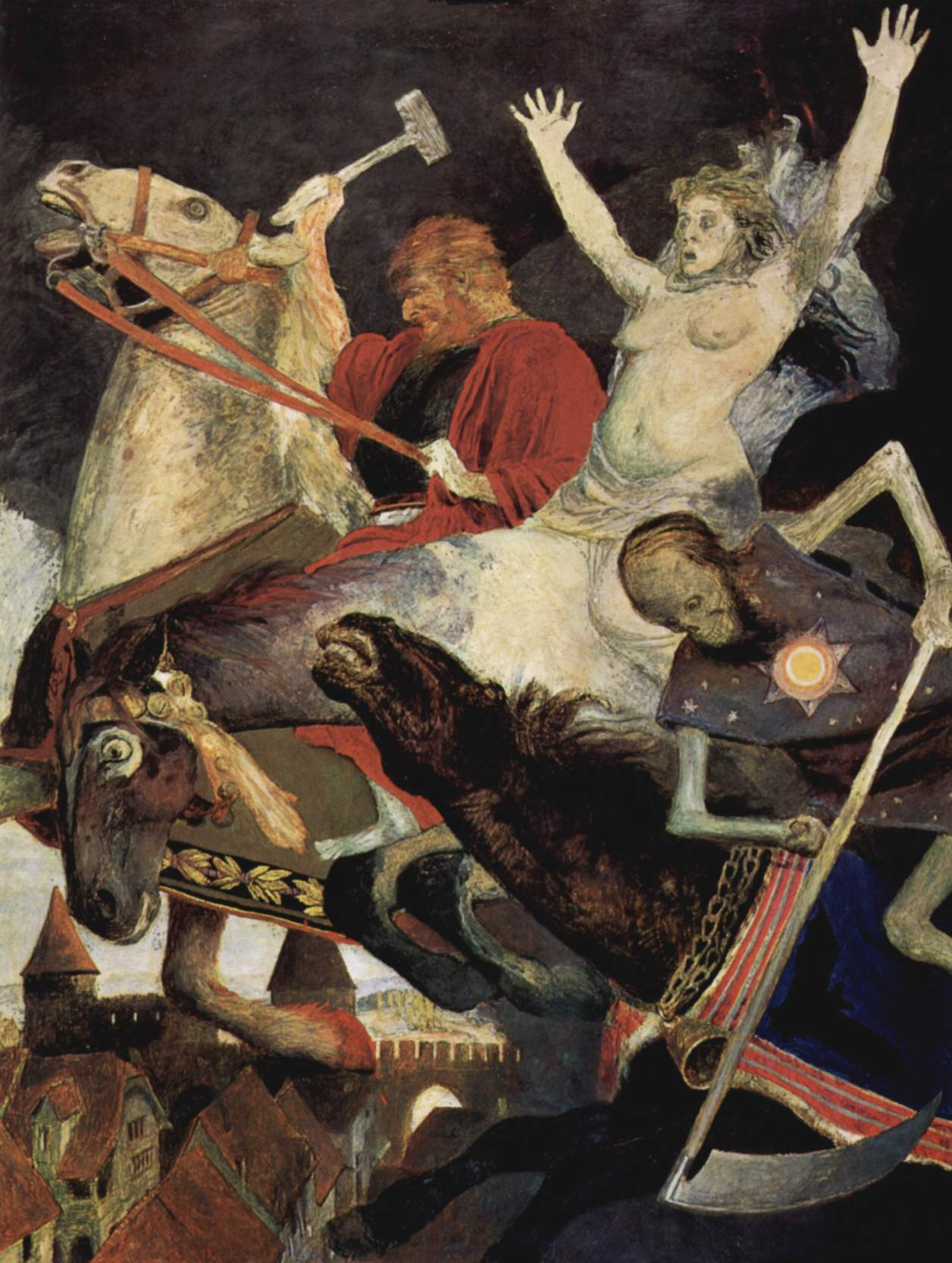
戦争、1896年、チューリヒ美術館
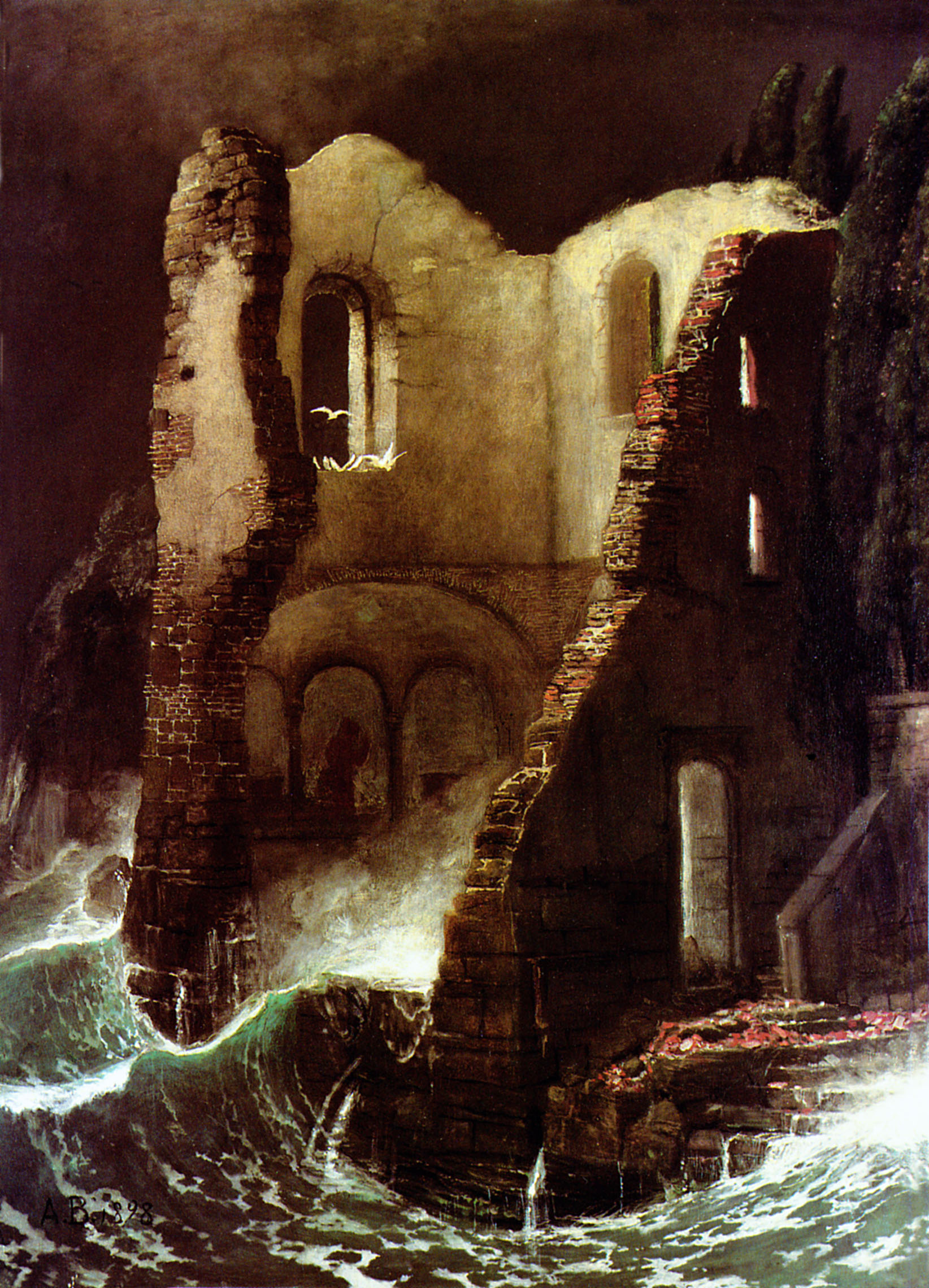
チャペル、1898年
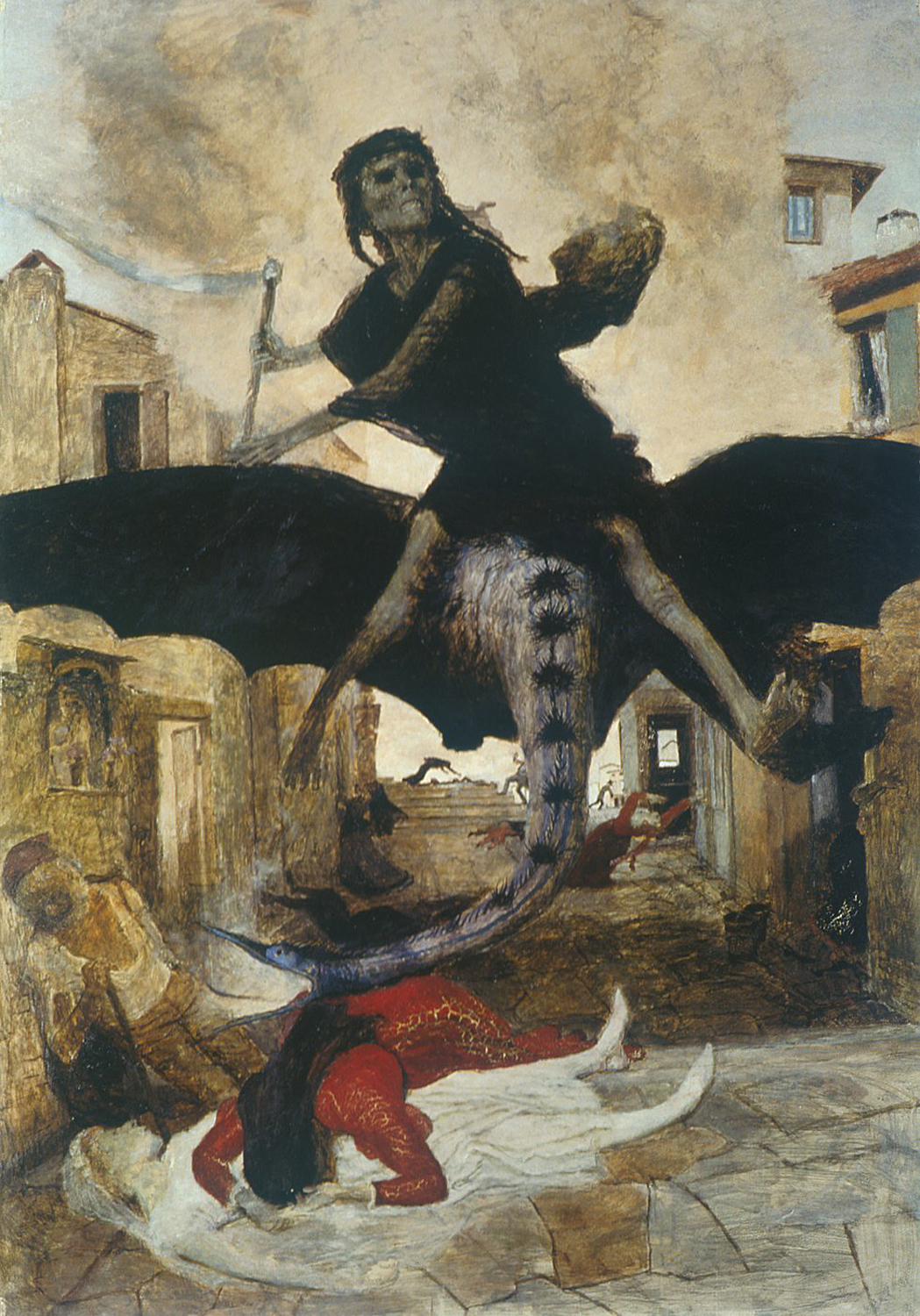
ペスト、1898年、バーゼル市立美術館
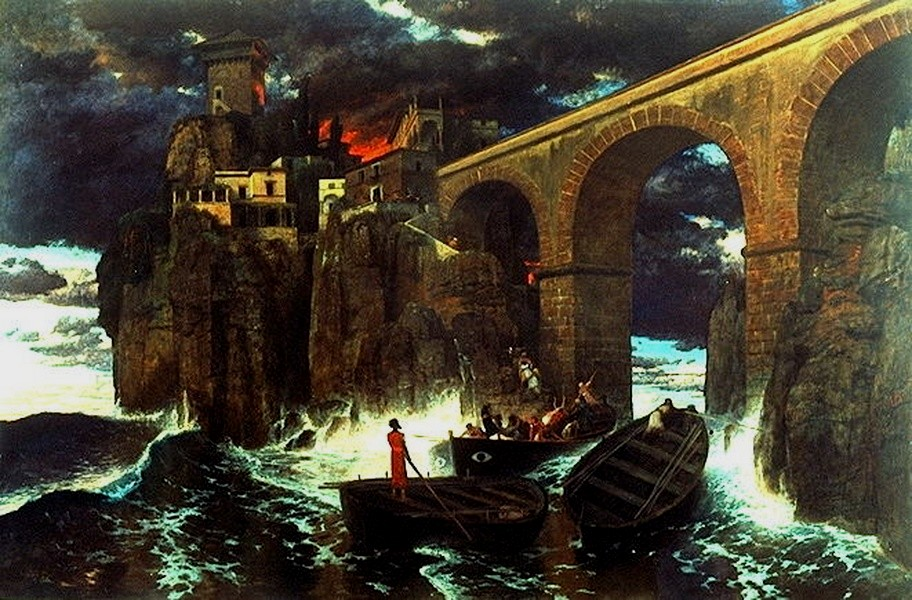
海賊の攻撃、1898年
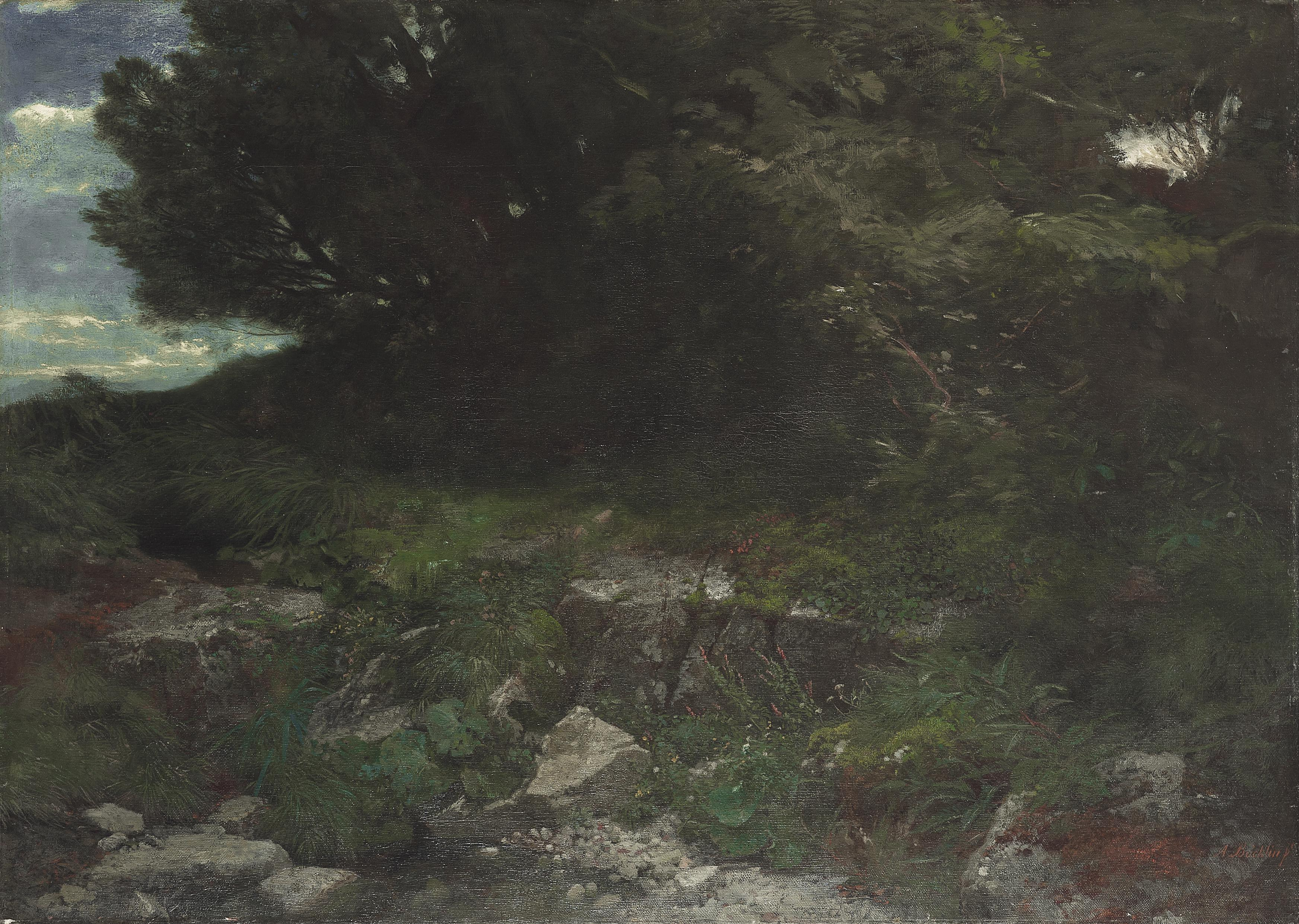
森の端に、1901年
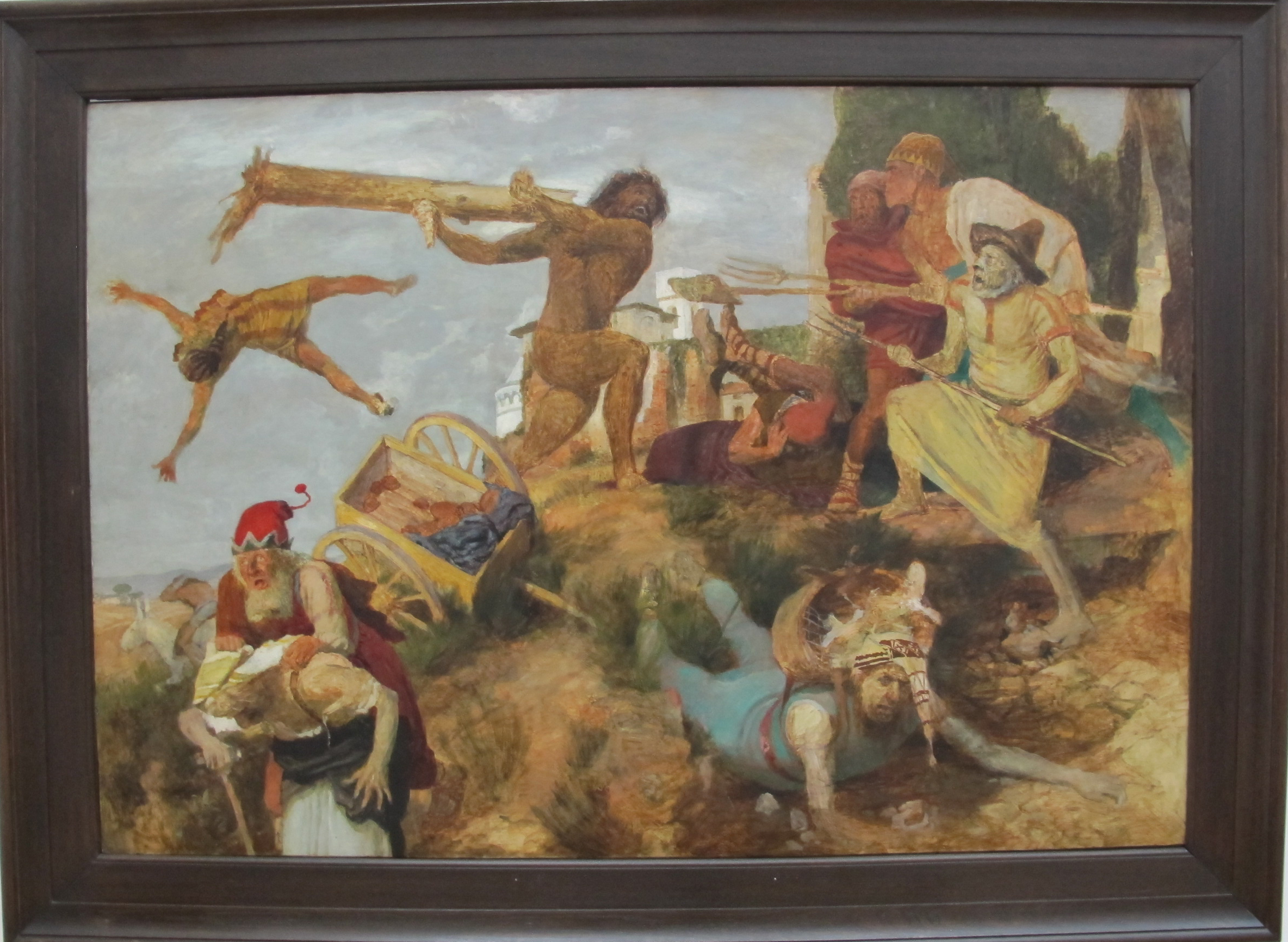
激怒するオーランド、1901年
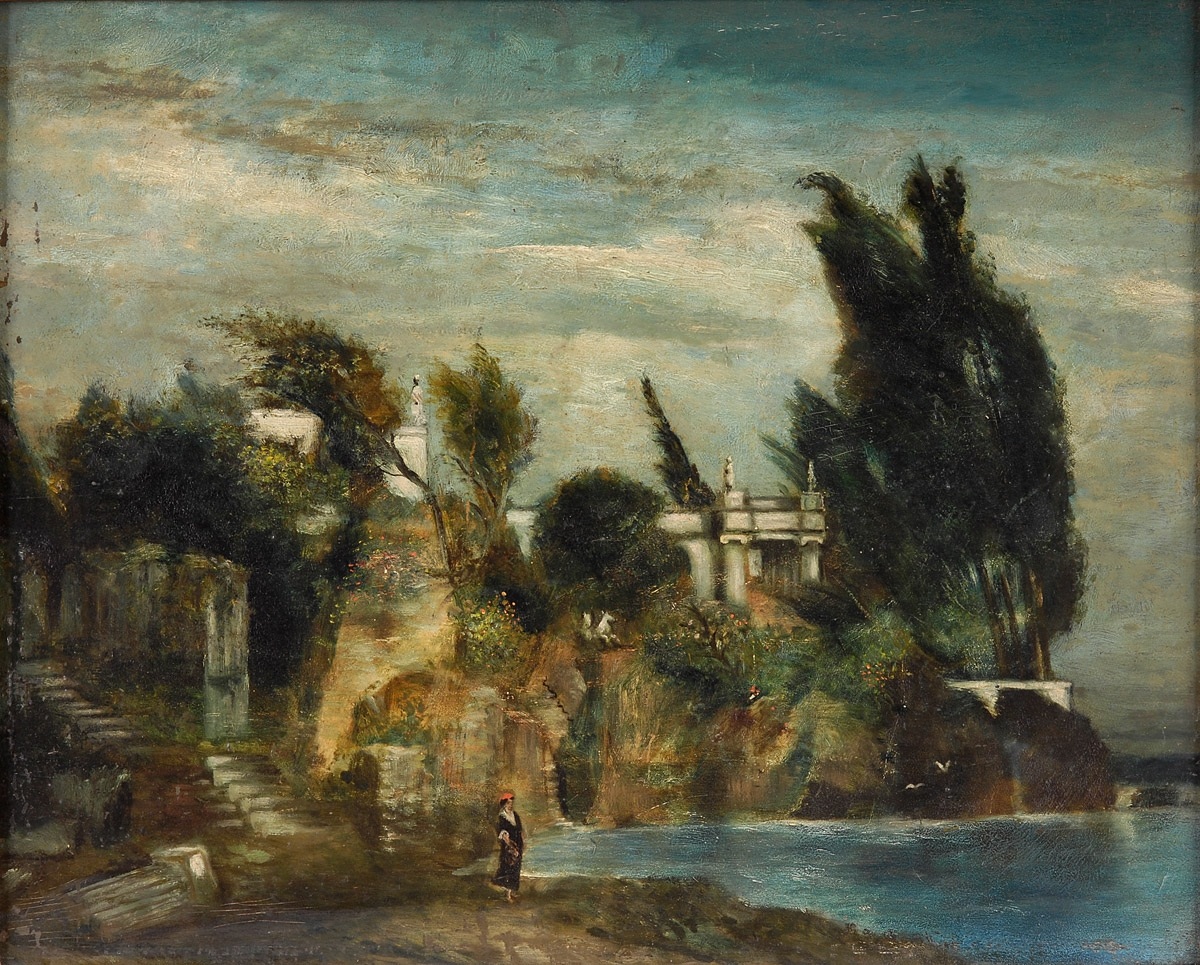
海辺のビラ
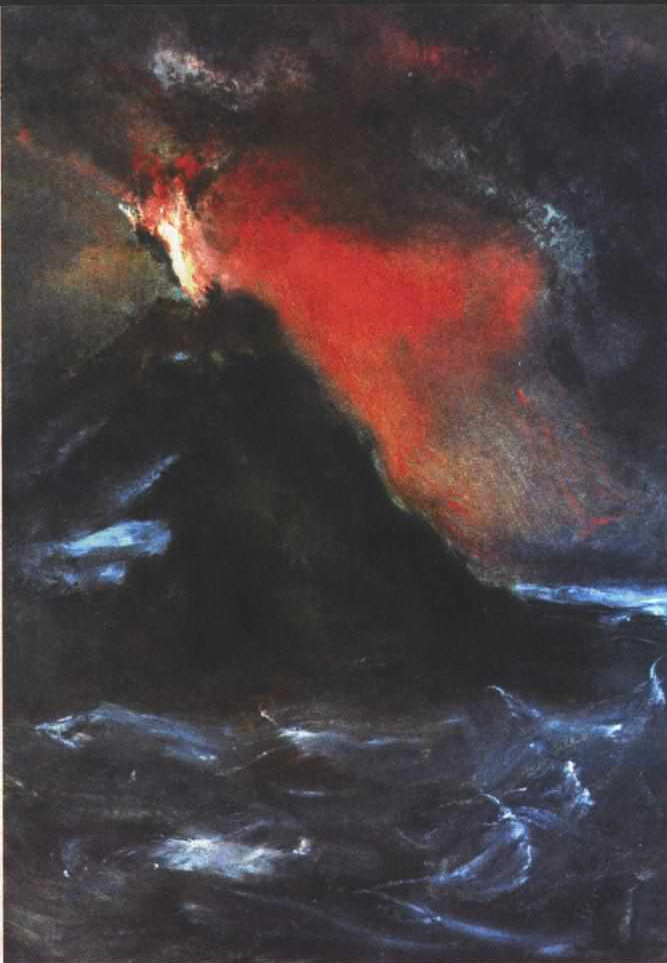
火山
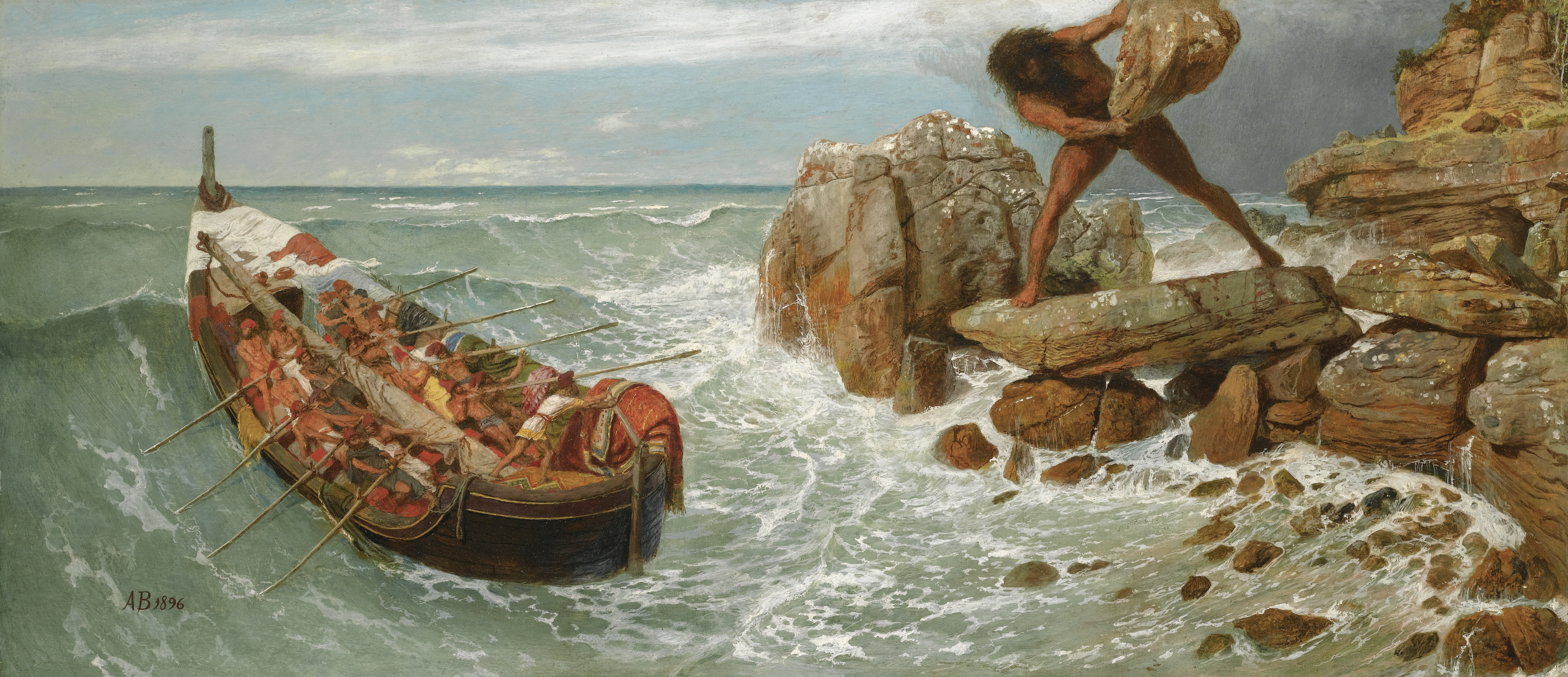
オデュッセウスとポリフェムス

### その他

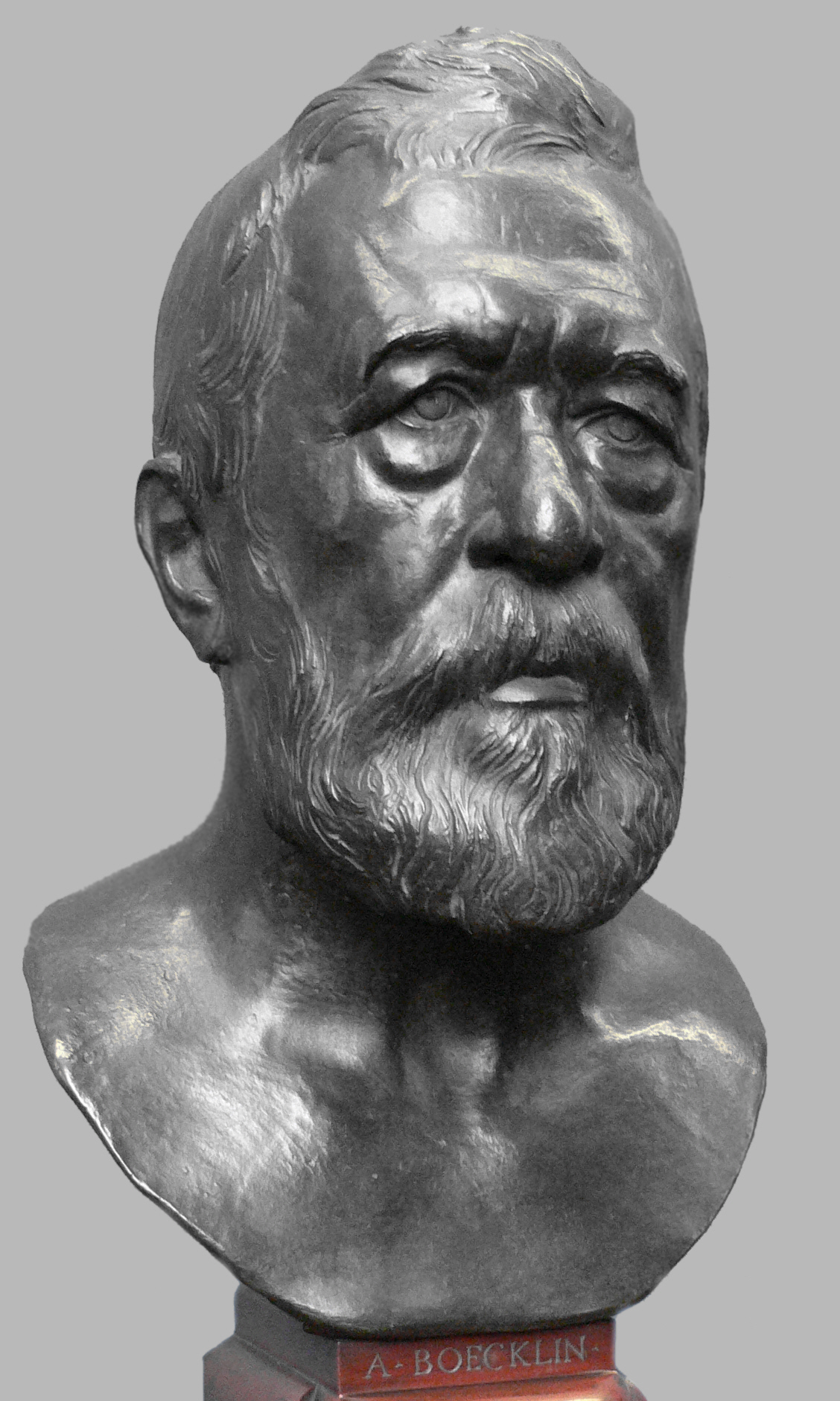
アドルフ・フォン・ヒルデブラントの胸像、1897年、旧国立美術館
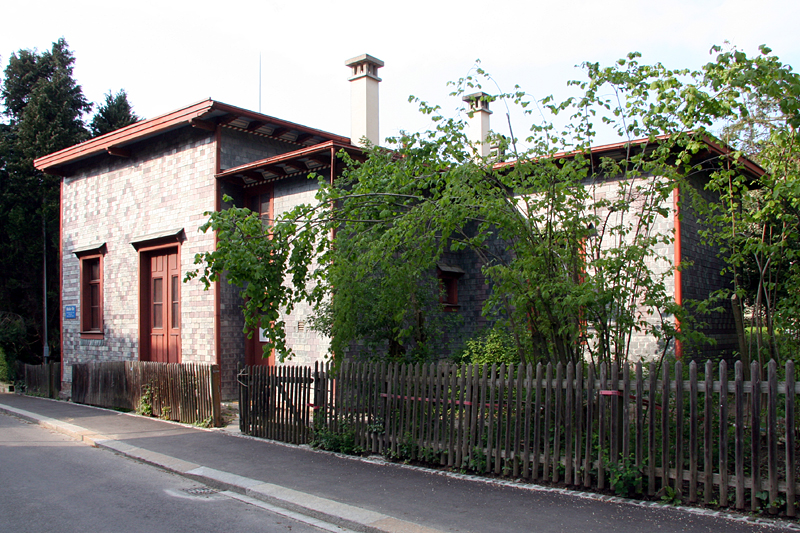
ベックリンのアトリエ-1（Zürich-Hirslanden）
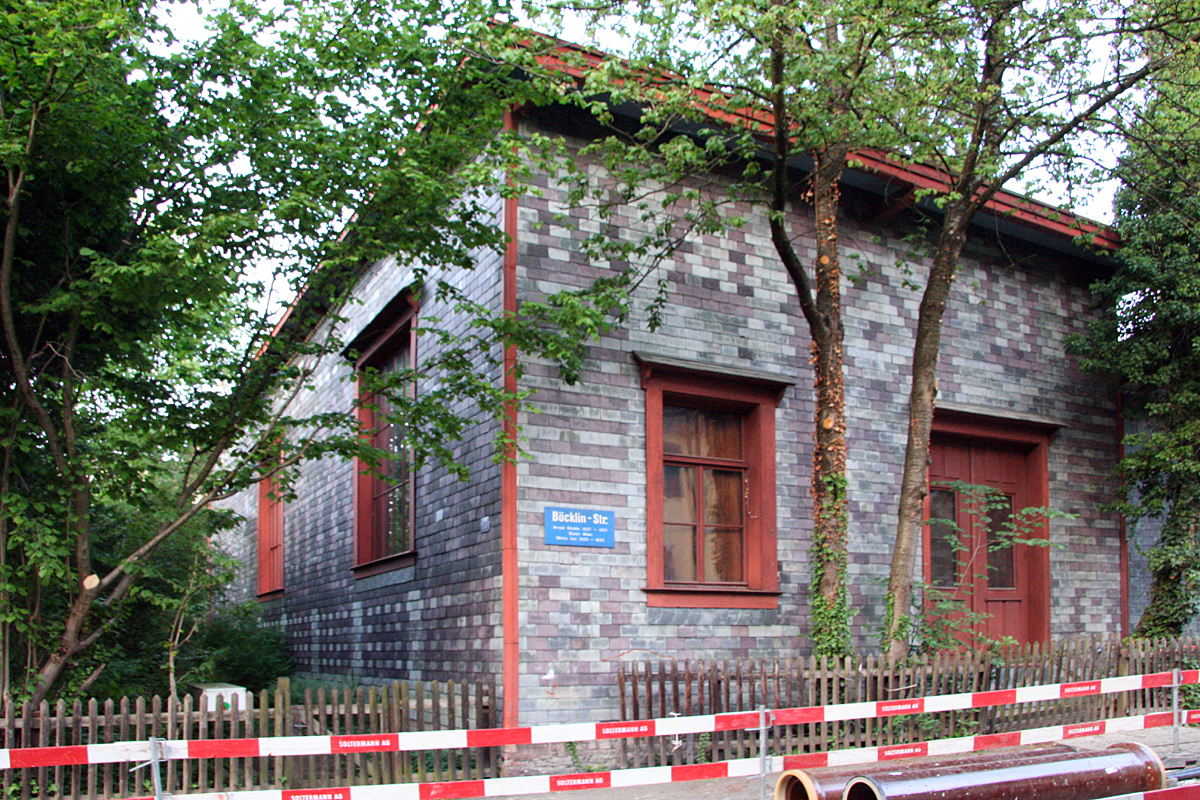
ベックリンのアトリエ-2（Zürich-Hirslanden）
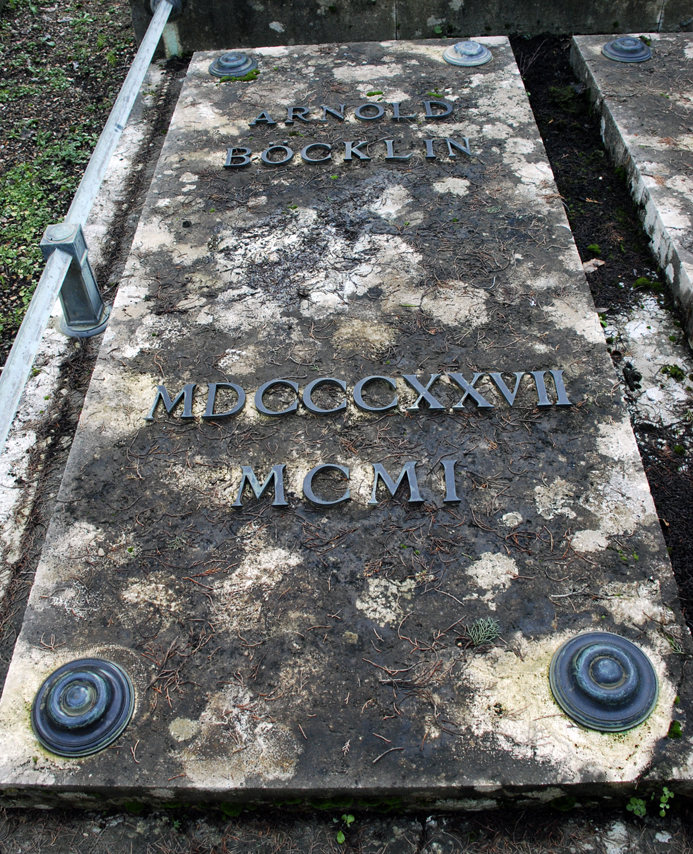
ベックリンの墓-1（Florence, Italy）
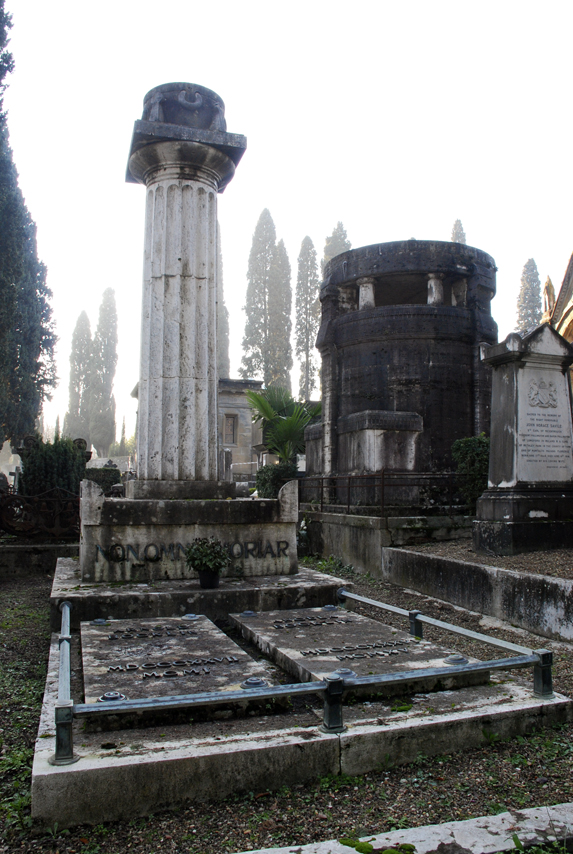
ベックリンの墓-2（Florence, Italy）